# 史上最強の弟子ケンイチの登場人物
史上最強の弟子ケンイチの登場人物（しじょうさいきょうのでしケンイチのとうじょうじんぶつ）は、漫画『史上最強の弟子ケンイチ』に登場する人物または組織の一覧である。なお各人の年齢はそれぞれ本編初登場時のもの。

## 梁山泊（りょうざんぱく）

### 弟子
白浜 兼一（しらはま けんいち）
声 - 関智一
属性：静
異名：史上最強の弟子
本作の主人公。16歳→17歳。10月12日生まれ。身長165cm。体重50kg→62kg（増加中）。梁山泊の一番弟子で、「史上最強の弟子」になる予定の少年。武術家としては異例の空手、柔術、中国拳法、ムエタイなど多種多様の武術を学んでいる。一人称は「ボク」。
左頬の絆創膏がトレードマークの高校生。度が過ぎるほどのお人好しで善意に満ち溢れたような男。何よりも悪徳・悪行を憎み、己が信じた正義に徹することを信念としている。時にその行いは偽善・愚行と非難されることもあるが、彼の人間愛に触れ、救われてきた者は数多い。隼人からは昔の自分そっくりだと評されており、ジュナザードも兼一と隼人を「周囲の者に影響を与える男」として同一視している。
自他共に認める相手の逆鱗に触れる天才（ただし悪意はない）。彼の特徴に「大切な人を守るときこそ真の勇気を発揮する」と秋雨が評しており、特に美羽が傷つけられた場合には途端に敵に対して容赦のない姿を見せる。
武術の才能はまるでないと言われるが、生命を失いかねない常識を超えた修行と努力で補っている。梁山泊での修行で得た耐久力から打たれ強く、最初から重点的に足腰を鍛えている上、岬越寺流によってその細腕からは想像できないような筋力に加え、柔軟かつ鋼鉄のように強靭な身体、馬式の鍛錬法内での内功（臓機能）の強化による高い自然治癒力まで施されている。常日頃から修行という形でマスタークラスの動きを身に刻んでいるためか、物語の途中からは「戦いを視る力」が美羽を上回った。しかし視えているのは動作だけのため「なぜ、そういう動きをしたのか」という動作の根拠までは美羽等に説明して貰わないと理解できない。また視えていても身体が反応できるかは別問題である。
女性には手をあげない主義であり、たとえ相手が殺人拳の使い手であっても柔術や捕縛術で取り押さえる。
元々はいじめられっ子で、「ふぬけた兼一」の意味で「フヌケン」と呼ばれていた。いじめ対策のために空手部に入部するが、そこで同級生の大門寺と退部を賭けて試合をする破目になり、友人となった美羽に教えを受ける。美羽との特訓の後、大門寺に勝利するが、敗れた大門寺に同情してしまい、空手に存在しない投げ技を使っての勝利だったと自らを反則負けとし、退部した。この一件で空手部の副主将・筑波、さらには学校の不良に目を付けられ、その対策のために美羽の紹介で梁山泊に入門した。
当初は「誰もが見て見ぬ振りをするような悪党どもをやっつけるヒーローになる」ことを目的に修行をしており、現在は自身の正義を貫くため、そしていつかは叶翔との約束である「美羽を守る」ために自らの意思で修行を受けている。最終的に達人並みの気当たりを発動できるまでになった。
風林寺 美羽（ふうりんじ みう）
声 - 川上とも子（テレビアニメ版） / 釘宮理恵（OVA版・テレビアニメ闇の襲撃） / 國府田マリ子（サンデーCM劇場）
属性：動
異名：風を斬る羽
本作のヒロイン。15歳→17歳。1月14日生まれ。身長158cm。風林寺隼人の孫娘。祖父・風林寺隼人の我流、風林寺流武術 の使い手。ジュナザードによりプンチャック・シラットも習得している。武術の腕前は弟子級の中でもトップクラス。
容姿端麗、成績優秀、スポーツ万能。性格は品行方正で、誰に対しても優しいが、おっちょこちょいで寂しがり屋な面があり、背後に立たれると人を投げ飛ばしてしまう悪癖を持っている。また、嫉妬深さも併せ持っている。長老の教育の賜物でやや文法がおかしなお嬢様言葉で話し、語尾に主として「〜ですわ」、「〜ですの」と付けている。一人称も「私（わたくし）」。梁山泊の家事全般、家計のやりくりを一手に引き受け、経済観念が皆無な男揃いの梁山泊は彼女がいないともはや経営が立ち行かない。
元は名門校で有名である松竹林高校に通っていたが、目立ちすぎて友達がほとんど出来無かったため、荒涼高校に転校してきた。そのことから学校内で目立つことを嫌い、伊達眼鏡を掛けていた。学校では新体操部に所属している。スタイル抜群でかなりの巨乳なため、ほのかとキサラに僻まれ、敵意を持たれている。防弾仕様のボディスーツを愛用している。
幼少時代から隼人に武術の指導を受け、彼の世直しの旅に同行していた。軽やかな跳躍と体捌き、蹴り技を主体に戦う。
初めて自分を守るといってくれた兼一に対しては、かなり早期からはっきりとした好意を抱いているが、指摘されると必死で誤魔化そうとする。ラグナレク壊滅以降は兼一の成長ぶりにしみじみと感動している場面が多いが、自分の保護下を離れることに一抹の寂しさも感じている。
逆鬼と本郷の決闘後、ジュナザードに誘拐され、記憶を奪われた上でプンチャック・シラットを教え込まれ新弟子・美しき羽（インダー・ブルー）となり、一時的にジュナザードの門派に加わっていた。本来ならばジュナザードの洗脳により、その心は憎しみと狂気のみとなっているはずだったが、ジュナザードが美羽を気に入っていた為、無意識の内に美羽に手心を加えてしまった為に免れた。
筋力は修行を開始したばかりの兼一にも及ばないなど、腕力自体は一般的なレベルだったが、ジュナザードの修行を経て動の気の解放が始まってからは、剣星から硬功夫を授けられ肉体の強化を図っている。その後、兼一の助言により、ジュナザードの呪縛を受け入れた事で動の気を完全に使いこなすことに成功する。動の気を使いこなした事で実力は劇的に上昇、戦闘スタイルもジュナザードに近いものへと変化した。

### 師匠
風林寺 隼人（ふうりんじ はやと）
声 - 有川博（テレビアニメ版） / 藤本譲（OVA版・テレビアニメ闇の襲撃） / 内海賢二（サンデーCM劇場）
異名：無敵超人
梁山泊の長老。美羽の祖父。風林寺流武術（我流）の達人。年齢不詳。誕生日不明。身長2m余り。体重100kg超。一人称は「わし」。
戦国時代より闘い抜いてきた老人。「強さが必ずしも勝利とは限らない」が口癖。豪放磊落な人物で熟達された人格に加え、老境に達した者が持つ独特のユニークさを併せ持つ。まさに人生経験の塊のような人物であり幾多の方面で円熟の極みにある。
超人の域に達している達人中の達人。武術の世界では二天閻羅王・世戯煌臥之助と共に伝説と称される。かつて拳魔邪神・ジュナザードと激しい戦いの末に引き分け、実力を認め合った。超人108秘技の使い手。108秘技の中には暗鶚衆やジュナザードから教わったものも含まれている。
決して弟子をとらないことで有名だが、兼一に対しては彼の心意気に触れたのか秘伝の技をいくつか伝授している。修行に関しては秘密主義であり開始当初は修行者本人もこれがどのような修行なのか理解仕切れていない事が多い。
かつては一人で生きている時期も長く、孤高の道の果てを見てきたらしい。過去に息子である砕牙の側にいてやれなかった後悔から、幼い美羽を連れて武者修行（世直し）の旅をしていた時があり、今も気が向くと一人でどこかに放浪の旅に出てしまう。世直しの噂を聞きつけた民衆からはその強さと無法者を成敗する義侠から鬼を喰らう武神として敬仰されていた。
鳥獣戯画の臨写が好きで、梁山泊の逼迫した経営状態にもかかわらず美羽に内緒で高い金を払って集めている。それを知った兼一の記憶を亡心波衝撃（他人の記憶を操作する技）によって消去したりと、隠蔽工作に余念がない。
唯一の家族である孫娘の美羽に深い愛情を持っており、盗撮しようとする剣星のカメラを破壊したり、美羽と兼一が2人でどこかに行くと顔色を変え「美羽の夫になるにはわしを倒すこと」が最低条件と述べる。一方で兼一と美羽の仲を認めており、兼一と自身の若い頃はよく似ているらしく、梁山泊の弟子としても相応しいと評価している。
作者の次作『トキワ来たれり!!』にも登場。十数年前に「天啓の勇傑」の仲間としてスカウトされ、世界の危機に立ち向かっていたことが明かされた。今作でも、純粋な身体能力だけで物理現象を超越する源術（ソーサリー）を跳ね除け、倒せなかったとはいえ神の肉体を縛り上げて無力化するという規格外ぶりを発揮している。敵組織の一角「光の目」が門を開いて神を呼び寄せようとしたため、エミーリエによって敵の本拠地へと急遽呼び寄せられ、敵幹部を物理的に叩き伏せた後に勇傑と共に黒幕であるDEMⅡと戦うが、神となったDEMⅡに勝てるのは荒んだ我々大人ではなく若い力だけだと指摘しトキワ達を援護した。戦後は世直しのために、かつての仲間と共に敵の残党を討伐して回っている。
逆鬼 至緒（さかき しお）
声 - 石塚運昇
属性：動
異名：ケンカ100段
無天拳独流空手の達人。29歳→30歳。5月7日生まれ。身長192cm。体重110kg。一人称は「俺」。
あまりの強さと暴威ゆえに、10代で空手界を追放された過去を持つ。強面で頬から鼻にかけて横断する一文字の傷があり、素肌の上に革のジャケットという、いかにも兼一が苦手そうな外見をしているが、性格は侠気溢れる面倒見がよい兄貴肌の人物。しかしそれを悟られるのが恥ずかしいらしくわざとそっけない態度を取ることが多い。また、小さい子供におじさんと言われた時には「お兄さん」と訂正させるなど愛嬌のある面も。酒とギャンブルが大好き。定期収入はないが警察からたまに表沙汰にできない要人のボディガードなどの依頼が入り、それが梁山泊の収入源となる。
凄まじい気当たりの持ち主で、強大な力による猛攻で相手を捻じ伏せる空手を得意とするが、攻撃に心が走り過ぎる面をカバーするため、意識的に防御に重点を置いている。本郷晶とは互いに認め合う好敵手であり、顔の傷は最後の一敗時に刻まれたものである。無天拳独流という"闇"の流れを汲む闇真流空手の使い手を師に持ち、将来は闇人となるべきはずだったが活人拳を選んだ。
相当な自信家であり、長老を除く梁山泊全員が戦った場合、最後に立っているのは自分だと真っ先に豪語している。
兼一に対しては最初は「弟子は取らない主義」と言って突き放した態度を取っていたが、秋雨や剣星が兼一に教える姿に触発されたのか、やがて自分から積極的に指導するようになった。その後は兼一の不在を寂しがったり、兼一を傷つけた相手に激昂したりといった描写がたびたび見られ、その師弟愛はツンデレ気味。兼一も不器用な逆鬼の愛情を理解しており、面倒見のいい兄貴分といった感じの関係を築いている。兼一を顧みるあまり、しぐれに「過保護」と冷やかされた際にはあきらかに狼狽していた。彼もまた兼一を弟子にとることにより成長した師の1人である。
世界ケンカ旅行をしていた経歴があり、それゆえ英語が堪能。かつてイギリス人のマイクロフトとフランス人のクリストファーとでチームを組んで麻薬組織の壊滅やボディーガードなどの依頼請負屋をしていたが、価値観の違いから2人に命を狙われた所を逆に返り討ちにし、砂漠に生き埋めにしてチームを解消した。
文書化されているかは不明だが、喧嘩の際の心得をケッヘル番号によって管理・体系化した「逆鬼式ケンカ大原則」がある。サイドカー付きの大型バイクを所有しているが、「逆鬼よりも年上」という年代物であるためエンジンを始動させるのにはかなりの時間を要する。姉にはまったく頭が上がらない。
岬越寺 秋雨（こうえつじ あきさめ）
声 - 小杉十郎太 / 中田和宏（サンデーCM劇場）
属性：静
異名：哲学する柔術家
岬越寺流柔術の達人。38歳→39歳。11月5日生まれ。身長180cm。体重80kg。一人称は「私」。
柔術着にストレートの口髭が特徴的な紳士。彼の柔術はあらゆる物を取り込んで昇華し、「岬越寺流」と呼ばれる独自の流派と化している。細身の見た目には不気味なほどに発達した筋肉をしているが、これは20年以上に及ぶ独自のトレーニング理論により、全身の筋肉を極限まで絞り込んでピンク筋（瞬発力の白筋と持久力の赤筋の両方を併せ持つ性質の筋肉）へと変えた結果であり、逆鬼さえ一目置くほどの恐るべき筋力を誇る。
冷静沈着・才気煥発で、独自の悟りを開いている。隼人が居ない時は彼が梁山泊のまとめ役。兼一の各種修行における、全体の監督的立場でもある。普段は人当たりがよく、穏やかで理知的な性格に見えるがキレると一番恐ろしい。弟子の生命さえ脅かしかねない危険な修行のアイデアも彼の考案によるものが多く、兼一に対しての師弟愛はかなりドS気味である。嘘をつくとき髭をいじるという癖がある。本人曰く学生時代は苛められていたらしく、「自分が正しいと思ったことをするには力が必要」という兼一の言葉と同様の主張を、かつて自分の師に訴えたことがある。
書画・陶芸・彫刻・演劇・音楽・茶道と何でもこなし、「書・画・陶芸・彫刻のすべてを極めたと謳われる天才芸術家」と崇敬され芸術家としても著名な上、接骨医としても有能で、梁山泊の裏で接骨院を経営し梁山泊の家計を助けている。医師の資格も所持しており外科手術も可能で、その腕は日本屈指と評され即席の道具から瀕死のアパチャイを救命するなど超一流だが、血を見ると性格が変わるらしく病院では働けなかった。ただし名誉や金銭には淡白であり、梁山泊が経営破綻した際に逆鬼から「作品を売ればいい」と言われても「芸術は売り物じゃないから」と頑なに取り合わず、某国の元首にたまたま作っていた彫刻を買い取りたいと言われた際には莫大な報酬を積まれ、さらに窃盗、暗殺のプロを送り込まれてなお「え〜やだ〜」と一蹴し続けた。愛読書は罪と罰。囲碁、将棋、オセロまでもプロ級であり、更に多種多様の外国語までこなす多芸多才な人物。兼一の修行のために機械やからくりを作るうち、その技術も達人の域に達してきている。特に兼一を主動力にした、生活や移動に便利な機械を作るのが得意。その万能ぶりからよく「ドラえもん」（第2版第11巻からはドラ〇もん表記。オヤツとして「ドラ焼き」をよく食べている）と兼一に呼ばれ、助けを求められていた。ただし、寒さとピーマンが嫌いで、よく青椒肉絲のピーマンだけをアパチャイに食べさせている。
馬 剣星（ば けんせい）
声 - 二又一成
属性：静
異名：あらゆる中国拳法の達人
中国拳法の達人。41歳→42歳。3月21日生まれ。身長158cm。体重53kg。一人称は「おいちゃん」。語尾に(少なくとも中国語以外では)「〜ね」と付ける。
兼一よりも背が低い小柄な中年の中国人。長い口髭と眉毛を蓄え、カンフー服と帽子を着用している。馬家・馬式と称する流派の使い手で、攻撃・防御に優れた発勁・内功を誇る。中でも敵の攻撃を受け流して無力化する化勁を得意とする。元は武術団体・鳳凰武侠連盟の最高責任者で中国本土では実に10万人の弟子を擁するという一門の長であり、中国武術界でもその名を知らぬ者はいない。しかし「飽きた」という理由で妻と息子に全権を委ね、ほとんど逃走に近い形で日本にやって来た。常日頃からその名を討ち取ろうと殺し屋達に狙われている。
前述通り妻帯者で、兄に馬槍月、娘に馬連華と二人の息子がいる。妻のことはかなり恐れている恐妻家。鍼灸院を経営し、梁山泊の家計を助ける。中華料理もプロ級で、物語途中から梁山泊の昼食は彼が当番。それを利用してピーマンが食べられない秋雨に対し優位に立つことも。総責任者という地位を持ちながら厳格という文字が似つかわしくないユーモアの溢れる性格。だが生半可な修行をしたことは一度もなくそれがどんな修行内容であろうと何らかの形で実戦に表れている。
好きなものは女子高生で趣味は盗撮（そのためにポラロイドカメラと携帯電話も最新式モデルを所有）という極度のエロ親父で、美羽やしぐれに対してしばしばセクハラにおよぶ。色香に弱く、一影九拳であるディエゴとの戦闘中すら色香に惑わされ隙を見せた。しかし、実の娘である蓮華の裸には「娘の裸を見て喜ぶ父親がどこにいる」と全く興味を示さなかった。
今でこそ禿げた髭親父ではあるが昔は少女と見まごう程の美形で、星の数ほど恋愛経験をしたことがあるという自称「中国の光源氏」。兼一の恋愛を助言するキャラクターでもある。兼一も師匠として彼を尊敬しているが、エロ友達としての側面も強く、兼一に美羽やしぐれの写真を度々有料(その7〜8割は鳥や羽や羽毛布団の偽物)で提供していて「日本一すばらしい中国人」として慕われている。だが、そんな兼一や美羽のことは実の子供のように大切に思っており、時折考え深い助言、心配りを行うことも。調合師としての腕も高く、死人さえも目覚めると形容される秘伝級の漢方薬などを製薬し、兼一の内功作りや疲労回復に使い、内部を漢方薬で着々と改造し傷の治りを早くしたりと大いに役立っている。
アパチャイ・ホパチャイ
声 - 石丸博也 / 高木渉（サンデーCM劇場）
属性：動
異名：裏ムエタイ界の死神
ムエタイ、古式ムエタイの達人。タイ人。28歳→29歳。身長201cm。体重120kg。一人称は「アパチャイ」。語尾に「〜よ」「〜だよ」と付ける。
身長2mを越える褐色肌の男で、抜きん出た嗅覚と視力を誇る。その外観と存在感から梁山泊の中でも際立って目立ち、よくアパチャイを見て悲鳴をあげる者も少なくはない。いいかげんな日本語を覚えており、普段はカタコトなのに、間違った日本語は流暢に喋る（まともな日本語をしゃべる時はたいてい誰かから聞いた言葉をそのままか、テレビの内容を聞いた通りに喋るだけ）。逆鬼とは歳が近いためか、日中は行動を共にしていることが多く、酒鬼のつまみだけをつまみ食いしたり競馬場に付き合わされたりしている。
性格は純真で子供のように無邪気、食べることと子供や動物と遊ぶことが大好き。「気は優しくて力持ち」という表現を地で行く好漢。その純真さゆえ子供や動物にはとても好かれ、動物と意志の疎通をするという不思議な力を持つ。一方で、後述の幼い頃から命懸けの戦いを続けてきた経験から全力攻撃がもはや条件反射になってしまっており、手加減が下手で、度々組み手やミット打ちで兼一を半殺し（一度は心停止）にさせている。後に「子供達と遊ぶつもりで教えればよい」という隼人の助言のもと、死なない程度には手加減出来るようになった。
タイの貧しい村で孤児として生まれ親類もいなかったが、金に意地汚い隻眼の男に拾われた。その男から稼ぐ道具としてムエタイを仕込まれ、格闘の神童としての才能を開花させ、幼い時から命がけの裏の戦いを生き抜いてきた。しかし刺激を受けると見境なく暴れだし、屈強な男数名を瞬殺するほどの傍若無人ぶりを発揮するため強すぎてカードが見つかりにくい上に引き取り相手でもうっかり叩きのめしてしまうため、長らく引き取り手が見つからなかったが、ソムバットには逆に気に入られてロムタイフンジムに引き取られ、アーガードの弟弟子となる。
兄弟子であるアーガードを慕い、無二の親友となるが、アーガードが殺人拳に手を染めたことによって袂を分かつことになった。その後は行き場を求めてジムを旅立ち、後に空腹のために港でうずくまっていたときにグスコーから結果的に食料を恵んで貰い、その恩義と飯に釣られて海賊集団であるグスコー一味の用心棒を務めたが、世直しの旅中だった隼人の手によって人さらいだったグスコー一味を共に壊滅させ、仔細あってそのまま強引に日本まで付いて来てしまった。
自身のムエタイ技が一撃必殺の殺人技になることを恐れ修行を遅らせていたが、兼一と出会い指導している内に手加減を極め、殺人ムエタイを活人ムエタイへと昇華させたことで全力を出せるようになり、ムエタイの頂に到達した。
沖縄の"闇"の拠点にてアーガードと再び対峙することになり、ムエタイの頂に立った者同士の死闘を繰り広げ、最後の一撃でアーガードに48時間完全に動けない程のダメージを与えるが、自身もアーガードの最後の一撃によって腹部を拳で撃ち抜かれて死亡する。決着後はその場に現われた蛮刀使いに兼一が殺される寸前に宣言通りに兼一を守るために死から蘇り、圧倒的な力で彼を撃破するが、それによってアーガードから弟子を守るために立ち上がったことを賞賛されて、同時に勝利を認められた。その後、本人はこのまま摂理に身を委ねた上でこの世から去ろうとしていたが、それを良しとせずに神をも謀る秋雨たちの治療によって一命を取り留める。
その人柄の良さと驚異的身体能力で、兼一たちの通う荒涼高校バスケ部の助っ人として逆転勝利に貢献したり、火事で取り残された赤ん坊を救うなど、各方面の人々から「謎の巨人」として生きた伝説となっている。飛行機恐怖症で乗降することを過剰なまでに拒む。ロムタイフンジムにいた頃にメーオ(タイの言語で猫の意味、理由はみんながトラと間違うから)と名付けた虎を飼っていたことがあり、本人は猫だと思っていた。
香坂 しぐれ（こうさか しぐれ）
声 - 能登麻美子
異名：剣と兵器の申し子
香坂流武器術の達人。一人称は「ボク」。年齢不詳（推定十代後半から二十代前半）の美女。身長159cm。
東洋において最強とされる武器使いであり、刀、槍、鎖鎌、手裏剣などあらゆる武器を使いこなす。その剣捌きは飛来する銃弾を斬り捨て、鋼鉄をも容易に切断する。十数年前、刀鍛冶の父親が秋雨との決闘により死亡した後、秋雨の友人であった香坂八郎兵衛の養女となり武術を教わる。幼少時より自然に生き卓越した身体能力を誇っており秋雨を驚かせている。武器を使いながらも相手に傷一つ負わせずに活人に徹することができる程の腕前を誇る。
八郎兵衛が死去した後に秋雨を頼って梁山泊に住み込み、時折、遠出してはかつて父が作っていた「人斬り包丁」を回収している。回収した人斬り包丁は二度と人の手に渡らないように破壊している（陽炎の愛刀である刹那丸に限っては兼一の「父の形見」という言葉で何か感じたのか自室に保管してあり、更生次第ではいつか陽炎に返すつもりでいる）。その特殊な育ちのために、下手をするとアパチャイ以上に一般常識に欠ける節があり、天井の桟を足指で挟んで逆さまにぶら下がって歩いたり、着替えや裸を他人に見られても特に気にした様子を見せないなど、奇行が目立つ。女性としての意識は低いが化粧のたしなみはある。訥弁で言葉のテンポが独特。相棒に鼠の闘忠丸(とうちゅうまる)がいる。
彼女の手にあるものはすべて強力な武器となり、鉄製のスプーンはおろか木製のしゃもじにすら刀剣並みの切れ味を持たせることができる。バイクや戦車などの近代兵器の操縦にさえ手馴れている。和服を身に付け、下着もさらしとふんどしを愛用。プールや海でも水着をつけずにふんどしで泳ぐが、本人は水着の方が恥ずかしいと考えている。上半身は素肌の上に鎖帷子を着込んでいる。常に携帯している日本刀「刃金の真実」は彼女の父が彼女のために鍛え上げた最後の一振りであり、刃金の秘密がこめられた「最後の刃」としてこの刀を狙う者も少なからず存在する。
梁山泊に来た当初は梁山泊の他の師匠連とも目を合わせず、隙を見せることを嫌って食事も屋根裏で取っていたが、兼一が内弟子となってからは徐々に他人に心を開くようになり、食事も皆と共にするようになるなど変化している。自身の秘密を「兼一になら話していい」と言って周囲を驚かせたこともある。武器を使用しない兼一に対して、古式泳法を教えたりするものの、他の師匠と比べ指導をする機会が少ないことを寂しがっており、自身の刀狩に兼一が裏社会見学として同行すると聞いたときは秘かに喜んでいた。また、梁山泊の中では、兼一曰く「5人の師の中でもっとも恐怖に精通した人」であり、恐怖までもセンサーと例えて、武術の技法として取り込ませた。基本的に無表情で表情を変えることはほとんどないが、兼一に対して数回はっきりと笑ったことがある。名付け親は秋雨であり、当時名前の無かった彼女を秋雨がとりあえずなんと呼ぶかを決めるときに時雨が降り出したため「しぐれ」という名前になった。
闘忠丸（とうちゅうまる）
声 - 能登麻美子
しぐれの相棒というべきネズミ。身長11cm（＋しっぽ11cm）。体重200g。
ネズミとは思えないほど賢く多才で、音楽面では天才であるジークが苦悩した譜面を完璧に直したこともある。ねずみ拳（?）の使い手でネズミながらに戦闘能力も中々のもので、猫よりも強く、しぐれからも殿を任されるなど信頼されている。梁山泊の面々とも仲が良い。お風呂が大好きで、シャモジより清潔との説もある。新聞の経済欄の切り抜きと携帯を使ってデイトレードもしていやらしいほど儲けており、梁山泊で最も金持ちになっている。鳥獣戯画の兎に恋をしているらしい。
「闘忠丸」の名前は、作者が運営する「わざのでぱーと」の掲示板上で募集した中から、作者が選んだもの。

## 梁山泊の親族

### 白浜家
白浜兼一の家族。以下の「父」などの記述は、白浜兼一との血縁関係。
白浜 ほのか（しらはま ほのか）
声 - 瀬那歩美
兄が大好きの中学生気味の妹。12歳→14歳。7月4日生まれ。身長140cm。体重32kg。3サイズB67-W58-H68。
いつの間にか兄と仲良くなっている美羽を「ムチプリ」と呼んでライバル心を燃やす。しかし、美羽の側からは好意的に接されている。兄の様子をのぞきにいこうと梁山泊を訪れて助けられて以来、アパチャイやしぐれとは大の仲良しで、アパチャイはほとんどほのかの乗り物と化している。純真無垢な性格で感受性が強く、結構押しも強い。誰に対しても自然体の交流で、過去の出来事から他人を信じられなくなっていた谷本が心を開く数少ない存在。オセロが異常に強く、その実力は秋雨をあと一歩まで追い詰めたアパチャイでさえ全く歯が立たないほど。兄と違って武術の才能はある。
白浜 元次（しらはま もとつぐ）
声 - 郷里大輔
父。45歳→46歳。6月17日生まれ。身長174cm。体重68kg。商社の部長職を務める。洒落た身なりだが、容貌や子供の前で見せる厳格な雰囲気とは反比例する度の過ぎた心配性であり、家族のためならば社内での立場(本人曰く家族のためにやむを得ず忠誠を誓っている)はおろか、「法も道徳もクソ食らえ」と断言し、自己の生命さえも顧みない家族愛の権化のような人物。しかし、家族関係に支障はきたしていない。
息子が修業の厳しさに家に逃げ戻った際には会社の商談をすっぽかし帰ってきたり、猟銃を持って梁山泊を強襲したりするなど、愛情の深さのあまりしばしば常軌を逸した行動に及ぶ。
趣味はクレー射撃と狩猟で、数々の大会に入賞する程の腕前。梁山泊を襲撃した際には片手で猟銃の弾丸を装填したうえ背面狙撃を披露、しぐれをして「でき…る…」と、称賛せしめた。猟銃にセバスチャン、マクシミリアンなどの名前をつけてさながら愛犬のように大切にしており。さらにこの2丁の他に妻に内緒で新しい猟銃・ルードビッヒを所持している。非常時には「ファイヤーマン」の替え歌が無意識に口をついて出る。
虚弱な子供だった息子が強く成長しつつあることを受け入れ、師匠達と共にDオブD開催地に赴く兼一を激励して送り出した。
白浜 さおり（しらはま さおり）
声 - 折笠愛
母。38歳→39歳。8月30日生まれ。身長168cm。体重54kg。3サイズB93-W64-H92。陰で心配を露呈する夫を支えており一見おとなしそうだが暴走した夫を金属盆やフライパンで沈める白浜家の最高権力者。実年齢よりもはるかに若々しくスタイルも美羽や蓮華にも全く劣らない抜群のプロポーションを誇る。

### 馬家
馬 連華（ば れんか）
声 - かないみか
属性：動
馬剣星の実娘。16歳→17歳。4月10日生まれ。身長164cm。3サイズB89-W58-H88。中国拳法の使い手。腕前は弟子級の中でもトップクラス。
チャイナドレスに大きな鈴の髪飾りを付けた美少女。鳳凰武侠連盟最高責任者という地位を捨て日本へ渡った父を中国に連れ戻すために、自身も日本へと渡り、横浜中華街の親戚、馬良の元に身を寄せている。武術は実戦主義で行動派な面もあり、一人で突っ走ることが多い。中華街では自警のようなことを務めており市民を中国マフィアから守っている。猫のように動く物を追う習性があり、耳のようになっている髪は本物の猫の耳のようにその時の感情によってぴこぴこ動き、そこを掴まれると力が抜ける。そのために美羽から猫扱いされることがある。父同様自分の欲望に忠実で、高飛車で強気な性格に加え、かなり破天荒でわがままなため、当初は兼一のことも優柔不断や軟弱男と小馬鹿にしていたが、次第に彼の優しさや強さに惹かれていき、再登場したときはべた惚れになっており、気を引いたり好意を得るために可愛らしい態度を取るようになっていたが出会い頭に一撃入れたりするので警戒されている。
初期は普通のチャイナドレスや中華服を着用していたが、DオブD終了辺りから徐々に露出度が上がっていった。
後に黒虎白龍門会を抜けて追われていた郭・帳・楊の3人を剣星の命令により助け、馬良の店へと匿う。兼一とYOMIとの戦いのことを最近まで知らず、兼一の身を案じて自身もYOMIとの戦いに加わりたいと思い、荒涼高校に転入してきたが、その結果、中華街を狙っている黒虎白龍門会関係の刺客までが荒涼高校を狙うようになり、兼一にさらなる苦難を負わすはめになってしまった。
ディエゴとレイチェルとの師弟タッグマッチが申し込まれた際には兼一の手助けをするために剣星と共に豪華客船に乗り込み、レイチェルを相手にほぼ互角だったが邪魔が入ったために勝負はつかなかった。
馬 槍月（ば そうげつ）
剣星の兄。拳豪鬼神として知られる"闇"の一影九拳の1人。

馬 良（ば りょう）
槍月・剣星兄弟の伯父。

### 風林寺家
風林寺 砕牙（ふうりんじ さいが）
美羽の父。

風林寺 静羽（ふうりんじ しずは）
美羽の母で、暗鶚一族で最も優れた系統の娘。
黒髪の美女といった容姿に着物を着用しており、戦闘時には美羽と同様にボディスーツを着る。また、当時は一族の象徴的な存在として知られていた。複数のライフル狙撃に反応し、弾丸を手甲で防ぎ、かつその狙撃主達の位置を特定して壊滅させるなどのその地位に相応しい実力を有していた。力と豪快な技を扱う砕牙に対してスピードで幻惑する戦闘スタイルだったとされ、砕牙と真っ当に戦えばお互いに無事では済まなかっただろうとされている。
部外者である砕牙と結ばれたことで暗鶚衆が抗争に発展するというきっかけを作ってしまい、自身も赤子だった頃の美羽を守るために雪山にて敵と戦うが、最期は風林寺砕牙に扮した暗鶚衆の長である穿彗によって殺害される。
風林寺 雫子（ふうりんじ しずこ）
隼人の妻。数年前に死去する。隼人とは年齢が大きく離れていた。

### 他
しぐれの父
姓名不明。"闇"の最後の刀匠と称される名匠。美術品としての要素を一切廃し、人を斬ることに特化した日本刀「人斬り包丁」を造っていた。
"闇"で得た様々な刀匠の技術を複合させて独自の製法を編み出し、歴史上最も「刃金の真実」に近付いた刀匠となった。刀鍛冶を目指す前は達人級の腕前の剣術家であり、刀鍛冶となった後もその実力は健在で、しぐれの武術の基本は彼によって叩き込まれたもの。武器は竹鞘の人斬り包丁を扱う。かつて師の技術を盗んだ代償に右腕を切り落とされ、鋼鉄製の義手をつけている。
何年間も山に篭って人斬り包丁を作り続け、しぐれは名前すら付けてもらえずに幼少期を過ごした。不器用ながらも父親としての愛情は強く持っていたが、人殺しの道具を作り続けた自分が良い父親になれるはずがないとし、病に侵されて己の死期を悟った後にせめてしぐれの反面教師となることを願い、「自分のような人間がどんな末路を辿るか」をしぐれに見せるために、八郎兵衛の依頼で尋ねてきた秋雨に自分を殺すことを依頼する。その後、しぐれに鋼の秘密がこめられた最後の刃「刃金の真実」を授け、秋雨との決闘の末に崖へ自ら身を落とし死亡する。
香坂 八郎兵衛（こうさか はちろべえ）
数年前に死去した香坂流武器術の先代。しぐれの養父で師でもある武器術の達人。隻眼で頭部に傷があるお茶目な老人。
秋雨と交流があり、彼に対武器戦術を指南した。生前は骨董屋を営んでおり、そこに偶然しぐれの実父が打った人斬り包丁が回ってきたことが、秋雨としぐれが出会う切っ掛けとなった。しぐれの父に人斬り包丁の製作の意図を問い質すよう秋雨に依頼し、その一件の後、しぐれを養女として引き取り香坂流武器術を伝授し後継者とした。
しぐれをとても可愛がっており、彼女が行方不明になった（秋雨のためにやしの実をとりにいっていた）時には、誘拐されたと思い込み、闇側の組織を3つ壊滅させたことがある。
逆鬼の姉
バイクに乗った後姿のみの登場だが、逆鬼とは似ても似つかない小柄でかなりのナイスバディの持主。一方で銃を持った多数のマフィアに囲まれた逆鬼達に平然と弁当を差し入れて帰るなど肝が据わった一面を持つ。逆鬼の台詞から察するに彼女もまた武術家である様子。
現在はOLをしているらしい。

## 新白連合（しんぱくれんごう）

### 総督
新島 春男（にいじま はるお）
声 - 山崎たくみ
新白連合総督。周囲からは「宇宙人」、「地球外野郎」等の蔑称で呼ばれる。16歳→17歳。7月8日生まれ。身長172cm。体重62kg。
長い耳や割れた舌が特徴的なまるで悪魔か宇宙人のような風貌をしており、強い者には媚び諂い弱い者は踏み潰すという心身共に悪魔のような男であるが、時には筋も通し、情に厚い側面ものぞかせる。バーサーカーによって連合員が傷つけられた際には怒りを露にした。常人とはかけ離れた嗜好・習癖を持ち、周囲の目も憚らず個性的な本質を包み隠そうとはしない三枚目的な一面を持つが、本来の性格は冷静かつ現実主義者で、分析能力、情報戦、権謀術数、詐術などに長けている。自作ウイルスで各国の諜報機関でさえ難しい"闇"についての情報を収集したり、計画立案などの才能にも優れた天才であり作中屈指のIQを誇る（しかし、学校の成績は「中の下」と称した兼一以下）。達人級とも言える危機回避能力を持っており、武術の経験は全くないもののかなりの高精度で標的の強さを計測できる上に超人的な聴覚・走力を備える。服の下には催涙スプレーやロープなどの非常用の用意を常に携帯している。中盤以降は時折、妙なカリスマ性まで発揮して大局を動かした。勝利のためならば非情に徹する覚悟を持ち（勝利のためには味方をも切り捨てるが、必要とあらば自分も犠牲に組み込む所が筋が通っている）、その戦術・戦略は敵味方を問わず賞賛せしめることがしばしばあり、軍師としての天賦の才能は各方面から高く評価されている。その知能は敵の情報をすばやく把握し、巧みな話術で洗脳して敵のチームワークを分断、ときに味方に引き込み戦いを有利に展開させる。ある意味作中では兼一に匹敵する成長と活躍を成し遂げた男。初登場時に自分自身で語っていた「強いものに媚び諂う能力」は、特に新白連合結成以降の彼には全く見受けられない。YOMIとの戦いを一通り終えたら"闇"とうまく折り合いをつけて、新白連合を格闘技の団体として財団法人にしようと目論んでいる。教会や神社に入ると気分が悪くなる体質で、自力で歩くことさえもできなくなる。著書に「ケンカ理論」がある。また、隠れた特技として水泳、ピアニカがあり、ジーク曰く水泳では「河童」の異名を取り、ピアニカの腕は彼を深く感動させるほど。
父は悪魔で、母は宇宙人。家は貧乏で、病弱な弟がいる。

### 隊長
新白連合の隊長。実態は兼一以外、ラグナレクを脱退、またはラグナレク壊滅後に加わったメンバー。宇喜田は副長であるが、作中ではもっぱら隊長扱いのため本項に記入する。また、武田は当初副長だったが武器組との戦いで隊長に格上げされた。
白浜 兼一（しらはま けんいち）
新白連合斬り込み隊長。

武田 一基（たけだ いっき）
声 - 矢尾一樹
属性：静
異名：突きの武田
18歳→19歳。8月18日生まれ。身長176cm。体重61kg。新白連合隊長。元ラグナレク・キサラ隊の精鋭「技の3人衆」の1人でリーダー格。ジェームズ志場の弟子で、ライト級の元プロボクサー。恩人である秋雨を大先生と呼ぶのに対し、ジェームズ志場を超先生と呼んでいる。
ボクシング界でも期待の新人だったが、友人とともに不良と戦った際に利き腕である左腕が不随となり、以後落ちぶれる。ラグナレク時代は右腕一本で戦っており、両腕が使えたら拳豪級と評されていた。左のストレートは幻の左と呼ばれておりスローカメラで撮ってもどこを殴ったのか分からないという逸話もあるのだが中盤に入ってからはただの左ストレートと呼んでいる。一人称に「ボカァー（僕は）」、語尾に「〜じゃない」と付け、常に葉っぱを口でくわえておりいかにも軽そうな性格をしているが本質は熱い闘志と情愛を持った男で作中では兼一の新島、美羽に次ぐ親友になっている。
兼一との勝負に敗れ、秋雨の治療により左腕が復活、再びボクシングの道を志す。ボクサー生命を救ってもらったことから、兼一と友好関係を結ぶも、そのつながりから新白連合に無理矢理加入させられる。ラグナレク脱会後ボクシングジムに戻ったが、連合加入以後は新島の揃えた器具が充実している連合本部に入り浸り、部には顔を出さなくなる。最初は嫌がっていたが兼一との友情と、新島による洗脳を受けた結果、今や立派な連合の副隊長に。美羽に対して密かに好意を寄せているが兼一のために身を引いている。ラグナレクでは夏、ロキと同様、五本の指に入る美形で、脱退してからも女子生徒にモテる描写もある。
兼一が梁山泊での修行により強くなっていくにつれ、彼との実力の開きにコンプレックスを感じていたが、ジェームズ志場と出会い彼に弟子入りする。手加減を知らぬ師に弟子入りしたことを少しばかり後悔しているが、地下格闘場での修行等を経て実力は急上昇している。志場は確実に勝てるカードしか組ませていないためか、強い武術家と闘えないことを不満に思っていたとき、武田の力量を知った連華の助言により兼一との勝負を望む。もし自分が勝ったら美羽に告白するという条件で兼一を本気にさせて戦い、兼一の予想を上回る強さを発揮、「流水制空圏」の第一段階をも発動するが敗北。試合後は互いの実力を認め合い握手を交わした。しかし美羽のことはまだ諦めていないようで「今は兼一君に任せてある」だけと発言している。英語は苦手で新学期を迎えても卒業できず宇喜田と共に留年した。弟子入りしてから、武器を持った闇の武人相手でもギプスをつけて戦うために相手から正気を疑われることが多いが、この器具自体も彼の実力を飛躍的に上昇させるのに一役買っている。
宇喜田 孝造（うきた こうぞう）
声 - 大川透
属性：動
異名：投げの宇喜田
18歳→19歳。11月28日生まれ。身長180cm。体重80kg。新白連合副長。元ラグナレク・キサラ隊の精鋭「技の3人衆」の一人で、柔道家。副長だがなぜか常に隊長と呼ばれる。
かつて名門の柔道場に在籍していたが勝つためにどんな手でも使う品性の無さから破門され不良に身を落とした。武田が兼一と戦ってラグナレクを抜けてからもう一度柔道家に戻ることを決意し、柔道を続けている。荒涼高校の柔道部は弱小だが、宇喜田が立て直しにかかっている。武田とは馬が合うようでよくつるんで学校の屋上で雑談をしているが、不良生活が板につきすぎた所為で武田と仲良く留年。南條キサラに惚れているおりキサラも気になっているようで留年したことを「自分と同じ学年」というように励ましたりもしている。ラグナレクを抜けるタイミングを武田の脱会リンチにあわせるなど友達を想う心はかなり強い。ラグナレクと新白連合の抗争時には武田と二人でバーサーカーと対峙。あえなく病院送りにされてしまうが、兼一と朝宮龍斗との戦いでは病院を抜け出して他のメンツとともに戦いに参加している。
兼一とは実力こそ非なるものの互いの境遇やスタイルなどを共感し合っており、葛藤する兼一に助言を与えるなど年上らしい計らいも見せた。新白連合に対しては当初こそ頑なに脚光を浴びようとする新島に反発していたが、幾多の困難を乗り越えるうちに団結心が芽生え、ただ一人で新白連合を統御しようとしていた新島に「お前一人の新白連合ではない」と明確な仲間意識を代表して告げた。
DオブDでは臆病な面や自らの力の無さを卑下する一面が目立ち、達人の世界を知らず、修行のレベルも勘違いしていたために実力的には戦力外だったが、カポエイラチームとの試合で捨て身となってシルビオを場外へ投げ落としたり、根性でリーダーの指を外してキサラが決勝打を決める遠因となったりと勝利に貢献した。
フレイヤと白鳥からは男性として少なからず意識されている描写があるのだが、本人は全く気付いていない。白鳥が男だと思い込んでおり、武田から女性だと説明されても全く信用せず、遊園地で水着姿の白鳥を見てもよく似た他人と誤解していた。
九弦院 響（くげんいん ひびき）
声 - 真殿光昭
属性：静
異名：不死身の作曲家 / ジークフリート
16歳→17歳。4月2日生まれ。身長177cm。体重69kg。新白連合遊撃隊長。元・第五拳豪ジークフリート。変則カウンターの使い手。
西洋風の顔立ちで羽飾り帽子を被った長髪の男。攻撃のタイミングを察知し、受けた打撃の威力を「軸」をずらすことにより殺し、円運動で相手に返すという変則カウンターを使いこなす。組技、関節技はカウンターできない。
他人の纏っている感情を旋律で読み取るという能力を持ち、それゆえに谷本夏や櫛灘千影の心情には気付いていた。台詞の端々に音楽用語を挿入する。兼一の必殺技「無拍子」の名付け親。
変人とはいえ普段は特に差し障りのない好人物だが、作曲を妨害されると相手に殺意を抱くなど音楽に関しては偏執的な一面を持つ。
最高のメロディーは戦いの中から生まれると信じ、より刺激的な戦いの場を求めてラグナレクに参加。強敵と戦うという体験それ自体に音楽的な価値を見出す芸術家肌の人物であるため、ラグナレクの勢力拡大など政治的な方面には興味が無かった。ラグナレクでも浮いた存在だったが、千秋祐馬とだけは馬が合い、新白連合参加前からの親友同士であった。家は資産家で、音楽学校の超特待生。連合の中では説得役になることや、また汚い手で引き抜きを行う新島を諭すこともある。
兼一に敗北したのち自分の作曲法に限界を感じて悲嘆に暮れていたが、新島の魂のピアニカに感極まり新白連合に加入。以後新島を「我が魔王」と呼び絶対の忠誠を誓う。ただし、新島が王道に外れるような行動に出た場合はその命に逆らい諫言することもある。
「自分の師となる人物がチベットに現れる気がする」という予感がしたという理由で、実際にチベットへと旅立ち、マニ車と巡り会い、チベットの寺院でマニ車の如く40日間歌いながら回転し続けるという修行を強行、いつの間にか近隣の人たちの信仰の対象となる。DオブDにおいては新白連合の第二試合開始直前に乱入、助っ人として駆けつける。
「菩提樹の葉ほどの弱点もなくなった」と豪語するように、マニ車を真似た修行の成果により実力が劇的に上昇。カウンターできない組み技にも練り上げられた内功と強靭な横隔膜などで対応できるようになり、梁山泊の師匠達からも「受けに関してはほぼ完璧にマスターしている」「将来は達人の域に達するかもしれない」などと高く評価されている。また、武器による攻撃をも無傷で受けてカウンターを取ったり、関節技で首を折られたにもかかわらず生きており自分で首を元に戻すなどといった描写もあった。
ただし、達人級などの本人の実力を大幅に越えた打撃はカウンターできず、首を折られた際も即座に戦線復帰は出来ないなど、本人が豪語したほど完全に無敵というわけではない。後にYOMI入りした谷本と一戦交えた際にも、接戦の末に敗北している。
DオブD後は音楽学校の二年生に進級。DオブDにおける戦いの中で浮かんだメロディーはレコード会社からのオファーによりCD化が決定、印税の一部が連合の資金となる予定である。
千秋 祐馬（ちあき ゆうま）
声 - 楠見尚己
属性：動
異名：トール
16歳→17歳。9月17日生まれ。身長195cm。体重200kg。元・第七拳豪トール。相撲を異種格闘技用に自ら改良した実戦相撲の使い手。土佐弁を思わせる口調で喋る。
友情や約束のためならば命をも懸ける男気溢れる義に篤い男。才気煥発というタイプではないが、激昂しても状況を見失わない冷静さを持ち、頭も鋭く切れる。また、体は相当に鍛えこまれており、誰の弟子にもつかずに独学で新必殺技を編み出してしまうなど、類いまれな努力家でもある。二つ名の所以は巨体で豪胆かつ武勇を重んじる大食漢より。
自ら開発した実戦相撲を最強の武術にし、世界中に普及させることを生涯の目標としており、ラグナレクに加わったのも、ルールの無い闘いを数多く経験し実戦相撲に磨きをかけるためであった。その目的意識は確固たるものであり、兼一との勝負に際し彼が提示した条件も「自分が勝った場合は弟子となり、共に実戦相撲を極める事」というものであった。兼一との勝負で力士としての矜持を捨てられず自ら敗北を認め、ラグナレクを脱退。喧嘩からも足を洗うこととなる。新白連合には親友の九弦院響のたっての願いにより、連合の危機に馳せ参じる形で参加。兼一との勝負や山奥での一人修行の時など、事あるごとに「太めの男性」の地位向上をアピールしている。「デブ」という単語に激憤し、脂肪ではなく筋肉の鎧ということを見せ付ける。実際にその自負心は伊達ではなく日夜、ワルキューレの武器による殴打を浴びており、尋常でない耐久力を誇る。
DオブDにおいては山篭りの修行の成果でブラックフォースチームの3人を一撃で戦闘不能にするほどの実力を披露。
DオブD後は己の実戦相撲に限界を感じていたところを久賀舘要に相談し、彼女の師である久賀舘弾祁に教えを請い、体運びから力を出すコツ、対武器術など多くのことを修得した。この修行により彼の顔面や両腕には多数の傷跡が見られる。久賀舘弾祁奪還の際には多くの修羅場を潜り抜けた兼一に続き、先陣を切り、張り手で闇人を吹っ飛ばす活躍を見せた。
谷本 夏（たにもと なつ）
新白連合に所属しながらも、魯慈正のYOMIとして在籍していた趙円臣に勝利し、YOMIの一員となった。

馬 連華（ば れんか）
馬剣星の娘。

### お色気♡武器部隊ワルキューレ
武器使いの女性のみで構成された第三拳豪フレイヤ直属部隊。集団戦法を得意とする。猫を庇いながら満足に戦えないキサラ相手に「脱会リンチ」を強行し集団で襲い掛かるといった卑怯な行動を取るが、全員しぐれに杓文字で服を切られ撃退される。しぐれの言葉を教訓に特訓して実力を高めて再登場するものの、キサラに雑魚呼ばわりされ、まったく本気を出していない美羽1人にダメージ一つ与えられず全て倒された。ラグナレク壊滅後は要と共に新白連合に加入して「お色気♡武器部隊ワルキューレ」に改称。その後はセクシーな衣装で資金調達などを行うお色気部隊として機能している。
なお、ワルキューレとバルキリーはドイツ語読みか英語読みかの違いだけで本来は同じ北欧神話の戦女神。
南條 キサラ（なんじょう  キサラ）
声 - 高山みなみ
属性：動
異名：バルキリー
17歳→18歳。6月1日生まれ。身長159cm。体重不明。元・第八拳豪バルキリー。テコンドーの使い手で、帽子と片方の足が破れたジーンズがトレードマークの小柄な少女。
努力家で、何事にも真摯な思いで臨む性格。この作品には珍しく貧乳。女性ながら並外れた脚力の持ち主で、その才能・器量は度々称賛せしめる。二つ名の所以は戦死した勇士たちを選び取って天上の宮殿へと迎え入れる（倒した相手を味方に加える）というエピソードより。
テコンドーに関しても「男に負けたくない」という思いで練習を続けていたが、試合の対戦者の男性が自分が女であるとの理由で手を抜いていたことを知り、それ以来ルール無用のストリートファイトに明け暮れる。そんな中、久賀舘要の力量に敬服し、彼女直属の部隊ワルキューレの一員としてラグナレク入りを果たした。しかし男と対等に戦うためには武器を持つことが重要だと考える要に対し、素手で男と対等に渡り合うことを信念とするキサラは、その後ワルキューレの一員であることを辞め、「キサラ隊」の長として独自の路線を辿ることになる。しかし要に対する敬慕の念は一貫して変わっていない。
猫好きが共通する美羽のペースに巻き込まれたり、兼一に感化されたりしている内にその変化を反逆と見なされラグナレクからの脱退を余儀なくされる。脱退の余波から自分の部下を守るために、連合と手を組む形で現在に至る。
良質の動属性の武術家であり、特に実戦においては驚異的な成長を見せ、強敵を相手にするときは実力の数段上の強さを発揮することがしばしばある。DオブDにおいては、猫の動作をテコンドーに応用したオリジナルの武術、「ネコンドー（新島が名付け親）」を創出した。
デスパー島において偶然、宇喜田の自分に対する想いと決意を要と一緒に聞いてしまい、以来口では否定しつつも宇喜田を異性として意識し始める。しかし素直に感情にださず恋愛が苦手といった典型的なツンデレキャラであるため、それ以降、要が彼の隣に座っているのを見て嫉妬したり、彼に見つめられ顔を赤らめたり、対カポエイラ戦では戦いの最中にも彼の身を案じたりする場面が見られた。
家は資産家であり、キサラ隊の基地（後に新白連合の基地）となっている廃ビルは彼女の提供によるものである。なお、自身の細身の体型にはいささかの劣等感があるらしく、グラマーな女性に対しては第一印象で反感を抱いてしまいがちである。巨乳である美羽を「牛乳（うしぢち）」と呼び妬んでいたが、猫好きなところからそれなりに仲は良くなっている。
現在はワルキューレに再配属され、新白連合のビジュアル部隊として活動している。
久賀舘 要（くがたち かなめ）
声 - 田中敦子
属性：静
異名：フレイヤ
18歳→19歳。3月3日生まれ。身長170cm。体重56kg。3サイズB87-W61-H88。元・第三拳豪フレイヤ。久賀舘流杖術の正統後継者。クールで褐色肌の顔に傷がある。
かつては拳聖・緒方一神斎の教えを受けるためにラグナレクに加入した。「神武不殺」（真の強さは人を殺めない）を信念とし、キサラとの戦いで自慢の杖を折られた際には「杖術使いが杖を折られたら負け」と潔く敗北を認めた。馬剣星にセクハラまがいの要求をされたときに素直に応じたこともあり、実力を認める相手に対しては一定の敬意を払う、礼をわきまえた女性である。配下に女性だけで構成された武器集団「ワルキューレ」がいる。二つ名の所以はワルキューレの統率、戦いの女神というエピソードより。
ラグナレク壊滅後は更なる高みへと登るべく武術に専念するつもりであったが、YOMIがただの不良集団ではなく武術集団であると聞き、ワルキューレとともにYOMIとの対決を控えた新白連合に加入。キサラやワルキューレたちとともに修行を積み、DオブDにも参加を決めた。第1回戦で、ブラックフォースチームのリーダーに対し勝利を収めている。DオブDでの戦いの凄まじさに恐怖しながらも、キサラへの思いゆえに参加を決めた宇喜田に対しては「嫌いじゃない」と思わせぶりな発言をしており、キサラを動揺させる。鼠嫌いであり闘忠丸の姿を見ただけで動揺し、普通の少女らしい一面を見せることもある。就寝時はノーブラ。サーフィンが得意。
DオブD後は高校を無事に卒業。大学に進学して道場でも師範代として後進の指導に当たっている。
大学入学後は祖父である久賀舘弾祁が長い放浪から帰り、ワルキューレや千秋祐馬と共に修行を行なっていた矢先、コーキンに祖父共々連れ去られるが、新白連合の活躍により無事救助される。その後、兼一の見舞いに訪れた際に宇喜田に好意を持っていることが発覚した。
現在は部下だったワルキューレに所属。新白連合のビジュアル部隊として活動している。
綾崎 智里（あやざき ちさと）
声 - 根谷美智子
武術スタイル：トンファー使い
リーダー。1月18日生まれの18歳。3サイズB88-W60-H81。
裏切り者であるキサラを許したつもりではないが、過去のことは水に流しており、共に修行する仲になっている。血の気が多く、シャモジで隊員全員の武器を木っ端微塵にしたしぐれの圧倒的実力にも省みず、素手で攻めかかろうとする向こう見ずな一面がある。シャワーを武器と一緒に浴びることをさして疑問に思っていない。フレイヤを崇拝しており、将来はフレイヤと事業するのが夢。
豊長 しずる（とよなが しずる）
武術スタイル：薙刀使い 
お嬢様風の女性で木製の薙刀を扱う。4月19日生まれの18歳。3サイズB97-W61-H93。
サブリーダー的な位置づけらしく、リーダー以外では最も発言力が高く台詞も多い。美羽に匹敵あるいは上回るほどの巨乳。
原作でしぐれに杓文字で仲間達共々服を切られた際は「まっ！」と叫び悲鳴を上げたが、しずるのみ笑顔だった。
五十嵐 陽子（いがらし ようこ）
武術スタイル：釵（サイ）使い
2本のサイを扱う。9月26日生まれの18歳。3サイズB85-W60-H82。
頭に白いバンダナのような物を巻いている。実家は家具屋。
藤宮 亜美（ふじみや あみ）
武術スタイル：鉄扇使い
2本の鉄扇を扱う。7月3日生まれの18歳。3サイズB98-W60-H91。
色黒（実は日焼けで地黒ではない）で、もじゃもじゃしたツインテールが特徴。ワルキューレで一番の巨乳。
宇佐美 憐音（うさみ れお）
武術スタイル：棍使い
長い棒『棍』を操る。2月28日生まれの18歳。3サイズB75-W59-H84。
外側に跳ねたショートヘアの女の子。メンバーの中で一番貧乳。趣味はスキーと水泳。
結城 ひびき（ゆうき ひびき）
武術スタイル：投げ分銅使い
分銅が紐の先についた武器を扱う。5月2日生まれの18歳。3サイズB82-W58-H85。
パーマがかかっているショートヘアの女性。
龍元 夢子（たつもと ゆめこ）
武術スタイル：ヌンチャク使い
10月10日生まれの18歳。3サイズB92-W61-H86。
愛馬 由里子（あいば ゆりこ）
武術スタイル：鞭使い
8月9日生まれの18歳。3サイズB84-W62-H82。
メンバーでは唯一武器のスペアを所有していることが確認されている。

### 団員
水沼（みずぬま）
声 - 川中子雅人
16歳。空手家。兼一に不良から助けられたことから、兼一を目標として陣営に参加。アラン須菱の弟子になってから必殺技（バックマシンガンアタック）を習得。アランに出会い鬼幽会に入門した当初は力こそ全てと思っていたが、兼一と逆鬼により「真の強さ」を教えられ目を覚ます。その後、"闇"の流派狩りにより鬼幽会は潰され、師であるアランはその際にティーラウィット・コーキンから彼を庇って意識不明。その復讐のためにDオブDに参戦する。初戦の対ブラックフォース戦にて先鋒として出場、健闘するも重傷を負い戦線離脱。しかしその戦い振りはDオブDの雰囲気に飲まれかけていた新白チームの闘志に火をつけた。
松井（まつい）
声 - 鳥海勝美
初期からいるメンバーの1人で旗持ち。応援団っぽく「〜じゃい」などと特徴的なしゃべりをする。通信簿に「人の話を聞いていない」とよく書かれる。彼の主義は「旗は魂だから絶対に地面につけない」で敵陣に隠密潜入するときですら堂々と掲げたまま、旗がないと自信をなくす。
上岡（かみおか）
初期からいるメンバーの1人。ハーミットに殴りかかったり、ガンを飛ばしたりと不良っぽい性格。結果論だが新島に命を救ってもらったことがあり忠誠心は高い。
木元（きもと）
連合の初期メンバーで表立った活躍はしていないものも水沼同等に頻繁に登場する。下っ端の中では大柄で長ランに細目が特徴。
倉本 五郎（くらもと ごろう）
連合の初期メンバーの1人。表立った活躍はしていない。常に帽子を被っている。デスパー島には行っていない。
白鳥 かおる（しらとり かおる）
声 - 皆川純子
元ラグナレク・キサラ隊所属。キサラの腹心。身長はアニメ版対比表では武田（176cm）と同程度。登場当初は美形男性だと思われていたが、実は女性。セミレギュラーだがファンブックに年齢や身長などのデータは載っていない（フルネームは判明している）。テコンドーの使い手で、攻撃の威力のみならキサラを上回る。
ラグナレクとの最終決戦に武田たちと共に負傷した状態で駆けつけ下級兵の掃討に参加した。新白連合に合流して以降は、総督としての新島を認めている態度を取っており、兼一のことも白浜隊長と呼ぶ。
キサラを巡って宇喜田と対決し圧倒する。しかしそれでも侠気を見せた宇喜田に対して思いを寄せるが、宇喜田からは男性だと思い込まれている。

### 諜報員
谷本の部下、及び元・第四拳豪ロキが諜報活動を行っている。
鷹目 京一（たかめ きょういち）
声 - 藤原啓治
属性：静
元・第四拳豪ロキ。16歳→17歳。9月4日生まれ。身長177cm。体重71kg。「戦う参謀」を自称する新島同様の策略家。相手を眩惑するような闘技を駆使する（武田曰く「トリッキータイプ」）相応の実力の持ち主ではあるが自ら表立って動くことは少なく、強力なリーダーの直下で組織を実効支配することを好むタイプ。多数用意した影武者や直属の部下を「○○号」とナンバリングして統括、策略に応じて動かしている。卑劣漢だがその頭脳と策謀力は確かで、時に拳聖の名を騙り、他の拳豪すら己の陰謀のために利用する他、多くの知恵者を惑わした新島の型破りな大胆策にさえ柔軟に対応してみせた。ラグナレクで五本の指に入る美形であるが、自分の素顔を見られるのを嫌うため常に網眼鏡をつけている。
ラグナレクの実権を掌握すべく暗躍を続け、新白連合との最終決戦において朝宮龍斗に叛旗を翻し秘密裏に育成していた新・八拳豪を擁する「神聖ラグナレク」を結成、自身は組織のNo.2になり、バーサーカーをリーダーに奉り上げてクーデターに及ぶがバーサーカーは応じずあえなく失敗に終わった。
その後は20号と108号と共にロキ探偵事務所を開業するが依頼者が1人も現れず廃業寸前になっていたところに、新島の仲介により谷本コンツェルンの探偵部に高額の報酬で雇われる。一影九拳とYOMIの情報収集を担当しており、銃撃の中を走り回ったり、魯慈正の部下を仲間と共に袋叩きにしたりとかなり危険な任務をこなしている。
PS2版ゲームでは影武者が使っていた技を本人も使っていたり、劇中で使った我流技に「フィフスインパクトパンチ」という技名がつけられている。
天田 橙子（あまだ とうこ）
声 - 愛河里花子
タイプ：動
通称20号。15歳→16歳。11月11日生まれ。身長150cm。3サイズB85-W60-H84。第四拳豪ロキの腹心の少女。常にゴーグルを着用している。素顔は星のような瞳が特徴的な少女。女性ながら機械類の改造を得意とし、自作の「勝手に改造ガスガン」及び「スタン警棒」（スタンガンを内蔵した三段式特殊警棒）を駆使する。ロキのスクーターや眼鏡を勝手に改造する悪癖があるが、その効果は絶大である。ラグナレク壊滅後はロキと共に消息不明であったが、新島の元で諜報員として働いている。

## ラグナレク
高校生で構成された武闘派集団。当初は「不良グループ」と称された。

### 拳聖
ラグナレクがカリスマとして崇める達人。"闇"の一影九拳の1人。ラグナレクの他にも、有能な人材を弟子として取り立て、指導している。

### 八拳豪[10]
第一拳豪オーディーン
本名、朝宮龍斗。

第二拳豪バーサーカー
本名、吉川将吾。

第三拳豪フレイヤ
本名、久賀舘要。

第四拳豪ロキ
本名、鷹目京一。

第五拳豪ジークフリート
本名、九弦院響。

第六拳豪ハーミット
本名、谷本夏。

第七拳豪トール
本名、千秋祐馬。

第八拳豪バルキリー
本名、南條キサラ。

### 構成員

#### 技の三人衆
武田 一基（たけだ いっき）
技の三人衆のリーダー。

宇喜田 孝造（うきた こうぞう）
技の三人衆の1人。

古賀 太一（こが たいち）
声 - 山口眞弓
属性：動
異名：蹴りの古賀
技の三人衆の1人。学年は武田と宇喜多より2つ下。16歳→17歳。9月19日生まれ。身長160cm。体重54kg。
初対戦時は兼一が苦戦した筑波をバカにしていた上、兼一の山突きを片足で捌くという技の三人衆の凄さを見せつけたが、話が進むにつれかなり小者臭いキャラとなっていく。ラグナレク時代の武田に忠実だったが子供扱いされていたことに憤慨していたらしく、脱会リンチの際は動けなくなっていた武田を蹴りつけた。同じく立てなくなった宇喜田も武田と共々暴行し、腕をヘシ折ろうとする（2人を助けに来た兼一に攻撃されたことで未遂となる）。元はキサラ隊で新白連合のメンバーだったが後にロキに寝返ったり など、三人衆の中では唯一チンピラじみた筋の通った物を持たない男で、いまいち恵まれないポジションだった。ラグナレク編後半では、他のキサラの部下と共に兼一に一撃で敗れるなど完全に雑魚キャラ、噛ませ犬として扱われた。バーサーカーによる新白連合襲撃の際死んだフリをして逃げ延びるがロキの部下かつスパイであるために新島に下剤入りコーラをを飲ませようとするが、キャップが開いていたため見抜かれて逆に飲まされ下痢になり退場。消息は不明だったがファンブックによるとラグナレク壊滅後は改心しラーメン屋でバイトをしていて巨乳の彼女と付き合っているらしい。当初はキサラに対等な口調で話していた。

#### その他の関係者
白鳥 かおる（しらとり かおる）
声 - 皆川純子
キサラの腹心。

古川 たかし（ふるかわ たかし）
声 - 千葉一伸
属性：動
ラグナレクキサラ隊所属。17歳。10月4日生まれ。身長173cm。体重61kg。本人曰く「むっちゃフツーの名前」。自称・魔剣（ただのナイフ）の使い手（ファンブックでは「厨二病」と称されている）。彼の最大の功績は兼一に武器に対抗するためのしぐれの教えを受けさせるきっかけとなったことである。ラグナレク内部でのし上がるという野望を持っていたが、実際には上司のキサラすら彼の存在を知らなかった。しぐれの武器訓練を受けた兼一にリベンジするも構えやナイフの使い方を散々笑われた挙げ句に半ば八つ当たりで倒される。YOMI編で騎馬戦中に再登場した。しかし古川太一と名乗っており上記の古賀太一と名前が混同されてしまっている。
辻 新之助（つじ しんのすけ）
声 - 一条和矢
属性：動
元ラグナレク中堅幹部・辻隊隊長。16歳→17歳。8月8日生まれ。身長175cm。体重69kg。単純で馬鹿だが鉄の信念を持った熱い男。通称・モジャモジャ。非常に喧嘩慣れしており、鋭い勝負勘と並外れた根性及びタフネスを武器に、喧嘩殺法を取り入れた独自のスタイルで戦う。物語初期で兼一を叩きのめし、しばらく兼一のケンカ嫌いのトラウマとなっていたが、再戦をして敗れる。その後旅に出てしまい長期に渡って出番がなかったが、山篭りをしている間に出会った熊の皮を被った謎の老人（詳細は不明）から骨法を教わり飛躍的に実力を上昇させ、ラグナレク壊滅後に再登場。兼一のライバルを自称し執拗に対決を迫り、実力的には及ばぬものの油断をついて兼一に完勝。リベンジを果たし、そのまま勝ち逃げするつもりでいる。「強さとは男としての誇りを貫くこと」という自分なりの答えを持っており、その生き様は新白連合を刺激し武田一基に更なる高次レベルへの一歩を踏み出す決意をさせた。
20号
声 - 愛河里花子
第四拳豪ロキの腹心の少女。

## 闇

### 無手組

#### 一影九拳（いちえいきゅうけん）
風林寺 砕牙（ふうりんじ さいが）
異名：一影（初代）
風林寺流武術の達人。一影九拳の長であり、無手組を統括する"闇"の最高幹部。かつては梁山泊の豪傑の1人で、秋雨とは親友だった。38歳。10月25日生まれ。身長190cm、体重98kg。影のエンブレムを持ち、それは「正体がわからないもの」を意味する。武術を能動的な平和に利用する為に、一影九拳に所属している。多数の為に少数の尊き犠牲があるという考えを持ち、その言葉が穿彗に大きな影響を与えた。
作中において一影は二人存在するが、砕牙は元々この異名を冠していた人物である。
美羽の実の父親で、隼人の実の息子。鍛冶摩里巳の師。秋雨の影響から医療の心得がある。暗鶚衆のものを改良した変装術の名人。兼一が使っている手甲はかつて砕牙が使っていたもの。普段は闇の指導者には見えないほど温厚で誠実な人物。弟子の里巳に対して最後に勝敗を決めるのは「心」であると説いている。
母親からの遺伝で、人にものを教えるのが上手い。暗鶚衆の技術を応用した卓越した変装技術を持つ。闇の幹部としてあらゆるジャンルの最新アイテムを入手しており、変装に必要な道具もその一つ。
元々は鳥や動物を愛し、不殺を貫く活人拳の武術家であり、不必要な殺人はしないが、必要であると判断すれば容赦のない攻撃を加える。
我の強い九拳も彼の命令には素直に従うが、隼人以外を格下と断じるジュナザードだけは彼の制御下になく、砕牙の方も、ジュナザードに対しては強く警戒し、慎重な姿勢を貫いている。ジュナザードから美羽を守り抜いた兼一には一目置いており、「信頼に値する」と評して美羽を託した。
久遠の落日においては政府の役人である岡本として行動し、"闇"の拠点に向かう間に兼一達新白連合の武術の指南を行う。拠点に到達後は、"闇"の暗躍を妨害しつつも美羽の危機に際して"闇"の基地へと戻り、自身に扮した宿敵である穿彗と自身の正体を明かし、妻の敵を討つために壮絶な激戦を繰り広げる。なお、親友の秋雨が久遠の落日を仕組んだのが穿彗である真実を知っていた点からも、彼とは密かに連絡を取り合っていた事がうかがえる。
戦いの末に死を覚悟した穿彗によってミサイルを発射されてしまったものの、直後に隼人がミサイルを破壊したことで結果的に計画の阻止に成功する。ミサイルを破壊してなお生き延びていた父の姿に自身の未熟を感じ取ると共に、"闇"の進撃を食い止めた兼一たちに活人拳の勝利を認めた。
穿彗（せんずい）
異名：一影（二代目）
暗鶚流忍術の達人。暗鶚衆の長にして、砕牙と共に"闇"を統べる、もう一人の一影。元々一影だったわけではなく、暗鶚の乱の後に一影として"闇"に加わった。実質、本作の梁山泊と闇の戦いの真の黒幕でもある。
鍛冶摩里巳の師で、20歳までしか活きられないとされていた程の病弱であった彼の運命を覆させている。砕牙と同等の実力を持ち、暗鶚の変装術によって砕牙に扮した際には砕牙の拳撃をそっくり真似るなど、変装は戦闘スタイルにまで及んでおり、この能力を持ってして美羽の母であり、幼馴染みでもあった静羽を殺害した張本人であった。
かつて、暗鶚の乱において改革派のリーダーとして活動しており、暗鶚の運命を変えるという想いから、婚約関係にあった静羽の事は砕牙に託していたが、実のちちおやを殺してしまったのを機に、その理想は次第に歪んでしまう事になり、最終的には継続派との和平交渉を成立させるために砕牙の姿で改革派の手練れ9人と静羽を殺害した。
戦闘スタイルの模倣のみならず自身も他人から影響を受けやすい性格をしており、自分の父や砕牙、美雲などあらゆる人物からの影響を受けていった結果、最終的には戦いを捨てる事の出来ない宿命を負った暗鶚の解放の為、「久遠の落日」を望むようになり、八煌断罪刃と合流。"闇"による久遠の落日を主導して日本を含む数ヵ国を滅ぼすことで世界大戦を起こそうとするが、久遠の落日に反対的であった上に自身が静羽や暗鶚の同志達を裏切って殺害した事実を知った砕牙には離反されてしまう事になり、失われた彼の組織への影響力を補う為に、作戦決行の際には砕牙の姿に扮していた。
しかし、梁山泊と親白連合の活躍、一影九拳の離反などにより作戦は妨害され、更に素顔を偽る形で"闇"の基地へと戻ってきた砕牙と壮絶な激戦を繰り広げる。戦いの末に、死合いでは砕牙に敗れるものの、出し抜く形でミサイルを発射することに成功。ミサイル発射の噴射炎に焼かれて死亡した。
実は静羽を殺した際、彼女が雪の中に隠していた美羽の存在に気付いており、雪をかき分けて殺そうとしていたが、想い人の静羽と親友の砕牙二人の面影を宿していた彼女をどうしても殺す事が出来なかった。結局美羽の事は殺さなかった穿彗が去った後、隼人が見つけ出した時には美羽は再び雪に覆われてその上に羽根がかざされており、美羽の存在が分かるよう羽をかざしたのが穿彗であった事が推測される。死の間際にこの事を思い返していた事から、穿彗自身も心のどこかで自らの行いを悔いていたようである。
緒方 一神斎（おがた いっしんさい）
声 - 大塚明夫
属性：動
異名：拳聖
エンブレム：流
緒方流古武術の達人。28歳。1月2日生まれ。身長182cm、体重78kg。流のエンブレムを持ち、それは「流派の継続」を意味する。目標は武の究極、その深淵に立つこと。一神斎は斎号であり本名は不明。
長い白髪で額に白毫があり、常にフードを被っている。武術家として"動"のタイプを極めた結果修羅道に堕ちた男。巨大なツキノワグマを秒殺する実力を持つ。隼人から手ほどきを受け超人秘技の1つ「数え抜き手」を修得しており兼一の前に梁山泊の弟子になるはずであったが、緒方の目の危険な光を見抜いた隼人の反対により断念。直後の試合中に対戦者を殺害し、闇に堕ちる。
武術という存在を純粋に、狂的に愛しており、武術の為ならば自らに「兇気」の称号を冠することも厭わない武の求道者。武術平等論を提唱しており、いかなる人物も武においては平等であるという思想を持つ。一影九拳のメンバーの中でも弟子育成能力に優れており、大勢の達人級の部下にも指導を施している。武の追求の為には人の命も意に介する事もなく、弟子を実験台にするなどの非情な行為を行っているものの、彼自身は龍斗曰く｢最も隙を作る可能性が高い時は弟子の成長を喜びねぎらっている時」で弟子一人一人に付きっきりで修行を施したり、龍斗を愛弟子と発言しているなど師弟愛も確かに持ち合わせている。力をつけた弟子が自らを殺めることを望んでおり、その力を得た時にはいつでも自分を殺すようにとYOMIに教えている。ただし、武に関わらないところでは基本的に善人であるようで、温厚な性格と素顔を覗かせることも多い。幼い頃に殺されかけた夏や闇ヶ谷で飢え死にしかけた兼一を助けたり傷ついた動物を手当てする など、善悪では測れない複雑な人物となっている。
戦う意思や能力を持った相手との戦いにおいては女子供であろうと容赦なく殺すが、それ以外の相手を殺す事はタブーとしている。かつて田中勤の師・御堂戒を武術への好奇心から惨殺するが、その場を目撃した田中の妻である真結も殺害した際に、彼女が体内に宿した子まで死に至らしめてしまい、それにより田中から深い恨みを買っている。意図的ではなかったものの、武術家ではない子供を殺してしまったことを悔やみ、自ら供養の為に山に篭り、仏像を彫り続けていた。
ラグナレク壊滅後は一影の命により、闇の達人やYOMIを梁山泊や新白連合にぶつけるなどの暗躍を繰り返し、その後も日本に残ったYOMIを指揮した。久遠の落日では「静動轟一」を使用して離反したセロとアーガードを圧倒する力を披露し、最後まで美雲と共に戦い続けたが、ミサイルが破壊された事で落日は失敗し、八煌断罪刃と共に戦場から去った。
本郷 晶（ほんごう あきら）
声 - 横島亘
属性：静
異名：人越拳神、人越拳
エンブレム：空
真地念源流古流空手の達人。風見伊織の弟子。30歳。4月19日生まれ。身長182cm、体重75kg。空のエンブレムを持ち、それは「空手」を意味する。黒目が小さい事を気にしており常にサングラスで隠している。
九拳でも折り紙付きで恐れられる人物。武人以外を手にかけない信念を持つが、逆に相手が武人として向かって来れば、それが女子供であっても慈悲をかけずに手にかける。かつて逆鬼とは親友にしてライバル関係にあったが、"闇"加入時に決別。現在は空手最強を二分する存在。
叶翔、勢多昇哉、芳養美樹馬の師。弟子育成能力に優れているが、自身の修行以外は放任的な面がある。九拳であるが、自らを最強と驕っていない。寡黙な性格で、かつ相当な頑固者であり一度決めたことは梃子でも譲らない。
主に腕ごと相手を貫く「ねじり貫手」を得意とする。武に対して底知れない信念と執着を抱いており、その武への執念によって実力で自分をはるかに上回るジュナザードさえも、激戦の末に破ることができた。
翔からはまるで肉親であるかのように懐かれており、師弟関係は良好なもので弟子を大切にしている。弟子を実験体とする緒方には不信感を持っており、ジュナザードのことは自分が殺すべき相手と心得ている。
逆鬼との決闘の際にジュナザードの殺気に操られ、戦闘意志のない弟子級である兼一を攻撃させられてしまい、更には美羽を誘拐されてしまうが、この一件を自身の不始末として責任を感じてジュナザードの行方を追う。
その後、ティダードにおいてジュナザードと殺人拳同士の決闘となり、次元の違う実力を持つジュナザードに始終圧倒され続けるが、必殺の一撃を執念で耐え抜き、ジュナザードの隙を付くことだけに専念することで勝利を掴んだ。
久遠の落日ではミハイと組んで行動するが、鍛冶摩と決闘中の兼一を手にかけようとした為にミハイを突き落とした。その後、新島を手にかけようとした一影（穿彗）に反旗を翻し、ジュナザードに行ったように二択勝負を挑むが、正解を引き当てた穿彗によって一方的に戦闘不能に追い込まれた。穿彗がミサイルを発射した際には駆け付けた隼人にミサイルの破壊を促した。
アレクサンドル・ガイダル
声 - 飯田利信
属性：動
異名：殲滅の拳士
エンブレム：氷
コマンドサンボの達人。ロシア人。弟子の呼び名はウチェニーク。28歳。7月28日生まれ。身長180cm、体重73kg。氷のエンブレムを持ち、それは「氷の塊」を意味する。
ボリス・イワノフの師。団結心とは無縁の九拳の中で一影九拳を同志と呼んでいる。ロシア最強のコマンドサンボ使いで、秋雨と同じく武人にして芸術家。移動には内部がアトリエになっている潜水艦を使用する。
元はロシア軍の大佐であり、癇癪から一個中隊を皆殺しにしたことで軍を追われた経歴を持つ。軍人には似つかわしくないウェーブした金髪を靡かせた凄艶な風貌の美丈夫。白目の部分が黒い。普段は紳士的で物静かな口調の優男だが、些細なことで激昂し人格が豹変する。特に銃器に関しては、軍人でありながら「汚え鉄の塊」と呼んで忌み嫌っており、向けられるだけで即激昂する。
ただし弟子であるボリスの前では決してキレない。彼が芸術を好むのは芸術的感性によって狂気を沈めることができるからであり、同時に芸術への造詣の深さも随一である。極度の潔癖症で、常に白い手袋を着用している。しかし弟子を取ってからは大分落ち着いたらしい。夢はロシアに栄光を取り戻す事。
争いの連鎖を断ち切ることができるのは速やかかつ完璧な殲滅のみ、という信条を持ち、殺人を何とも思わない冷酷な性格だが、武人の誇りと師弟愛は強い。緒方一神斎に対しては嫌悪感を募らせており、彼が勝手にボリスを梁山泊に接触させた際は、激昂して攻撃している。
ロシアにおいて"闇"排斥派の軍人達の集会を襲撃し、見せしめのために素手で瞬時に49人も殺害する恐るべき腕前を発揮。その後、ロシアの"闇"排斥派の女性議員の命を奪うために来日し、それを阻止するために来た秋雨と工事現場において激突。互いに芸術と武術を同時に極めた者同士の勝負となり、「柳葉揺らし」で翻弄され、秋雨と引き分ける形で撤退した。その後、ロシアに帰還して、大佐の地位に復帰し、兼一達が臨海学校へ出発した際に好機と見越して、ボリスに兼一ら関係者全員の抹殺を命じるが、基地内でボリスの生還を待ち望んでいる間にロシア政府の依頼によって自身を捕らえに軍基地へ潜入してきた秋雨と再び激突し、基地を崩壊させるほどの激闘となる。秋雨の「柳葉揺らし」を一度見ただけでわずかな期間で体得し、前回以上の実力を見せ、最後は活人拳と殺人拳の誇りを賭けて互いに最大の力を出した激突となり、秋雨を相当に追い込むも空中で締め落とされて2秒間意識を失ったことにより、武人として負けを認める。ボリスへの最後の命令として、YOMIの任と師弟関係を解き、自分を捜すことを禁じた。
敗北後、勝者に従って大人しく捕縛され、軍を無断で動かした罪や数々の犯罪容疑で、ビッグロックに収監された。ビッグロックから抜け出せる実力を持つものの、武人の誇りとしてあえて幽閉され続け、音楽を嗜む等、芸術に耽っていた。また、その中でディエゴとは交友関係を深め、牢から抜け出しては2人で散歩に行っていた。
久遠の落日にはディエゴと共に自分の潜水艦で死合いの邪魔をさせないという理由から梁山泊への援護を行う。
シルクァッド・ジュナザード
声 - 辻親八
属性：静
異名：拳魔邪神
エンブレム：王
プンチャック・シラットの達人。一人称は「我」。語尾に「〜わいのう」とつける独特な老人口調で話す。享年90歳以上。10月23日生まれ。身長165cm、体重60kg。所持するエンブレムは「王」。美雲と並ぶ一影九拳の古参。かつて風林寺隼人と引き分けた人物であり、隼人が苦戦すると言われる数少ない武人の1人。嵐のような殺気を放つが、普段は神話の生物と見紛う者もいる程に神聖な気の持ち主でもある。
奇怪な仮面を身に付けた怪人物。夢は人間の限界を捨て去り、神と戦う事。風林寺隼人以外の武人を格下と見なしており、一影にも制御しきれない状態となっている。その為、"闇"の統制を乱す者として美雲に危険視されている。
ラデン・ジェイハン及び風林寺美羽の師。弟子を気分次第で容易く葬るが、弟子の方からは慕われている。極限の強さを得るには大切な物の破壊が必要不可欠という持論を持つ。本郷曰く、活人拳はおろか殺人拳ですらない真性の外道。弟子には武器格闘術も指南しており、武器組の弟子が存在するなど、武器組とも交流を持っている。
血みどろの戦歴を積み重ねた強大な達人。その戦闘力は凄まじく、一瞬の隙で一影九拳クラスの達人を数回殺すと評される最高位の達人級。いわゆる平民出身であり、武人としての血筋も平凡だが、ジュナザードには才能があった。
仮面の下は美しい少年の顔をしているが、これは独自の延年益寿法により顔だけが少年のままで固定された結果である。果物が大好物で、「結実した完璧な物を取り込む」ために、種も残さず食す。
数十年前、西洋列強の連合軍による侵略をシラットゲリラ部隊を率いて打ち負かし、ティダード王国を滅亡の危機から救った事で、歴史書に「救国の英雄」としてその名を刻む。数々の偉業により、ティダード国民から神と崇められたジュナザードは後に邪神に変貌し、ティダードを裏から支配した。
ジェイハンの後釜として美羽に目をつけ、記憶を奪って誘拐しティダードの居城へ帰還。インダー・ブルーと名付け、素顔を利用し山岳民族の少年ユディスを装い、シラットを習得させる。その後、美羽を救出するために城を急襲した本郷を迎え撃つ。別次元の強さを見せつけ、本郷を終始赤子扱いして圧倒するが、自らの強さ故の慢心と本郷の持つ「武への執念」により、最後の最後で無傷を通してきた身体を貫通されて生涯で唯一の敗北を喫する。決着後、怒りと憎しみのみを植えつけたにもかかわらず彼自身の身を案じて助けようとする美羽の姿に、かつて自分が忘れ去ったものを思い出すが、既に手遅れだと笑いながら直立したまま息絶えた。その後、回収された遺体は影響力を利用されないようにジェイハンだけが知る場所に埋葬された。
洗脳を除けば美羽には優れた修行を行っており、美羽はジュナザードの修練により動の気の開放を修めた。
ディエゴ・カーロ
属性：動
異名：笑う鋼拳、怒る鋼拳
エンブレム：鋼
メキシカンプロレスルチャリブレの達人。39歳。1月1日生まれ。身長192cm、体重120kg。鋼のエンブレムを持ち、それは「プロレス（ぶつかり合い）」を意味する。
レイチェル・スタンレイの師。レイチェルの他にもミートマンなどの弟子が多数いる。常に笑顔に見えるマスクを被っている覆面レスラー。そのマスクの下には怒り顔に見える二枚目のマスクを被っており、怒りが頂点に達した時のみ一枚目のマスクを脱いで上記の「怒る鋼拳」となる。異名、エンブレムに恥じぬ鋼の肉体を持ち、その頑強さとタフネスは一影九拳随一である。"闇"を悪だと承知しており自身をヒールと名乗る。愛弟子と称するレイチェルとは趣味・嗜好・感性において極めて相性が良く、自身の行動理念の判断を委ねることさえあり師弟愛は深い。
タイトルを差し替えたり、読者に向かって話しかけたりするなど、かなりコメディタッチなキャラクター。
「ルチャリブレこそ史上最強」を掲げつつも、「強さ」以上にプロレスの根底にある「凄さ」を重視している。 ボディプレスなどの隙は大きいが派手な大技で周囲を沸かせる「魅せる」戦闘を好んで行うが、大技を確実に決めるために正確無比な小技を駆使したり、レスラーに有利な空中戦に持ち込み主導権を確保したりと、その実は基本を活かした理に適った戦いとなっている。「何時如何なるときでもエンターテイナーであれ」という鉄則を貫き通し、優れたエンテーテイナーに対しては一切の他意を挟むことなく正当な評価をして惜しみない称賛を送る。その理念は自身の敗北の間際にさえ発揮される。モットーは「戦いの美のためならなんでもすること」。また、これらを言い表して「ディエゴクオリティー」と称する生粋のエンターテイナーである。
殺しの依頼を遂行する殺し屋稼業も行っているが、これも観客の前でド派手な殺戮ショーにするなど常にエンターテインメントは欠かさない。また、高名な演技指導者でもあり、世界の名だたる演者が彼の元に足を運んでいるという。
DオブDではフォルトナのスポンサーとしての資金援助の礼として、エグゼクティブプロデューサーとして闇を代表して参加した。
本郷晶には一目置いており、本郷の弟子だからという理由で叶翔の身勝手な行いも大目に見ているが、本心では翔を嫌っていた。
覆面レスラーとしてとしてマスクを付けている事に誇りを持っており、入浴中や就寝中も決してマスクを外さないのが当然だと思っている。また、レイチェルが学校に潜入する際あっさりマスクを取ったことに愕然とし、「私ならマスクを付けたまま学園に溶け込めるのは言うまでもない」と自称している。
他の九拳を出し抜き、独断でレイチェルと二人で梁山泊に勝負を仕掛け、師弟タッグマッチという演目で豪華客船に招待した剣星と勝負する。その鋼の肉体を以って剣星に張り合い、中盤には笑いマスクを脱ぎ捨てることで怒る鋼拳に変貌してリミッターを解除するが、根が演者のために周囲の目を意識しすぎた闘い方をしたがために技を外され、最後は内部と外部を同時に破壊する「浸透水鏡双掌」に耐え切れずに敗北する。敗北後は「ヒールは敗れたら潔く散る」として敗れた自分を殺すことを剣星に懇願するも聞き入られず、ルチャドールの礼儀としてマスクを差出して倒れる。自身の行動を不審に思ってその場にやってきた櫛灘美雲に処刑されかけるも隼人によって助けられ、ビッグロックに収監された。
ビッグロックから抜け出せる実力を持つものの、武人の誇りとしてあえて幽閉され続けている。その間にアレクサンドルとは交友関係を深めたらしく、たまに牢を抜け出しては共に気分転換の散歩に出たりもしていたらしい。『少年サンデー』の愛読者であった事実も判明し、アンケートの記入も律儀に行っている。
久遠の落日にはアレクサンドルと共に駆けつける(ディエゴ自身は梁山泊に味方したほうが目立つという考え)。弟子の1人であるミートマンをカメラマンに仕立て、久遠の落日の全てを全世界にネットを含む全ての媒体で公開した。
櫛灘 美雲（くしなだ みくも）
属性：静
異名：妖拳の女宿
エンブレム：水
櫛灘流柔術の達人。一影九拳の紅一点。一人称は「わし」。90歳以上。12月24日生まれ。身長179cm。3サイズB108-W62-H99。水のエンブレムを持ち、それは「明鏡止水」を意味する。ジュナザードと並ぶ一影九拳の古参。
櫛灘千影の師。力を使わず技のみで投げるという櫛灘流の達人。女性的な美意識が高く、露出度の高い巫女装束と袴を着用し、首から大きな数珠を下げている。
合気による相手の力を利用した投げを得意とする。気当たりの扱いにも長けており、気の爆発と実際の動きをずらす事により、分身して戦う事ができる。柔術流派は櫛灘流1つで十分と考えている。
一見妖艶な容姿の美女であり、超弩級の巨乳の持ち主でもあるなど、その肉体は20代並みの艶を保っている。外見が変化しない理由は櫛灘流の秘伝の1つ、不老長寿法により老化が防がれているためである。その見た目と裏腹にスーパーカーを愛車にしているといった面も持つ。
かつては"闇"の暗躍を阻止するため隼人とともに第二次世界大戦の中で戦っていたが、「人を真に突き動かすは恐怖」だと説き、最終的に隼人と袂を分かった。当時は、隼人と好い仲でもあった。
己の弟子である千影の実力には自信があるようで、彼女を一なる継承者にするべきと一同の前で発言している。千影に対しては甘い物を禁止する以外は寛容に見ており、兼一との決闘をすっぽかし、さらに禁じてある甘味物まで食べていた千影を特に叱責するでもなかったが、「心が弱い」と言い放つ事で、千影を自らの信念である「恐怖」によって御している。千影を惑わす存在になり得る梁山泊の弟子である兼一のことは、内心でそれなりに脅威を感じている模様で、千影にイーサンと兼一の戦いの立ち会いをさせて、兼一がイーサンに殺される光景を見せることでより闇の世界に傾倒させようと画策したが、兼一の勝利という形で失敗に終わった。
会議結果を無視して梁山泊に手を出したディエゴを殺そうとするなど、同じ九拳であっても"闇"の足並みを乱す者は排除しようとする。また、ジュナザードの暴走を危険視し、美羽の情報を渡し誘拐させる事で、風林寺隼人が美羽を助けるべく、ジュナザードと再戦するよう目論んだ事もある。その一方で、美雲自身も緒方と同様に腹に一物抱えている節があり、かねてよりの計画である「久遠の落日」の目的に関しても、他の一影九拳達とは考えの異なるビジョンを持っているようで、それが後の一影九拳の内部崩壊につながる事になる。無手組と反目し合っている武器組にも顔が利く。
久遠の落日に際しては、他の無手組の達人達とは異なって一対一にはこだわらず、ミルドレッドによる矢を雨のように降らせた援護射撃で撹乱しながら、他の達人達と交戦している達人に横槍を入れる形で攻撃する等、合理性を重視とした複数戦に持ち込む戦法で梁山泊を圧倒したが、陽炎を仕留め損ね、彼によって有利な地形を破壊されてしまう。弟子達同士の戦いでも、特に千影を始めとする兼一と深く関わった無手組の弟子達から、多勢に無勢での戦いを「流派を汚す戦い」と見なされたことで無手組の弟子達が武器組の弟子達と衝突し、無手組の師匠達に影響を与える予想を超えた事態に発展する。業を煮やし、しぐれを人質として利用した脅迫によって戦いを制しようとする武人に反する手段にまで出たが、それなりに気の合っていたセロの怒りまでも遂に買ってしまった結果、彼にまで反旗を翻されてしまい、梁山泊や反旗を翻した無手組に、隼人の面影を見たことで遂に逆上。作戦の第二段階としてミサイルの発射を穿彗に求めた。その後、穿彗が砕牙との戦いの末に自ら発射したミサイルによって死亡したために基地の状況を悟って逃亡を図るが、剣星により衣服を奪取され、海へ落ちて行った。
セロ・ラフマン
属性：静
異名：拳を秘めたブラフマン
エンブレム：無
カラリパヤットの達人。弟子の呼び名はシシャ。59歳。7月30日生まれ。身長193cm、体重115kg。無のエンブレムを持ち、それは「無から生まれた武術」を意味する。
イーサン・スタンレイの師。瞳孔、虹彩がない。一影九拳ではあるが、師弟共に"闇"の目的である「最強の弟子の打倒」には興味が無い。額にティラカの装飾を施している。カラリパヤットを極めた肉体に加えて、マントラを唱えて脳を揺さぶり精神錯乱に陥らせるなど医術に基づいた技も修得している。ある経穴を突くことで相手を爆散させることもできる。
思慮深い仙人然とした穏やかな様相をしているが、「リング上の敵は瞬殺しろ」「非情の拳こそ"闇"の資質」などの発言や、時間稼ぎのために警察の特殊部隊の隊員の心臓を停止させ足止めに利用するなど、冷酷な一面が垣間見られる。その一方でブラフマンの化身と崇められているヒンドゥー教の指導者でもある。
うっかり者であるが確かな観察眼の持ち主。また、殺人拳の使い手ではあるが武人としての信念や誇りも持っている為、ただの悪人とはいえない人物でもある。美雲に恐怖で諌められた千影が自身を罰しようとしていた際は、それを諌めて優しく諭しており、これを機に千影からは良い人と認識され、千影が見た幻覚の中に「カルマンさん」という名前で現れた。ジュナザードとは親しい間柄で、美雲から一目置かれているが、セロは恐怖によってコントロールしようとする美雲の千影への扱いには兼ねてより疑問を抱いていた。
ジュナザードと共に"闇"の施設から撤退中、レイチェルを救出するためにヘリコプター内に侵入した逆鬼と交戦する。しかし、喧嘩のような逆鬼の空手に少なからず翻弄され、痺れを切らしたジュナザードが逆鬼を強襲。元々ジュナザードの意識がレイチェルから逸れることを狙っていた逆鬼に、これ以上の勝負は無用と判断され、逆鬼がヘリコプターから飛び降りたため勝負は中断された。その後、ジュナザードが弟子育成よりも逆鬼との戦いに興味を移したことから、レイチェルを自分の保護下に入れる事に成功し、兼一との勝負に敗退した弟子のイーサンを鍛え直すためにインドへと渡った。
久遠の落日では、武器組の弟子達と対立したイーサンから今回の作戦への違和感についてを聞き入れ、その直後に人質を持ち出して戦いを有利に進めようとする武人としての誇りさえも捨て去った美雲の行動に対して不満を爆発させ、千影への教育方針や武への誇りを説いて梁山泊側に付く決意をする。
馬 槍月（ば そうげつ）
声 - 玄田哲章
属性：動
異名：拳豪鬼神
エンブレム：月
中国拳法の達人。馬剣星の兄。友の魯慈正に九拳の座を預け放浪していた。45歳。10月27日生まれ。身長180cm、体重95kg。月のエンブレムを持ち、それは「謎めいた」を意味する。
谷本夏の師。化剄を得意とする剣星とは対照的な剛拳の使い手で、かつて中国では「剛の槍月」「柔の剣星」として剣星と共に最強の拳士として並び称された。大の酒好きで最高級の酒34ダースと2本を報酬に谷本夏に劈掛拳と八極拳を指導した師父でもある。谷本夏を「類稀なる武芸の才と、地獄の修行に耐える強い意志を持っている」と讃え、弟子としても認めている。
チャイニーズマフィア・紅獄会の用心棒として雇われていたころに噂を聞きつけた剣星と対峙。剛拳と呼ばれる圧倒的攻撃力で剣星に攻める間を与えず、ビルが崩れた際に生じた隙を突いた肘打ちで勝利したかのように思えたが、友との修行により格段に腕を上げていた剣星にあと一歩及ばず敗れる。敗戦後は燃え盛るビルと共に焼死することを望んでいたが、これを良しとしない兼一に引き止められ「剣星も可笑しな弟子を育てたものだ」と苦笑ながら兼一をその場から退かせ、行方不明になった。
弟である剣星とは、彼の人望に対する劣等感や武術への考え方の違いもあり、20年前に決別している。その後、槍月は裏社会に身を投じ、劇中で剣星と再会した時には兄弟で命のやり取りをするほど険悪な関係となっていた。しかし弟子の夏からは「酔うと長々と弟の自慢話をするのが悪い癖」と皮肉られており、剣星に対する感情は愛憎入り混じった複雑なものになっている。馬家の血筋だけあって気まぐれで自分の好きなことにだけ忠実。
剣星との戦いの後はしばらく行方をくらませていたが、フォルトナに金で雇われてデスパー島に渡り、そこで弟子の夏との再会を果たし、技を伝授している。フォルトナが雇った達人集団の中では最も高額のギャラを受け取っていたが彼に仕える気は毛頭無く、あっさり裏切って他の雇われた達人集団を一人で全滅させると、夏と共に再び姿を消した。その後、旧友の慈正に任せていた一影九拳の座に復帰する。
現在は弟子を本人よりやや強いものと闘わせることで早く上達させる育成方針をとっている。
久遠の落日には元々乗り気ではなく、弟子の谷本や剣星の説得を受けて梁山泊に味方する
アーガード・ジャム・サイ
属性：動
異名：拳帝肘皇／裏ムエタイ界の魔帝
エンブレム：炎
ムエタイ、古式ムエタイ（ムエボーラン）の達人。タイ人。36歳。3月18日生まれ。身長198cm、体重118kg。炎のエンブレムを持ち、それは「熱い」を意味する。
ティーラウィット・コーキンの師。ソムバットの弟子。褐色肌に刺青を施し、モンコンを巻いた巨漢で米印のような瞳孔を持つ。考古学に精通しており、趣味は遺跡巡り。
達観した思想と超然たる威圧感を有しており、全くの赤の他人である闇人でさえも初対面で完全に帰順させ、憧れすら抱かさせるほどのカリスマ性を持つ英傑。礼節を重んじる性格。民衆から広く敬慕されていたり、敵側の弟子である兼一の人格を見定めて褒め称えるなど高い人間力を持つ。その一方で、自らの強さ故に凡庸とは相容れないと割り切っており、自分と対等な力を持つアパチャイに対し「初めて気を許せる友を得た」と喜び勇んでいたが、同時に頂点を目指すためにはアパチャイをいずれは殺さなければならないという相克に悲嘆しつつも決意を固める。"闇"の武人としての素質と強者を屠ることを至上の喜びとする野獣の如き精神を持ち合わせるが、弟子級の者や女子供を手にかけるといった外道の所業は非難している。自分の武術故の戦場意識のためか武術家を武芸者と呼ぶ。
弟子のコーキンに対しては冷血な師弟関係でのみ接してきたつもりであったが、コーキンからしてみればそれは絶対の恩義以外の何物でもなく、彼が倒されたことによって常に冷静なコーキンが憤りを露にした。
少年時代はロムタイフンジムに所属するムエタイのジュニアチャンプであり、アパチャイとは裏ムエタイの競技施設で知り合った。優れた素質ゆえに不遇な扱いを受けていたアパチャイを引き取り、兄弟子にして無二の友としてムエタイを教え、親しまれていた。その後、時代の移り変わりに呑まれていく裏ムエタイ界に人質としてアパチャイを利用され、チャンピオン戦にて八百長による敗北を余儀なくされる。しかし試合中に密かに与えたダメージで、新チャンピオンを御立ち台で計画的に死亡させるという離れ業で劇的に殺害。試合後、己の本当の居場所を求めてジムを去り、"闇"との邂逅を果たす。後にアパチャイと雌雄を決するために帰還するも、アパチャイが未だムエタイを極めていないことを知り勝負を預ける。その際、自分の実力を確かめるべく各地のジムや裏ムエタイの本部を襲撃し、裏ムエタイ界の頂点に位置する3人の真の実力者達と本部のムエタイ使い達を纏めて殺害し、失踪する。
久遠の落日へ向けて武器組と友好関係を築くために久賀舘弾祁を拉致し、闇人へと墜とすために暗躍するも計画は武器組の失態により失敗する。
その後、沖縄の"闇"の拠点にてアパチャイと対決し、共にムエタイの頂点に君臨した者同士の死闘となり、最後の一撃でアパチャイを殺害するが、同時にアパチャイからの攻撃を受けたことで動けない程のダメージを負って倒れた。コーキンが敗北した際にはその見事な闘い振りから兼一を称賛した。戦闘後はその場に乱入してきた蛮刀使いから兼一の命を守るために様々な支援を試みるも効果は乏しく、最終的には死の淵から蘇ったアパチャイが兼一を救ったことに嘆声を漏らして彼を勝者とする。決戦場が"闇"の基地であったことから、ビッグロックへの連行を免れた。
久遠の落日ではアパチャイと拳で語り合った末にアパチャイと共に戦う道を選ぶ。

##### 構成員
クリストファー・エクレール
声 - 森川智之
属性：動
殺人サバットを極めた殺し屋。髪を三つ編みに束ねたロングヘアーのフランス人。30歳。10月15日生まれ。身長178cm、体重70kg。
車をキックの連打で大破させ、ボーガンの矢を歯で受け止めるなどの離れ業ができる世界有数の殺し屋でその実力は逆鬼も認めている。殺し屋をしている理由が殺すのが大好きだからという快楽殺人者であり、その凶悪な性格から逆鬼に「地獄に帰れ」とまで言われている。闇人の1人ではあるが一影九拳との直接的な関わり合いは無く、活人拳と殺人拳のパワーバランスにも興味を持たない。容貌は美しい女性に見えるがれっきとした男性で、配下に自身と同じ香水をつけさせた多数の美女を従える。かつてパートナーであった逆鬼を闇討ちしようとして返り討ちにあい、逆に砂漠に生き埋めにされた経緯を持つ。金の亡者で、金の為なら平然と"闇"を裏切り、活人拳勢力に手を貸し好まない正義の味方も行うなど、ある意味プロとしての格は高い。
死の商人ウィン・ゴーシュを狙ってボディガードの逆鬼と戦い、兼一を人質に取るなどして優位に戦いを進めるも、動の気のリミッターを解除した逆鬼の圧倒的な力の前に完敗。その後、警察に逮捕されるが重傷の身体で逃亡する。
その後はかつての仲間、マイクロフトとコンビを組み、日本政府の依頼で八煌断罪刃を妨害し兼一たちを救う。兼一のことは面白い弟子として認めているようで、美羽共々弟子兼殺し屋のパートナーにスカウトするが逆鬼に蹴り飛ばされた。
マイクロフト
逆鬼、クリストファーとチームを組んでいたイギリス人。常にパイプをくわえており、逆鬼を上回るほどの体格を持つ。秋雨のように目に瞳がない。
クリストファーと同じく非道な仕事を好み、それを許さない逆鬼を始末しようとするが返り討ちにされ、砂漠に生き埋めにされた。
発勁の達人。その技術は英国が香港統治していた時代に中国拳法から奪い、マイクロフトの一族が独自に継承してきたもの。体に触れさえすればいかなる角度、体勢からでも寸勁を流し込み相手の体を破壊することができる。その勁力は兼一から剣星にも匹敵すると推測され、美羽からはニトログリセリンと評されている。
一時的にクリストファーとコンビを組み、日本政府の依頼で八煌断罪刃を妨害した。八煌断罪刃・マーマデュークの斧を素手で受け止めるなど力量は高い。
月刊版では逆鬼と戦った。逆十字のシンボルマークを持ち、忠実な女性の部下がいる。一人称は「私」だが月刊版では「オレ」となっている。
李 天門（り てんもん）
声 - 銀河万丈
中国拳法の1つである地躺拳の達人。
「地は力なり」を指針とし、近年のアスファルト舗装化により地躺拳が演舞用の拳法に成り下がった現状を憂いている。長年裏社会で暗躍していたが、"闇"に属し表社会に姿を現す。小手調べとして自身の娘であり弟子である李雷薙を兼一と戦わせるが、雷薙が敗れたことで自ら兼一を緒方への手土産として"闇"へと連れ帰ろうとする。兼一、美羽、連華、新白連合を全く寄せ付けず叩き潰すも、様子を見に来た剣星によって阻まれる。娘に対する仕打ちを非難される場面が多いがそれは達人として情を入れない為で、本性は娘思いの父親であり、雷薙と同年代の美羽と連華が娘と被って非情に徹しきれず誰も殺さずにおり、その優しさを剣星に指摘され勝負を預け、雷薙を連れて去る。
フォルトナ
異名：裏世界の支配者
かつて数々の組織間抗争を生き抜き、その頂点に立った裏世界の支配者。DオブDの開催者兼開催地デスパー島の主にして、"闇"のスポンサーでもある大富豪。
武術への追求から強者を収集することを趣味としその過程で本人も達人級の強者になってしまったという超凡な経歴を持つ。ディエゴが賞賛したパンクラチオンチームの戦術はフォルトナ自身が考案したものであり、戦略性にも優れている。デスパー島での闘技観戦の際には自身を模した精巧なアンドロイドを囮にするなど警戒心が高い。正体は筋骨隆々の体躯に髪にメッシュを施した大男で、常人の域を超える戦闘能力を誇る。サンバイザー型の端末を用いて中枢に指令を下す。達人級にして裏社会で多くの富を築きあげたその本質はまさに天才であり、一時はディエゴとも分かち合っていた。武術的好奇心がとても強く、武装解除時の武器の達人の強さを測るために、スクールバスを人質にとってジェニファー・グレーの父であり銃の達人ランスロット・グレーから武器を取り上げてから殺害した。「この世で最も優れた兵器は人間である」を持論とし、武術の才能がある子供達を養子にして、過酷な戦闘を強要している。劇中の表現によれば達人の中では「超幕下」「達人のザコ」。とはいえ達人級であるので弟子級程度では到底相手にならない。
新白連合のメンバーを高く評価し新しい養子にすべく強襲、手加減しながらも圧倒的な強さを見せつけるが、達人級故の過剰すぎる油断の隙を突かれ、谷本夏の必殺技「兇叉」を受けて大ダメージを負い、その隙に新白連合の猛攻を受けて敗北を喫した。その後は国連軍に逮捕された。
魯 慈正（ろ じせい）
声 - 江川央生
元一影九拳。物語開始当初は馬槍月の代理として一時的に一影九拳を務めていた。中国拳法の達人。全盲。
趙円臣の師。顔に両目を縦断する傷があり、丸いサングラスをかけ、髪を辮髪に編んだ屈強な男。馬槍月が武の世界に嫌気が差し、ひねてしまう前の数少ない彼の旧友。過去に何者かとの闘いで両目の視力を失ったが、聴覚が驚異的発達をはたしており、打撃の音や微かな空気の流れで繰り出した技や戦いの形勢などが読み取れる。
OVAでは拳聖の移動要塞に登場。拳聖に李天門と李雷薙を梁山泊にぶつけるように命じたのは彼であった。
ミートマン
ディエゴの弟子で師範代のルチャドール。名通りの肥満体質の巨漢。一人称は「ぼくちん」、語尾に「〜よん」、敗北セリフは「きゅ」など独特な喋り方をする。
耐久力はディエゴの弟子の中でも最強を誇っているらしく兼一、美羽、雷薙の猛攻撃を受けても平然としているほど。他にも攻撃力、敏捷性、判断力、などが高い性能を持っており怪物といわしめた。人には持って生まれた「分」があると考え、自分はいくら強くなろうとも達人になることは出来ないと諦観した見解を持ち、いずれは鋼の称号を受け継ぐであろうレイチェルを慕っている。兼一に自分と似た匂い（とても残念な者の匂い）がすると発言している。要約すれば才能がないということであり、そのため能力こそすごいが戦い方もどこか鈍臭い。
ディエゴの船上タッグマッチのシナリオを護衛する形で船の警備を務めており、爆弾を解除しようとした兼一、美羽を排除しようとする。さらに雷薙も加わり三人との真向勝負でも有利に進めるが、乱入してきた隼人の前では自慢の耐久性も役に立たずあっというまに敗北。
ジェノサイダー松本
ディエゴの部下。DオブDの司会を務めた。マスクを被っている。国際連合の包囲作戦から逃げ切ったようで、ディエゴと梁山泊のタッグマッチのときにも司会を務めていた。
メナング
ジュナザードの腹心。達人級のシラット使い。隠密に特化した修行を受けているため、実力は戦闘に特化した達人に劣るが、ジュナザードも認める高い敏捷性と隠密能力を持つ。ジュナザードからは医術も教わっている。良識ある性格で、ジュナザードを慕いつつも残虐さには苦悩している。ジュナザードもメナングには多少は心を開いている。
ハルティニの父。美羽を洗脳する為にユディスの父を演じていた。
苦境に立たされても諦めない兼一に心を動かされ、ジュナザードの実験体を守るという名目の下、兼一と美羽の逃走に手を貸すが、戦闘用の達人の攻撃により腕を負傷。その後、城に現れた砕牙に腕の傷を強引に治療され、その後は逆鬼たちと合流し、部下たちと共にジュナザードの戦いを見守る。
ハルティニ
ジュナザードの部下で、メナングの娘。まだ幼い少女。ジュナザードの身の回りの世話をしており、美羽を洗脳する際にはユディスの妹を演じた。
シラットの使い手。達人にさえ臆さずに立ち向かう闘志を持った武人。本郷とジュナザードの技撃軌道戦を感じ取ったり、本郷の使った三戦の身体用法を理解するなど、高い素質の持ち主。

#### YOMI（ヨミ）

##### 幹部
鍛冶摩 里巳（かじま さとみ）
異名：一目連
属性：動
兼一にとっての最後の敵で、風林寺砕牙と穿彗の弟子。19歳。12月19日生まれ。身長180cm、体重78kg。風林寺流武術と暗鶚衆の忍びの技を使い、また穿彗と砕牙との修行の末に「鎬断」という技も習得しており、更には鎬断以上に強力な技「塊・鎬断」をも独自に編み出している。
武術の才能に恵まれず、全身の傷跡が幾多の修羅場を乗り越えてきたことを物語っている。師・一影の教えにより心力を常に重視する信念を持ち、完璧な資質故に挫折を知らなかった叶翔を「完璧だったゆえに敗れた」と否定している。それに基づいた修行の成果により読心術を会得しており、これにより将棋や囲碁、チェスといった対人ゲームにおいて、趙円臣や櫛灘千影、ティーラウィット・コーキンら3人相手の三面打ちにおいてこれらを下しているが、閉心術を会得しているコーキンや夏の心は読み切れず、コーキンには何度かチェスで敗れている。また、元々は病弱で、20歳まで生きられない身体だったが、穿彗の修行によって生き永らえており、以来は武術に己の全てを捧げている。
元はYOMIのメンバーでは無かったが、叶翔の死後はその後任として急遽YOMIのリーダーとなる。その後は表の社会への進出のための必須条件として活人拳の象徴である梁山泊の壊滅を宣言し、後に新白連合の人間達を梁山泊の弟子予備軍とみなして一部の者に"闇"への参入を促したが、その際にコーキンの読みを大きく外した上でYOMIのメンバーを三人も倒した兼一に強い興味を抱く。その後、兼一と対峙し、己の圧倒的な武術と鎬断を以って彼を追い詰めるが、最終的には気の掌握を会得した兼一の流水無拍子に敗れる。
叶 翔（かのう しょう）
声 - 浪川大輔
属性：静・動
異名：スパルナ（美しき翼を持つ者）
本郷晶の弟子で、YOMIの元リーダー。師を先生と呼ぶ。享年16歳。2月17日生まれ。身長177cm、体重68kg。
一影九拳の技を一人の弟子に教え込む実験、「一なる継承者」に選ばれた。そのため、ベース武術は空手だが、柔術、中国拳法、ムエタイ、コマンドサンボ、プンチャック・シラット、ルチャリブレ、カラリパヤットなど兼一以上に多種多様な武術を使う、もう一人の「最強の弟子」。武術における資質は完璧であり、最終的には一影九拳の全ての技を継承する予定だったが、"闇"の資質として重要な非情さが欠けていた。独特なユーモアの持ち主で、子供っぽい一面もある。アシンメトリーの髪型に翼のフェイスペイントが特徴。
幼少時に暗顎衆より"闇"に買い取られ、純粋培養された殺人拳の申し子である。鳥類などの飛翔能力を備えた生物を好み、才能ある者が不当に束縛されている状態を看過できない性格は、"闇"という籠にとらわれた自身の境遇への反動によるものと思われ、翼を持つかのように目の前に現れた美羽に強く惹かれ、「俺の片翼」と呼び、共に生きることを渇望する。
奔放かつ自己中心的な性格。ディエゴは本郷の威光ゆえに口を出さなかったが、内心では翔の身勝手な振る舞いを嫌っていた。一方、ジュナザードからは、その性格と実力を大変気に入られ、翔もシラットを空手の次に凄い武術だと気に入っていた。
本郷晶から「お前はたまごから生まれた」と教えられていたため、翔自身は両親について何も知らない。
実力は弟子級の中でも高いレベルにあり、祐馬と要を突き一発で倒す、美羽の首を片手で絞め落とすという高度な技術を難なく行う等、武術の才能にも恵まれている。夏とは以前から知り合いで、彼の忠告に対し素直に退いていた。本郷から「勝ち続けろ」と言われており、挫折を知らないゆえ負けに良いも悪いもないと思っている。
DオブDに古代パンクラチオンチームを壊滅させたと偽って参戦 し、決勝戦では序盤から兼一を圧倒するものの、兼一が試合中に「流水制空圏」を会得したことにより圧倒的ではなくなる。それでも体重移動により自分の重心を錯覚させる「ガマク」を使用することで優勢を取り戻し、拳聖から伝授された「静動轟一」により「流水制空圏」を一瞬で完全に破った。その後、兼一の「流水制空圏の第三段階で放つ流水制空最強コンボ3号」に対して「静動轟一による九撃一殺」で対抗し、壮絶なせめぎ合いの末に「熊手地獄突き」を直撃させるも自身も「無拍子」を受けたことで相打ちとなる。満身創痍の中、最後の一撃として手刀を放つも新白連合の仲間達の声援を受けて立ちあがった兼一に交わされて敗北する。敗北後はフォルトナ兵の機銃掃射から身を挺して兼一と美羽を庇い、合計5発もの銃弾を被弾 し、最後は兼一に美羽の守護を託して死亡する。彼の遺体は連合軍に回収された。
朝宮 龍斗（あさみや りゅうと）
声 - 成田剣（幼少期：宮田幸季）
属性：静・動
異名：オーディーン
緒方一神斎の弟子で、緒方流古武術の使い手。元ラグナレクの第一拳豪。16歳→17歳。12月6日生まれ。身長178cm。体重70kg。
自身の間合いを「制空圏」として統括する格闘術を体得しており、緊湊のレベルに到達している武術家。静動両方の気を発動できるハイブリッドタイプ。また、闇ヶ谷での修行により既に「動の気」を開いている。二つ名の所以は魔術と予知の神オーディンのように相手の動きを読む能力（動きの一つ一つではなく全体を見て動きを読む、武術でいう「観の目」と相手のリズムを感じ取る能力の併用による）と、必中の魔槍にちなんだ技・グングニルより。
男でも女でも強い者を好み、かつてリミの才能を惜しみティターンの暴動からリミを助けたことで、リミから惚れられている。
幼い頃、美羽がヤクザを叩きのめすところを兼一とともに目撃し、その強さに憧れる。その後、兼一が美羽と交換した太陰太極図のバッジを取り合って喧嘩し、兼一に勝ちを譲られたことに深い屈辱を覚え、勝利するための力を求めるようになる。兼一の引っ越しによって彼と別れて以降強くなるために空手、ボクシング、パンクラスなど様々な武術・武道を習っていたが、試合で過剰に相手を打ちのめしてしまうために入門しては破門される日々を送っていた。偶然、緒方が真剣勝負で殺人を犯す瞬間を目の当たりにしたことから教えを乞うことになる。
バッジを交換した思い出の駄菓子屋において兼一と旧友として再会するも、戦いに勝利のみを求める龍斗は戦いを止めようという兼一の申し出を一蹴、圧倒的な力をもってこれを打ち倒す。このときの台詞から、美羽には淡い思いを寄せていると推測される。その後長老直々の修行を受け同じく緊湊レベルに到達した兼一と、ラグナレクと新白連合の最終決戦において再戦する。
基本属性は静のタイプであるが、故意に心のリミッターを外し静と動双方の気を同時に発動させることも可能とし、短時間であれば爆発的な戦闘力を発揮できる。ただし、「静動轟一」と呼ばれるこの技は長時間の使用により精神と肉体が崩壊する危険性があり、それを充分認識していた緒方によって「静動轟一」の実験台とされていたが、被験者である本人にはその事実や危険性は知らされておらず、異常を感じながらも兼一との戦闘を強行した結果、心身の破綻を招いて敗北を喫する。緒方の手により救助され、その場から撤退した。
デスパー島での再登場時には、「静動轟一」の後遺症で体内の気が著しく乱れ、うまく立ち上がることができなくなって車椅子に乗ることとなるが、そんな状態でも静動轟一をコントロールできる気の均衡を練るなど、独自の修行を継続して再び立ち上がる力と静動轟一を30秒間に限りノーリスクで使用する力を得た。また、静動轟一を使用すれば、拳聖の体を蹴り上げるほどの戦闘力を得ることができる。ケンイチと再会して以降は以前のような敵対心は無くなっており、逆にケンイチたちの窮地を救ったり、彼と共闘するようにもなる。
ボリス・イワノフ
声 - 菅原正志
属性：静
異名：潜熱の氷塊（グローラー）
アレクサンドル・ガイダルの弟子で、コマンドサンボの使い手。師をウチーチェリと呼ぶ。17歳。6月12日生まれ。身長175cm、体重70kg。
軍人ではないがそのように教育されており、街中でも迷彩の軍服を着用し、数人の部下を従えて行動する。また、上からの命令は誰であろうと絶対服従、かつ徹底して遂行する。情報戦に優れている様子。
兼一をかばったとはいえ美羽を二回の攻撃で戦闘不能にする程の実力者。"闇"の中では兼一の力を認めている数少ない人間の一人であり、兼一をライバルとして高く評価している。
緒方に嵌められ、梁山泊と知らずに道場破りを敢行。兼一と互角に戦うも水入り、その際エンブレムを兼一に預け、殺してそれを取り返すというYOMI流の決闘法で後日の決着を誓い、梁山泊から撤退した。
その後「ロシアからの留学生」という名目で堂々と本名で荒涼高校に転入、一定期間在籍していた。生真面目な気質と訓練による結果、教師など上位の身分を持つ人物の言動には絶対服従の姿勢をとっているので、教師陣や秋雨からの受けは良く、高校では学級委員に選出された。
ガイダルのロシア議員暗殺計画の際、再び兼一と戦う。師であるガイダルとともに数々のミッションをこなした結果、2度目の兼一との戦いにおいて前回以上の力を示し、叶翔に勝利した兼一を苦戦させ、「弟子は進化して当然」と豪語する。結局この戦いもガイダルが秋雨との戦いで旗色が悪くなり撤退をしたことで決着はつかなかった。しかし、その際ガイダルが最低限の仕事の完遂のため、ロシアの女議員を殺害しようとビルから投げ落とした際、それを身を張って救おうとした兼一の行為に「奴の忠誠心は自分を越えてるのか」と劣等感を植え付けるような結果となった。
臨海学校においては師の命令により部隊を率いて兼一と新白連合に学校関係者まで皆殺しにする作戦を立て、苦悩しながらも兼一と3度目の闘いをするが、命令違反を犯した部下を粛清するため作戦を中止し一時共闘。結果として作戦は完全に失敗するも、本人は安堵していた。その後再度兼一と闘い、自身の命を落としても必ず兼一を殺すという覚悟で闘うことで兼一を苦戦させる。その戦いの最中、ガイダルに教えられた静の極み に目覚める。最後は師の闘いと同じく、互いに決死の覚悟の活人拳と殺人拳の激突となり、今まで使ってこなかったために警戒していなかった兼一の絞め技によって敗北する。1分間気絶していた所をガイダルの通信により目を覚まし、最後の命令として、YOMIの任を解かれ、師弟ではなくなり、ガイダルを捜すことを禁じられる。だが本人は解任された後だから無効であるとして、地の果てまでも捜しに行くつもりでいる。
戦いの後は臨海学校を普通の学生として過ごしてから島山と田中にクラスの取りまとめを頼み、転校の名目で学校を去った。
久遠の落日前にアレクサンドルとディエゴがビッグロッグから抜け出し散歩に出かけた街で師を待ち続け無事再会を果たし、久遠の落日の旨を伝えた。
師弟仲は作中の師弟たちの中でも特に良好に描かれており、ミッションの成功時にアレクサンドルから貰うお祝いの品は宝物として大事に収蔵しているという。
ラデン・ティダード・ジェイハン
声 - 置鮎龍太郎
属性：動
異名：ナガラジャ（蛇の王）
シルクァッド・ジュナザードの弟子で、プンチャック・シラットの使い手。東南アジアの小国ティダード王国の皇太子。師をグルと呼ぶ。17歳。8月15日生まれ。身長176cm、体重66kg。「余は王だからのう」が口癖。
100mを9秒台で走る、転げ落ちながらでも正確に鳩尾を蹴るなどという並外れた運動・反射神経を持っている。勝つためには手段を選ばず、王としてのプライドが高い。だがそれは「王は優れているから特別なのであり、そうでなければただ孤独になる」という考えによるものである。自尊心が強いため高慢な物言いも多々あるが、その地位に見合うだけのずば抜けた才覚を持ち合わせており、武術・政治・商業・語学など幾多の面で存分に発揮されている。
両親がいない。その為、師であるジュナザードを父として尊敬しているが、ティダード王国が彼を中心にまとまり始めたことから、平和を嫌うジュナザードからは邪魔な存在として疎まれることになる。
荒涼高校の林間学校の際、貸切のホテルに兼一と美羽を誘いこみ戦おうとするも兼一達は逃走。その後、雪山で兼一と対戦し、序盤は優勢に戦うも、雪山に裸足の状態で挑む、南国出身のための寒暖の差による影響など少なくない不利や、兼一の言葉、今までに見た空手の技とは異質であり剥き出しの武術と称する技「夫婦手」に心を乱され、さらに美羽を守る時に発揮される兼一の逆境の力に押され苦戦し、敗北しかける。だが残心までしていた兼一の隙を突き、ロープウェイ乗り場から兼一を巻き込んで落下。先に起き上がり失神した兼一に止めを刺そうとするも、苦戦したことで師であるジュナザードに見限られてしまう。師の起こした雪崩から共に逃げようとし兼一の手を、「勝つためにはどんな汚い手でも使うが、情けだけは受けてはならない」という王の誇りから振り切り、結果として彼を助け、雪崩に巻き込まれて消息を絶つ。
実は雪崩に巻き込まれた後も生き延びており街を彷徨い歩くも体力が尽きてしまう。しかし倒れていた飲食店の店主に助けられ初めて自分が見下してきた階層の人々の優しさを感じることとなる。また、助けられた恩返しとして店で働いたことで傲慢であった性格もかなり改善された。ジェイハンの料理の腕前と巧みなマーケンティングの効果で店が繁盛したことで恩を返すことができたと感じた後は隼人に連れられてティダード王国に帰還、ジュナザードの死によって訪れた内乱を治めた。尊敬するジュナザードの遺体を前に涙を流し、自分だけが知る場所にジュナザードを埋葬した。
レイチェル・スタンレイ
声 - 桑島法子
属性：動
異名：カストル
ディエゴ・カーロの弟子で、ルチャドーラ。師をマエストロと呼ぶ。18歳。8月21日生まれ。身長170cm。3サイズB90-W63-H89。
スタイル抜群の美女。かなり目立ちたがりで負けず嫌い、観客の視線を浴びるのが大好きで、他者が自分よりも注目を浴びるのが嫌い。格闘家としての実力のみならずレスラーとしての「魅せる戦い」の素質も相当に高く、観客を盛り上げる演出のためには手段を選ばず、事故に見せかけて自ら胸を見せたり、服を破いたり、連華と共に対決した際に彼女にズボンを下げられ尻を見られても目立つという理由で喜んでいる。全身のバネや瞬発力、柔軟性が高く、スポーツ科学の実験においては、科学者たちを驚かせるほどの身体能力を示した。複雑な施設の内部構造を一度見ただけで覚えるなどIQも高く、日本語を含めた数ヶ国語にも精通している。幼少期はごく普通の少女であったが、何かがきっかけで荒れてしまい、ストリートファイトをしているうちにディエゴと出会ったようである。
師であるディエゴを敬慕しており、その彼の在り方に心から憧れを抱き、時には自らを犠牲にしてまでディエゴのために尽くす。それ故にディエゴ以外の上司からの命令は一切聞く耳を持たない。
「匿名希望（18歳）」を名乗り地下格闘場で戦っていたところ兼一と遭遇し、自分以上に注目を集める兼一に興味を持つ。DオブDには弟のイーサンと共にジェミニのチーム名で出場。DオブDの準決勝で梁山泊チームとの対戦を心待ちにしていたが、乱入してきた叶翔によって棄権を言い渡されたことにより仲間割れ寸前の状態になる。しかしディエゴの「ルチャドールはオーディエンスのいない戦いはしない」という一言であっさり棄権した。その後「アメリカからの留学生」という名目で荒涼高校に転入。
荒涼高校では新体操に所属。美羽に勝るとも劣らない華麗な動きで注目を集めたり、美羽の前で兼一にキスして見せたりするなどの挑発行為を行っている。体育祭においてもほとんどの競技にエントリーして目立とう精神振りをいかんなく発揮している。
ディエゴの敗北後、美雲によって気絶させられ、師が"闇"の乱れを呼んだために軟禁状態にあった。囚われの身であるディエゴを救出するために脱走しようとしたが鍛冶摩により阻止された。
しばらくは砕牙の保護下にあり、廃棄するには惜しい素材とのことからジュナザードの弟子にされる予定だったが、逆鬼により2人の九拳のもとより救出される。その後セロ・ラフマンの保護下に入ったが日本に残留している。
イーサン・スタンレイ
声 - 武田幸史
属性：動
異名：ボルックス
セロ・ラフマンの弟子で、カラリパヤットの使い手。レイチェルの双子の弟。師をグルッカル と呼ぶ。18歳。8月21日生まれ。身長192cm、体重90kg。
屈強な体格を持つ巨漢であるが、姉にはまったく頭が上がらない。師匠からはリング上の敵は全力で瞬殺しろと叩き込まれており、意図的に劇的な試合展開を演出する姉とは対極のスタイル。その体格からは想像も出来ないような柔軟性を誇り、脚力も凄まじいものを持つ。寡黙で姉とさえめったに言葉を交わさず、それゆえ普段は他人のペースに巻き込まれやすい。性格的にも芝居気のない実直な性格であるため、かなりの目立ちたがり屋である姉に苦労させられているが、子供時代に父親の虐待から守ってくれた姉のことを何よりも大事に思っている。。その性格は敵対しているとはいえ兼一にも評価されており、立場がなければ気が合っていたかもしれないと語っている。
DオブD後は姉らと共に「アメリカからの留学生」という名目で荒涼高校に転入、一時期在籍していた。大柄な体格でありながら物静かで礼儀正しいことから、男女問わず親しげにされ、女子からは髪にリボンを飾られていた。体育祭において兼一の全力で投げた砲丸をあっさりとキャッチして40cm前に投げ返すなど、潜在能力の高さをうかがわせる一面も見受けられる。日本語は得意ではないのか、語彙は豊富だが随所に英語や汚い言葉が混じったおかしな丁寧語になっている。一人称は「ミー」。
最強の弟子である兼一に勝利しカラリパヤットの優位性を示すことで、ジュナザードに目をつけられたレイチェルを自分の師の保護下におくため、決死の覚悟で自衛隊の敷地内にて兼一に挑む。隼人の修行により既にヒートアップしていた兼一と互角に闘った上、マルマンを突き、兼一の片腕の自由を奪い無拍子を封じ、ヨーガの応用で呼吸を変化させ流水制空圏を無効化するなど、後一歩の所まで追い詰めるも必殺の隼人直伝技「孤塁抜き」に敗れる。
その後、YOMIとして師にインドで鍛え直されることとなり転校する。学校での生活を日常に溶け込むための修行と考え、そこで得た友も偽りのものとしていたが、クラスメイト達からは好かれており、空港で帰国する際には軽い送別会になり、兼一とも握手を交わした上で日本を去る。
なお、ふたご座の弟神は「ポルックス (Pollux)」と表記されるのが一般的だが、本編中では「ボルックス」表記となっている。
ティーラウィット・コーキン
属性：動
異名：ナラシンハ（獅子王神）
アーガード・ジャム・サイの弟子で、古式ムエタイ（ムエボーラン）の使い手。師をクルー・アーガードと呼ぶ。17歳。5月5日生まれ。身長177cm、体重69kg。
顔に刺青を施した色黒の男。白目の部分が黒く、眼光が鋭い。私服はスーツ姿。他人の目を見つめたり、軽く手合わせをするだけでその人物のプロファイルを行う能力を持つ。常にポーカーフェイスであり、YOMIの中でも特に冷静かつ心理戦に長けている。一目置く者には敬語を使うが武術的に劣る人間に対しては威圧的に接する部分があり、アーガードから咎められている。相手の決め技に対して全て攻撃で迎え撃つ捨て身にして必殺の戦法をアーガードによって授けられている。二本の指で硬貨をへし曲げ、さらにそれを4枚同時にこなすなど強大な指の力を持つ。チェスが趣味のようであり鍛冶摩と頻繁に対戦している。
一時期、「タイからの留学生」という名目で荒涼高校に在籍していた。その際、学園の不良を傘下に加え、空手部を支配下に置き優秀な部員たちにムエタイを仕込み、わずかな日数で攻撃のみに限っていえば地獄のような特訓をしている兼一を驚かせるレベルにまで上達させていることから、ムエタイの指導能力は高い。その部員たちを全員一撃で失神させた兼一に「お前の拳は凶器と化している」と指摘し動揺を誘う。その後、闘いにおいては必殺の技を連発し、倒された空手部員を投げつけ言葉巧みに挑発し、それに乗った兼一の突きに際してあえてガードを解いてわずかに躊躇させた所に膝蹴りを放ち、兼一の命を一度は奪う。兼一が蘇生されたことに少し驚いていたが、それも見越して兼一の武術家としての心を砕くことも目的であった。そのルックスとクールな性格から女子生徒からはモテていた。
沖縄の拠点にて兼一と再戦。前回同様、一撃必殺技で瞬殺しようとするも、停電や携帯の着信音、流水制空圏の第二段階により阻まれる。アパチャイとアーガードが引き分けた後、師への恩を報いるため激発、真向からの死闘を繰り広げる。無拍子、孤塁抜きと兼一の決め技を食らうも、アーガードの教え通り迎え撃ち反撃し痛み分けへと持ち込む。師のためにムエタイ技で決着をつけると言い出した己の予測の範疇を越えた兼一に「完全に理解不能」と投げ掛け、理屈や性質という分析を抜きに直の兼一に触発され、思わず笑みを見せる。最後は互いの信じるもののために命を賭けてぶつかり合い、見切っていた兼一のムエタイ技とは全く異質という絶対なる基本技を受けてあと一歩の所で敗北した。
その後、夏によると師と共にタイへ帰ったという噂である。
作中唯一、兼一を殺害したYOMIであるが、その後息を吹き返したため最強の称号は受け取れなかったようである。
櫛灘 千影（くしなだ ちかげ）
属性：静
異名：神童
櫛灘美雲の弟子で、櫛灘流柔術の使い手。13歳。12月25日生まれ。身長138cm、体重34kg。3サイズB64-W53-H65。
華奢な体格だが、「力」を使わない「技」のみの櫛灘流柔術によって、大柄な体格の男をも軽々と投げ飛ばす。対峙した瞬間に相手の重心の配分を見抜くという恐るべき才能を持った神童。武人のような潔さと戦いの炎に心を燃やされてしまっている眼を持つ。美羽と同じように後ろに立った者を投げ飛ばす反射訓練を受けている。師をお師匠さま、先生、師匠と呼ぶ。
兼一に破れ、ガイダルを探しにロシアに戻ったボリスと入れ替わるようにして学校に登場したが、他校からの転入生としてではなく、4月からの新入生として荒涼高校の生徒となっている。勉学、スポーツなどやることなすことずば抜けた成績を残している天才少女。飛び級で高校に通っている。学校に来ているのは師匠の命令らしく、一般生活への同化という修行の一環でもある。
誰に対しても冷淡な態度しかとらないが、新島に昼食を当てる勝負を挑まれた際に反則で敗れ、新島に昼食を取られたのを見ていた兼一にチョココロネをおごってもらったことを機に本人も意識しない内に兼一と急接近し、普通の子供らしい一面もわずかながら見せており、美羽に危機感を抱かせている（若干、ヤキモチも含まれているが）。構ってくる兼一に対して本人は早く始末したがっているが、順番で揉めているために待機を命じられている。
女性である上に子供という兼一が手を出せない条件が揃っており、唯一使える柔術を使うにしても千影自身がハンデを抜きにしても兼一以上の実力者なため兼一にとっては最悪の相手だが唯一心だけは情緒不安定なため兼一は頻繁に接触することで普通の女の子にしようとしている。
かなりの甘党だが、普段は甘いものを禁止されているため食べられず、兼一たちにファミレスでおごると言われた時には、メニューの片っ端から注文し大量のスイーツを前に錯乱状態に陥った。
その後、本来の目的である兼一との決闘を自分から申し込んでおきながら、新島の作戦であるクラスメイトの誕生日会のケーキに対し子供モード全開でいたため、決闘をすっぽかした。そのため、兼一との戦いを美雲に後回しにされてしまった。それゆえに兼一とイーサンの試合では審判を務め、その決闘中、感情とは無縁だった心に何かが芽生え、その不思議な感覚に気付き戸惑う。また、兼一には一見冷たい態度を取りながらも何だかんだで助けてしまう等、いわゆるツンデレと的な振舞いも見せている。
またもや甘い物の誘惑に勝てず、新白連合と共に縁日へ祭りの屋台目当てで出向くが、その途中で武器組との交流組手のため抜け出しそのまま帰ってこなかった。なお勝負は一瞬で決まっていたようである。勝負後は一層冷たい雰囲気を放っていたが、その数日後、美雲の案により真の武器の技を見るために武器組の仕事に参加し、遭遇した兼一の無茶な行動に冷や汗をかきながらも、彼に対し、「お前は闇の世界に入ってはいけない」という思いを打ち明ける。しかし、逆に兼一に諭されることになり、徐々にではあるがその心に影響が出始めている。
久遠の落日では当初は師の命令の元に八煌断罪刃のYOMIと共闘するも戦いの最中に兼一から受けた影響から最終的には｢武の誇りを守る」為に師の命令に背き、この行動は無手組のYOMIたちが新白連合に付くきっかけを作った。
谷本 夏（たにもと なつ）
声 - 堀川りょう
属性：動
異名：隠者（ハーミット）
元・第六拳豪ハーミット。馬槍月の弟子で、劈掛拳と八極拳の使い手。16歳→17歳。身長176cm。体重70kg。
容姿端麗・頭脳明晰・運動神経抜群という非の打ち所のない青年。戦闘時には緒方の装束を模したダークヒーロー風の黒いコスチュームを身に纏う。
学校では女子生徒から「谷本王子」と呼ばれ、心優しい優等生を演じているが気に入らない相手を前にすると一変し、友情・愛を否定する冷酷な性格を現す。性格はクールだが若干高飛車で、自分よりも弱い武術家を雑魚呼ばわりすることが多くある。しかし、兼一の妹・ほのかなど、弱き者に対しては時折優しさをのぞかせる。今まで妹と二人っきりで生きてきたためか典型的なシスコンで兼一の妹であるほのかに亡き妹の面影を見ており、「なっつん」と呼んで懐いてくる彼女を突き離すことが出来ず、振り回されている。妹の死に際の「負けないで」という言葉から何事においても勝ちにこだわり、そのための努力は決して怠らない。そのため、ほのかに何度もオセロを挑むも、一度も勝てないので肩を揉まされたり、植物園に連れて行かされたりとこき使われている。
6歳まで重病を患った妹・楓と共に孤児院で育つが、一代で巨大コンツェルンを作り上げた養父・谷本に、妹の治療を見返りに跡継ぎとして引き取られる。そんな中、養父が妹を診療していた女医と恋に落ちるが、財産目当てで近づいた女医の手により妹・養父、共に死去（ただし劇中で女医は容疑を否定している）。天涯孤独の身となり莫大な遺産を狙う者達に命を狙われるが、拳聖によって救われ、彼の言葉から武術を学ぶ決心をした。馬槍月に弟子入りし、さらにスリーオブカードの統率力を学ぶためラグナレクに入隊、第六拳豪となる。
兼一とは2度に渡り戦っており、1度目は兼一を圧倒するも2人ともバスから落下し決着がつかず、2度目は虚実を使いこなし兼一を押していたが、兼一の魂が磨り減るほどの努力と20号のナイフの刺し傷による失血で敗北する。兼一との戦いの最中にロキの策略によって立場を悪用され、それを機にラグナレクを脱退。その後、新島によって連合入りの既成事実を作り上げられ、なし崩し的に連合の一員と見なされるようになる。連合のメンバーに対しては馴れ合いを口では否定するものの、兼一との闘いや隼人とのやり取りで思うところがあったのか、彼らの危機に数的不利を承知で駆けつけるなど、微妙な変化が見られている。
叶翔とは兼一と出会う前からの仲であり、師の馬槍月にお互い修行をすっぽかされたことをきっかけに度々会うようになった。
新白連合加入後は以前のような性格はなりを潜め、荒涼高校の生徒からは「兼一の親友」として認知されている。言行は淡々としているが性根が暴力的なところは変わっておらずプライバシーを侵害する新島にたびたび暴威を振るっている。兼一との対決以降は行方不明の師の馬槍月を探していたが、DオブDの舞台であるデスパー島にて再会を果たし、師弟関係が復活。その際、授けられた必殺技「兇叉」は達人級の相手にさえ有効なダメージを与え得る威力を誇る。
YOMIの座を賭けて趙円臣と死合いし、勝利したことで名実共にYOMIの一員となる。以降はケンイチ達と敵対するようになるが、後の久遠の落日ではYOMIが新白連合に付くといった行動を見せたために自身も再びケンイチ達と共に戦う。

###### 構成員
本編で名称の明らかになっているもののみ列挙。
李 雷薙（り らいち）
声 - 野水伊織
異名：スパーク
李天門の娘であり弟子で、地躺拳（及びそれに属する酔八仙拳）の使い手。語尾に「〜の」と付ける。都会の地面を転げ回るためのプロテクターを肢体と頭に装着している。
本質は自然を愛する心優しい少女だが、家族のために非情に徹して兼一を狙う。プロテクター装着前と装着後では大きく性格や口調が変化する。キサラと響の二人を倒すほどの実力者だが、兼一の信念と優しさの前に戦意を維持できずに敗れ、父と共に姿を消す。DオブD以降の船上パーティーで再登場し、共同の目的のため、兼一、美羽と共に共闘する。兼一に好意を抱いているようである。
勢多 昇哉（せた こうや）
本郷晶の弟子で、空手の使い手。叶翔の親衛隊を自称する叶翔の弟弟子。色白で総髪。柱を粉砕するほどの剛腕を誇る。デスパー島で叶翔が美羽の誘拐を目論んだ際、それを追ってきた兼一の始末を命じられる。兼一の試合でのダメージもあって勝利を掴みかけたが、割って入った龍斗により倒された。
その後、暗鶚の里で翔の仇討ちとして兼一に襲い掛かり首を掴むところまで追い詰めたがまたも敗北。敗北の責任として芳養美と共に自害しようとするが本郷に止められ、さらなる修行を課せられる。
芳養美 樹馬（はやみ なうま）
本郷晶の弟子で、空手の使い手。叶翔の親衛隊を自称する叶翔の弟弟子。色黒で長髪。蹴り技を主体としている。勢多と同じくデスパー島で龍斗に倒される。
その後、暗鶚の里で翔の仇討ちとして美羽に襲い掛かる。美羽の攻撃を受けながらもごり押し、蹴りをクリーンヒットさせるが、奮起した兼一の不意打ちにより敗北。敗北の責任として勢多と共に自害しようとするが本郷に止められ、さらなる修行を課せられる。
趙 円臣（ちょう えんしん）
異名：純龍
魯慈正の弟子で、中国拳法である劈掛拳と八極拳の使い手。師を老師と呼ぶ。
白いフードを被り長髪を結った中華服の青年。仮のYOMIとして在籍しているが、最強の10人である一影九拳となることを目指し、その唯一の道であるYOMIであり続けるため、槍月の弟子になり正式なYOMIとなるべく夏との死合いを望む。勝利か死か、という"闇"の掟に徹底した拳法家で八極拳の捨て身とも言える暗勁の数々で一度は谷本夏の意識を失わせ、全てにおいて実力が上ということを見せつけるも「戦ってきた拳士の多様性」、すなわち兼一らとの戦歴がそれを上回られ、自身の捨て身の隙を突かれ敗北。敗戦後はYOMIの座から降ろされた。
吉川 将吾（きっかわ しょうご）
声 - 中田譲治
属性：動
異名：バーサーカー
緒方一神斎の弟子。特定の武術をしていない無型。17歳。11月5日生まれ。身長182cm、体重80kg。
何よりも退屈を嫌悪し、闘争から生まれる興奮とスリルを生き甲斐とする。特に誰の指導も受けたことはなく、純粋な我流であり武術に関しては全くの素人だが、生まれ持った最強の肉体と類稀な格闘の才能、そしてここ一番の勝負強さを併せ持つ天才。その天賦の才のみで多くの武術家を蹂躙してきた実績を持ち、傲岸不遜とも言える矜持の持ち主。典型的な"動"タイプの格闘家で、リミッターが解除されるとバーサーカーのあだ名の所以たる「バーサクモード」と呼ばれる戦闘態勢が発動、とてつもない怪力を発揮して攻撃力が増大する。その際、アドレナリンの大量分泌によって痛覚が麻痺するため、打撃に対する耐久力も強化される。
元々は無敵の喧嘩屋として名を馳せたストリートファイターだったが、自分をはるかに上回る龍斗の実力を直感で感じ取り、戦わずして敗北感を味わった。以後、龍斗の側近のような存在となりラグナレクを結成。
対谷本夏戦では予測困難な変幻自在の動きで彼を圧倒する。だが未完成な我流ゆえ荒削りで隙も多く、修行で才能を上回る努力をし実力を増した夏によって倒され、初めて敗北の味を喫した。
ラグナレク解散の後に緒方の人材育成プログラムの一つ、武闘派集団「ラグナレク」からYOMIとして"闇"に加盟する。
新白連合との決戦では対戦相手に兼一を選ぶが、兼一の感情が美羽へ、更に緒方へと移ったことで傍観者に徹する。その後、田中が敗れた後は、"闇"を脱退した龍斗に餞別の言葉を言い残し、緒方と共に去った。久遠の落日では手を出さずに傍観に徹していたが、YOMIが新白連合に付いた事をきっかけに自身も反旗を翻す。
小頃音 リミ（こころね リミ）
属性：動・静
異名：アタランテー
緒方一神斎の弟子で、緒方流古武術の使い手。一人称は「リミ」。タメ口の場合には「やんよ」や「だお」などネットスラングを使う。17歳。2月14日生まれ。身長160cm。3サイズB85-W56-H83。
スピードの特化修練を受けたゴスロリファッションの少女。緒方の人材育成プログラムの一つ、武闘派集団「ティターン」のリーダーであり、少し前に正式にYOMIに抜擢された。
かつて元ティターンのリーダー、クロノスとの戦いで疲弊していたところをティターンの残党に襲われるが、リミの才能を惜しんだ龍斗に救出された。以来、龍斗には尊敬と恋慕の情を抱いており、強者を好む龍斗に愛される為に最強の女になりたいと願う。直感が鋭く、格闘の素質は緒方をして「数万人に一人」と言わしめる。翔や美羽に匹敵する程の敏捷性・瞬発力を誇るが、緒方の特化修練の一環としてスピードのみを鍛えられたため、スピードを除く能力は未熟。履いている金製の厚底パンプスを脱ぐことは本気を意味する。言動には幼い少女らしい仕草を見せるが、思考は風変わりであり、自分より技量が劣っていると知るや誰であろうと格下と決め込んだり、素直さの度が過ぎて語るに落ちてしまうこともしばしばある。
表の顔はネットアイドルをしており自分の写真と共にブログを更新しているが、やはり語るに落ちてしまう為にブログにYOMIの行動まで書き込んでしまっており（人名はイニシャルとはいえ）、新白連合などに筒抜けである。彼女のファンである松井曰く｢ネットアイドル界の妖精」で人気も高い様子。
龍斗同様に動の気を修め、さらに静の気も発動可能なハイブリッドタイプ。美羽を上回る程の実力を手に入れたが、同じく動の気を開放した美羽に圧倒され、静動轟一に手を出して酷使した末に肉体が限界を超え、龍斗の腕の中で力尽きる。決着後、龍斗と共に"闇"を脱退した。
暁 飛鳥（あかつき あすか）
属性：静
異名：ルグ/極支の男（サブミッションマン）
緒方一神斎の弟子で、緒方流古武術の使い手。極め技の特化修練を受けた極支の使い手。盲目。17歳。7月26日生まれ。身長174cm、体重65kg。
緒方の人材育成プログラムの一つ、武闘派集団「マビノギオン」からYOMIとして取り立てられた。極支の男はチームにいたころの異名。
盲目であるが故に、視覚以外の感覚及び練り上げた気が研ぎ澄まされた結果、達人がある程度察知できる、筋肉が動く際の微弱な電流=気の発生源を察知する感覚を早くに習得し、気の運用に関してはYOMIで最も達人に近い領域に到達し得るとされている。優れた気の察知によって、相手の動きはおろか、精神をも読み取ることができる。
生まれつき盲目の彼は呼吸音や心臓音だけで人の寿命も大体言い当てるという。
武田と相打つ事になり、当初は彼を圧倒していたが、自力で静の気を開放した武田に敗れた。

### 武器組

#### 八煌断罪刃（はちおうだんざいば）
世戯 煌臥之助（よぎ おうがのすけ）
異名：二天閻羅王
武器組の長である八煌断罪刃頭領で、二刀流剣術の達人。身長2m余り、体重100kg超。一人称は「我」。
武術の世界において無敵超人である風林寺隼人と並び称されており、隼人が苦戦すると言われる数少ない武人の一人として知られている。その気は島一つを覆いつくす程に強大で、「大自然の気そのもの」と評されるほどに極まっている。また、重大な戦局においても急激な脱力が可能な"超人"の域に達している。
來濠を水先人として隼人を自身のいる島へと呼び寄せて交戦し、隼人と島の地形を変える程の互角の激戦を繰り広げ、彼の動きを数週間に渡って封じ込めるが、最終的にはいくつかの要因が重なったことで逃げられる。
來濠 征太郎（らいごう せいたろう）
属性：静
異名：不動の武士
小太刀術の達人で、サングラスを着用した厳格な仕事人。40歳。2月10日生まれ。身長183cm、体重89kg。
小太刀術の一環として体術にも長けており、また無手の長所を使い熟し、変装等の忍術と多彩な武芸に長ける他、殺人拳や活人拳両方の気を有する。また、海面を駆け抜ける脚力を持ち、その実力は隼人からも一目置かれている。
赤羽刀の強奪に参加して目的の刀を強奪し、帰る最中に完璧に気を隠し潜んでいた隼人を察知したことで応戦したが、己の小太刀と赤羽刀を犠牲にしてしまい、結局は気絶した仲間を連れて離脱する。その後、砕牙からの依頼でビッグロックに幽閉されているディエゴとガイダルに八煌断罪刃の集結を伝え、ビッグロックからの脱出を促す。
老人に変装して隼人を煌臥之助のいる島に誘き寄せた後は無手組の一影九拳と合流し、2000トンの金塊を積んだタンカーを他の八煌断罪刃と共に護衛する。
久遠の落日では、活人拳の気を用いて美雲との合わせ技を披露し、梁山泊との戦いを有利に運ぶが、計画が失敗した後は他の八煌断罪刃と共に撤退する。
ミハイ・シュティルベイ
属性：動
異名：死神と踊る武王
大鎌使い。29歳。11月10日生まれ。身長200cm、体重108kg。
しぐれの父が作製した刃で最も多くの人間を殺してきており、また使いにくい大鎌を使い続けるのは色々な武器を使う中で命の刈る死神の鎌に快楽を見出して大鎌を使い続けているといった理由からきている。避けるのが面倒という理由でしぐれの父が制作した防弾仕様のスーツと鎖帷子を着込んでいる。作中では描写は無いが、異名の死神繋がりでアパチャイとは過去に対戦済みである。
久遠の落日では、兼一と鍛冶摩の弟子同士の決闘に水を差し、あまつさえ兼一を手に掛けようとしたために本郷に制止され、直後に互いの主義の不一致から本郷と仲違いし、その場で決闘を行うが、呆気無く瞬殺されて基地の壁を突き破りながら吹き飛ばされた。
本郷に倒された後も意識を取り戻して再び参戦し、本郷との再度の対決を恐れ、ルートを変える形で進入し、穿彗の命令で砕牙に襲い掛かるが、直後に「心刃合練斬」を発動させたしぐれによって敗北した。
立華 凛（たちばな りん）
属性：静
異名：百本武芸
あらゆる武器を使いこなす香坂流武器術の達人で、香坂八郎兵衛の弟子であり、しぐれの兄弟子でもある。36歳。4月6日生まれ。身長198cm、体重98kg。
全身を甲冑や兜で覆っており、十文字槍や金砕棒などの多くの長柄武器を背の筒に携持する。
断罪刃のメンバーの中でも比較的情に深く、盲目の異母妹である紀堂貴宵を大事に思って時々電話をしていたり、武人でもない人間を平然と手にかけるミハイを快く思っていない。また、敵対する立場であっても妹弟子であるしぐれが捕虜として拘束されていたのを気に掛けていたが、自身に想いを寄せている羅姫には嫉妬されていた。
久遠の落日では、他のメンバーと共に真刃合練斬を発動させて戦うが、逆鬼に奇襲を仕掛けたところでアパチャイの攻撃を受けて失敗する。その後も秋雨等と戦闘を継続していたが、久遠の落日は完全に失敗に終わり、拘束されていた羅姫とミルドレッドの二人を解放し、その時に秋雨にしぐれへの伝言として「いずれまた相見えん」と告げて彼女達と共に撤退する。
マーマデューク・ブラウン
属性：静
異名：装甲武帝
戦斧使い。9月20日生まれ。身長199cm（鎧込み）、体重230kg（鎧込み）。
中身は豊満なスタイルの女性であるものの、普段は盾とプレートアーマーを装備した全身甲冑という格好で中身を隠している。
海上保安庁との戦いでは、重装の状態で海面を駆けながら、M16バルカンの掃射を真っ向から防ぎ切り、単独で巡視船を制圧した。
久遠の落日では、同僚の女性断罪刃達を守る為に主に剣星と戦い、複数戦によって戦いを有利に運ぶが、セロ達の寝返りによって形成が逆転され、更には逆鬼の「不動砂塵爆」を受けた事で震動した胸揺れ音により女性である事を剣星に気付かれてしまう。その後、付き纏う彼に応戦するも鎧を奪取されてしまい、結局は裸体を晒された状態で最終決戦まで戦い続ける事になる。久遠の落日が失敗した後は他の八煌断罪刃と共に撤退する。
ミルドレッド・ローレンス
属性：動
属性：重瞳武弓
洋弓使いで、重瞳弓技（ダブルピューピルボウ）の使い手。26歳。10月10日生まれ。身長170cm、体重66kg。3サイズB91-W64-H90。
筋肉質で、ビキニアーマーに身を包んでおり、一つの眼に瞳孔が二つある。比渦状に矢を番えることによりメインローターを射抜く程の威力を矢に持たせることができ、如何なる乱戦であろうと敵だけを射抜く正確無比の剛弓を放つ。
海上保安庁との戦いでは、二射にてヘリコプターと巡視船を破壊した。
久遠の落日では、真っ先に攻撃を仕掛けるが、矢はあっさり回避され、剣星に衣服を奪われた上に弓を破壊されてしまう。その後、新たな弓を調達し、戦場を矢で覆い尽くすことで地の利を得て、遠距離からの援護に努めるが、陽炎によって地面の矢を全て破壊された上にセロ達が寝返ったことで形勢が逆転され、最終的には剣星によって弓とわずかに残っていた衣服を利用した緊縛術によって拘束される。その後は拘束された状態から弓を弾いて剣星に一矢報いるも失敗し、最終的には立花に拘束を解かれて共に撤退した。
保科乃 羅姫（ほしなの らき）
属性：動
異名：恍惚武姫
薙刀使いで、和装の女性。25歳。7月15日生まれ。身長166cm。3サイズB85-W53-H84。
八煌断罪刃の中に想い人がおり、作中の言動から相手は立華凛であることが窺えるが、その為に立華が捕虜となったしぐれを気にかけていた際はしぐれに嫉妬心を抱いているような描写がある。
久遠の落日では美雲と共に久賀舘弾祁や紀伊陽炎と戦うが、立花がアパチャイの攻撃を受けた時に動揺したことで真刃合練斬が乱れてしまい、その一瞬の隙を突かれて剣星に衣服を剥がされ、そのまま拘束されてしまう。その後、立花に拘束を解かれ、共に撤退した。
エーデルトラフト・フォン・シラー
属性：静
異名：偃武の執行人
斬首刀使い。35歳。11月10日生まれ。身長180cm、体重85kg。
ウェーブがかった長髪で、物静かな紳士風である。主に詩的な台詞しか喋らないために意思疎通が困難で、緒方や秋雨を困惑させる。普段はほぼ無表情であるが、激昂すると表情や動きが豹変する。
久遠の落日では秋雨ですら回避しきれない程の剣捌きを披露した。その後、剣星を追い詰め、槍月に剣星を殺すように促すが、久遠の落日に乗り気ではなかった槍月によって逆に瓢箪で殴打された。その後も戦闘を継続していたが、久遠の落日が完全に失敗したことで剣を収めて撤退した。

#### 黒近衛三本槍（くろこのえさんぼんやり）
3人のみで構成された武器組直下の部隊。沖縄の在日米軍基地内部に位置する高級リゾート風の"闇"のアジトを任されている。それぞれ和・洋・中と三種類の槍を用いる。
中央の槍
槍術の達人。右眼に大きな傷跡がある隻眼の東洋人で髪を括り、中国服を着用している。
三本槍最強の槍使いであり、梁山泊の達人2人を一度に相手にする気だったという腕に覚えがある自信過剰な性格をしている。他2名と比べて一般的な体型の男で素手の武術を蔑んでいる。槍を手の延長部として自在に扱うことが出来、武器を己の身体の一部とする真の武器使いであり、先を結んだ糸の糸先を切らずに槍で解くという神業級の槍捌きを修得している。
沖縄拠点に攻めてきた梁山泊の面々を前にしても一歩も退かず、逆に挑発し逆鬼を引き寄せて交戦する。逆鬼さえも反応できないほどの早業、大理石の柱に円形の風穴を空ける、矛先の風圧で鎌風を発生させる、など数々の絶技を以ってして逆鬼を上回る繊細な技術力を証明して見せるが、槍の赤房が毟り取られるいることに気がつかなかったなど実際にどちらが上かは不明である。隙の大きい構えに乗せられた形で渾身の突きを腹部に見舞うが逆鬼は内臓上げによって内臓を防御していたため、器官破壊の致命傷には至らず、攻めに転じた顔面への正拳突きで敗北する。
東の槍
甲冑を装備し烏帽子型兜を被った槍術の達人。巨漢。能面を掛けている。
世が生み出した槍術という技術を時の流れとともに腐敗させることを愚の骨頂と主張し、平和を踏み躙ってまで闘争を追及する苛烈な戦闘狂。その大口に比例する実力の持ち主で剛腕から繰り出される攻撃の破壊力は一級品。秋雨に匹敵する腕力を誇り、身に纏う甲冑は"闇"の甲冑師特製の代物で銃弾さえ通さない。
沖縄拠点を攻めてきた梁山泊の剣星と戦うはずだったが、共に居たイザヨイが女性だったため剣星が対戦相手変更を強引に進めた結果、秋雨と相打つ。激烈な槍捌きで周囲を紙細工の如く破砕して見せるが、標的の秋雨にはまったくダメージを与えられず、自慢の甲冑の防御力を無視する振動を利用した当て身技で左腕を破壊され、さらに頭部にも受け、脳震盪により卒倒し敗北。
西の槍
プレートアーマーで全身を覆った達人級のランス使い。巨漢。
大型のランスに大盾と西洋剣を装備したナイトを名乗る果敢な男。無手を嘲笑う性格ながら騎士道を遵守する誇り高い一面も併せ持つ。使用するランスは"闇"の刀匠によって製作された業物。巨大な体躯の軍馬を従えており同じく重装備である自身を騎馬させて高速で駆けるなど相当の名馬であることが推測させる。
梁山泊が拠点に侵入する途中、「武器を持たない者は後回しでも危険はない」と判断し、武器使いであるしぐれを襲撃、一騎討ちで勝負する。ランスと細槍の強度差、大型の軍馬とバイクの高低差、鎧と軽装備など数々の有利を活かし、飛び武器にも臆せずしぐれの鎖帷子を破壊した。しかし、しぐれの竹の柄を利用した槍技にランスの先端を切断され、「千枚鎧通し」を回避するためにランスを手元から離した結果、双方落馬。一騎討ちの作法として剣で決着をつけることになるが、剣ではしぐれには及ばないことを悟り、一合も交えずに潔く敗北を認め、敗者の証として剣を差し出した。

#### 構成員
紀伊 陽炎（きい かげろう）
属性：静
異名：鍔鳴りの紀伊陽炎
居合術の達人。享年35歳。11月19日生まれ。身長200cm、体重90kg。
雲丹のような頭髪に日本刀を背負った長身の男。愛称はニョニョたん。口癖は「にょ〜」、「ムホホ」など個性的な喋り方をする。しぐれをして「勝てないかも」と言わしめる実力者であり、一影九拳の櫛灘美雲とも対等以上に渡り合える。友と呼べる者を「剣技の進歩のため」と託けて斬殺する生粋の人斬り。その武器と身体的な長さ故か広範囲の制空圏を持つ。独自の価値観で生きる奇人で、集団で行動する時には自分を刺激しないよう自身の取扱説明書を周囲の人間に配布する。女性に興味がなく顔を覚えない。刀との相性を重要視する性格故か愛刀の刹那丸を武器ではなく恋人として扱う。両腕を前に出した構えからの音速を超越した速さでの居合いを得意としており、抜刀、斬撃、納刀、どの瞬間も並の武術家には視認することすら出来ない。納刀時に出る鍔鳴りの音が聞こえた時には、相手自身も気付かぬ内に既に斬られている。近付くものを自動で居合い斬る機能を備えるため、本人さえも無意識の内に近付いた者を斬ってしまうことも多い。右腕の肘関節が異常に柔らかく、背後に対してすら前方と全く同じ速さで居合いを放つことができる。
十数年前、しぐれの父の制作による人斬り包丁「刹那丸」を入手した際、幼少時のしぐれの友達であった燕を斬り殺し、さらにしぐれ自身の体で試し斬りをしようとしたことがあり、しぐれとは長年にわたる因縁がある。刹那丸の写真でしぐれをおびき出し、「刃金の真実」を奪い取ろうとする。当初は本気になったしぐれに対し押し気味で闘い、さらに彼女が兼一を守っていたことにより多少の裂傷を負わせるも、闘忠丸を弾き飛ばしたことで逆鱗に触れ、最後はより刀と一つになれた彼女に敗れ、刹那丸はしぐれに没収される。
しぐれに敗れ刹那丸が手元から離れた後は、並の刀では彼の技に耐え切れず損壊してしまうため自信を無くし庵に引きこもっていた。そこに千影に真の武器の技を見せようと訪ねて来た美雲から名刀を効率よく探す方法、すなわち赤羽刀の窃盗をけしかけられ、各地で行われていた赤羽刀の盗難行為に参加し、目的の物がある展示用の城でしぐれと鉢合わせする。武器組が選りすぐった多くの闇人が欲している一振りが手に入ったにもかかわらず「フィーリングが合わない」とあっさり放り出した。しぐれにより「人を殺さない」と誓った上で「父の作った業物を一つもらう」という条件を提案され梁山泊に加勢、兼一の危機を救助する。赤羽刀事件から翌日、しぐれから約束通り業物を貰うが、しぐれは陽炎に刀を渡すのは危険だと考えたため、しぐれの父が作ったとされる鍬「刹那鍬」を渡される。当てが外れたかと思いきや、この鍬自体がしぐれが選定した「フィーリングの合う業物」であったため、新たに「大地を居合い斬る」という真理を見い出し本人は満足している（もっとも、刹那丸との相性の良さはしぐれも認めるほどで、後の更生次第では刹那丸を譲ってもよいとも考えている）。
鍬を得てからは地を耕して野菜を作りながら自給自足の生活を続け、しぐれ達ともある程度の交流を持っている。その生活の中で生命の尊さを知ったことで活人拳に目覚め、最早償いは叶わないと悟りながらも、久遠の落日では梁山泊側の達人として参戦。幾多の致命的な攻撃をその身に受けながらも、活人拳と殺人拳の誇りのために立ち上がり、秋雨の命すらも救ってみせるが、最期は美雲によって殺害された。だが、誇りを胸に散ったその姿は、梁山泊の達人達の怒りと奮起を呼び覚ました。
鎖鎌術の達人
髪を三つ編みにしている鎖鎌術の達人。
使用している鎖鎌は相当の業物。紀伊陽炎に呼び出されたしぐれの刀を奪うための先兵として宿屋の温泉に入浴中に襲撃、このとき部下を二人連れさらにしぐれの武器が手元に無いところ襲った（しぐれは刀を木の上に忍ばせていた）。実力は最初はしぐれと互角に渡り合ったほどで、しぐれ曰く「そこそこ強い」。しぐれの隙をついた攻防によって敗北。
斧使いの鎧騎士
プレートアーマーで全身を覆った達人級の斧使い。巨漢。赤羽刀を狙った武器組のリーダー格。
逆鬼を相手にせめぎ合う剛腕の持ち主。陽炎との戦いでも常に赤羽刀を持つ兼一を攻撃可能距離に収めながら戦うなどかなりの実力を持つ。
全身を覆う鎧の他に動作上の関係でどうしても隙間が開いてしまう箇所には特殊防刃素材の防刃ベストを装備している。各地で赤羽刀の盗難行為を行っており、実戦用に適した物を二本奪い去っている。寝返った陽炎を追い詰め殺そうとするが、兼一から赤羽刀を受け取った彼により敗北。
美雲が逆鬼としぐれを引きつけている間に、気絶している下記の二人を連れて戦線離脱する。
りゅうの字
件派一刀流に属する達人級の剣術家。段位は八段目（指南免状）を体得している。
赤羽刀の盗難行為に参加していた。フードとマスクで顔半分を覆い、両頬に傷がある。奪取に潜入した城中で逆鬼と交戦。当初は善戦していたが、本気になった逆鬼の闘気を前に防戦一方となり、最後は日本刀を白刃取り状態からへし折られ、脇腹への三日月蹴りで敗北。気絶してなお、己の武器である日本刀は離さなかった。美雲と上記の斧使いに救助されその場から退いた。
グルカ兵の女
達人級のグルカ兵。ククリ刀を二本使用する二刀剣法の使い手。鞘の部分に差し込まれたハンドルグリップの投げナイフも使用する。ソフトフェルトハットを被り、ローライズを好む。
赤羽刀の盗難行為に参加していた。武器が一本となってもしぐれと渡り合う実力者だが武器に頼り過ぎる節があり、しぐれの剣身一体の技の前に敗れ去る。美雲と上記の斧使いに救助されその場から退いた。
蛮刀使い
ドレッドロックスのヘアスタイルをした達人級の蛮刀使い。アンダカの師。
褐色肌の顔に刺青を彫っており、筋骨隆々の巨躯に髑髏尽くしのパンクファッションを好んでいる。瞳孔と虹彩がない。一影九拳のアーガードとは知り合いであり、彼の主義や思想とは反りが合わない。口癖は「とりあえず斬っとくか」。
戦力補強のために久賀舘弾祁を引き受ける武器組からの使いとして参戦し、救出に追ってきた兼一を圧倒的な力で捻じ伏せた上で弾祁と共に拉致する。その後、兼一を梁山泊の弟子だと知り、弟子のアンダカと戦わせるが敗北してしまう。そのため躍起になって二人を部下に命じて処分させようとするが、演技から解き放たれた弾祁にはまったく敵わず部下もろとも半殺しにされた。
その後は弾祁に倒された時の負傷を負いながらも沖縄の拠点で侵入者に対する警備員として滞在し、上階に向かおうとする美羽を斬り殺そうとするも取り逃してしまう。苛立ちながら決着後のアーガードや兼一らの元に姿を現し、動けないアーガードに対して強気になり、先日の報復として兼一を殺害しようとするが、彼を守ろうとする執念で甦ったアパチャイと交戦し一瞬で殴り飛ばされ敗北。瀕死の状態ながらなんとか生存している様子。
兼一や美羽の素早さに不意を突かれている他、気当たりも逆鬼に遥かに及ばないなど、達人級の中にあってはその実力は高いものではない。
イザヨイ
異名：狂剣のイザヨイ
太刀を携えた剣術の達人で、ツーテールと姫カットが特徴である女性。人は全力で斬る主義で、邪魔という理由で鞘を捨てており、人を斬ることに狂喜乱舞している。また、気の殺し方が優雅で、"闇"でも名が通る程の人斬りとして知られている。
沖縄の拠点に攻めてきた梁山泊の秋雨と一戦交えるつもりだったが、自身が女性であることを知った上で秋雨に相手を替わってほしいと熱望した剣星によって一戦を止められ、最終的には強引な押しと片腕を一時使用不能にする気合を見せたために片腕しか使えない剣星と対戦する。剣星を一方的に攻めるが、逃げの一手しか取らない剣星に失望して呼び方を格下げしたことで反撃に移られ、衣類を剥ぎ取られる。人斬りとなった時に女としての自分を捨てているために全く気にもかけず敢えて衣類を取り払うが、そのことが剣星の活人拳士としての使命に火を点けるといったきっかけを作り、自身を真人間に戻そうと試みる彼に諭される。その言葉に恋心に近い感情を抱くが、同時に秋雨が拠点のデータベースに不正アクセスして対策システムが作動したことで全ての電源が停止して戦地は暗闇となってしまい、剣星の姿が見えなくなったことで「死に逝く姿を見ずに済む」という今までの自分らしからぬ心理に斬撃の決心が鈍り、邪念を捨てた剣星の純粋なる掌打の前に敗北し、その刹那に剣星との遅すぎた出会いを嘆きながら気絶した。
石田 せいじ（いしだ せいじ））
武器組の僧兵集団の首領。達人にして政治家にして僧侶。五鈷杵を武器とする達人級の使い手。五鈷杵を2つ繋げることでグリップの両方から刃が伸張するという収納式の特殊な武器を使用する。
表向きは"闇"排斥派の中核を担う国会議員だが、裏には"闇"の内通者というもう一つの顔を持つ。由緒ある僧侶の一族の生まれで代々武術を修めた政治家を輩出している。戦闘に際してはフォルトナの比ではないほどの気当たりを放つ達人だが、平時はそれを完全に隠してただの国会議員として振舞っており、自ら本性を明らかにするまで新白連合のメンバーは疎か、美羽や千影、更に言えば達人以上の危機察知能力を持つあの新島のアンテナでさえ見抜けず、さらに馬脚を露わにした前後で外見上の印象などがまるで違うことから擬装の巧者であることも窺える。
反"闇"分子を焙り出すために、武器組の黒近衛三本槍と無手組のアーガード・ジャム・サイを動かしていた黒幕であり、沖縄の一件から梁山泊を解散に追い込もうと暗躍する。その策謀は成功を収め、梁山泊を一時解散せざるを得ない状況にまで陥れた。その後、"闇"排斥派の本巻と情報入りディスクを処理するために避難地の山荘で部下の僧兵達にあたかも人質に取られたかのように装う。新島が持つ"闇"のデータが記録されたUSBメモリが最後の電子媒体だと裏付けると、本性を剥き出しにしてUSBメモリを粉々に破壊する。新白連合の全員を相手に歯牙にも掛けないほどの圧倒的な強さを発揮するが、その非道なやり口から兼一に秘かに随伴していた逆鬼の怒りを買い、兼一達のための稽古台とされた上で秒殺され、警察に逮捕される。
その後はあっさり復帰し、日本政府として一影九拳を正式に招待することで、梁山泊を一影九拳の許に引き付け、八煌断罪刃から遠ざける陽動作戦を行った。
ペングルサンカン
ジュナザードの弟子で、妙手の武器使い。師と違い武器組に所属している。数多の武器をその身に帯びた人間離れした大男。
あらゆる修行に耐え抜いたが、その代償に言語能力を失い、人間と見ると即座に襲い掛かる怪物へと成り果ててしまった。
美羽と兼一を相手に苦戦させるも、記憶を取り戻した美羽と兼一の連携により敗れた。
おまけ漫画ではジュナザードとの良好な師弟関係が示唆されており、ジュナザードだけは彼と会話できる事が判明している。
シェルマン・カミュー
異名：フランキスカ・フリークス
達人級のフランキスカ使い。フランス出身。短髪に眼鏡をかけた男。
フランキスカをバウンドさせて軌道を変化させる変則的な高速の投擲術と擲ったフランキスカを瞬時に回収する体捌きとスピードを武器とする。序盤は秋雨を相手に優位に立ち回るが、次第にその投擲に慣れられ武器を掴み取られた上に人間手鞠にされて敗北。
セドリック・カスケン
異名：スクラマサクス・マスター
達人級のスクラマサクス使い。イギリス出身。戦士のような風体の老人。
シェルマンよりも格上であり、速さと2本のスクラマサクスを武器に逆鬼を苦戦せしめるが圧倒的な力の差で敗れる。
オルタル・シン
ジャマダハルやチャクラムを使用する達人級の使い手。インド出身。スーツを着用した褐色肌の男。
暗殺依頼されたターゲットの内の1人である少女が、無手組が受けた依頼の救助対象となっており、現場でイーサンと対立するが、大物は全て始末したとの理由で彼らを見逃した。
久遠の落日では武器組の援護として新白連合その他相手に陳宗岳と共に戦うが、武田や連華に敗れる。
陳 宗岳（ちん そうがく）
禿頭に長い眉毛と髭を蓄えた達人級の僧兵。月牙鏟の使い手。中国出身。
久遠の落日では武器組の援護としてオルタル･シンと共に戦うが、夏や龍斗、バーサーカーの三人に敗れる。

#### YOMI（ヨミ）

##### 幹部
伊藤 雹護（いとう ひょうご）
属性：静
來濠征太郎の弟子で、小太刀術の使い手。17歳。8月1日生まれ。身長167cm。体重68kg。見た目と同様にフランクな物腰をしているが、実力は確かである。
狭山 結（さやま ゆい）
属性：静
來濠征太郎の弟子で、小太刀術の使い手。16歳。5月15日生まれ。身長160cm。体重47kg。3サイズB81-W60-H80。制服姿をしており、常に無表情ではあるが、事ある毎に驚きの顔を見せたい、時には動揺するなどのシュールな面も見せる。
ジグマリゲン
ミハイ・シュティルベイの弟子で、大鎌使い。無手組のYOMIを良く思っていなかったが、久遠の落日では千影の実力を認めているような発言をしている。
エーデルトラフトの弟子
エーデルトラフト・フォン・シラーの弟子で、斬首刀使い。師と似通ったビジュアルの青年。作者曰く常人には理解出来ない師匠の詩的な会話を完璧に理解しているらしい。

### 暗鶚衆（くれみさごしゅう）
叶 翔（かのう しょう）
幼少時に暗鶚衆より"闇"に売られた。

風林寺 静羽（ふうりんじ しずは）
暗鶚衆の象徴的存在。

穿彗（せんずい）
暗鶚衆の長。

## DオブD関係者
K隊長
某国の特殊部隊精鋭「ブラックフォース」チームの隊長。二つ名は「ファイヤーワイヤー」。ブレードワイヤーという細い鋭利なワイヤーを張り巡らせ、相手の動きを封じた上での戦法を用いる殺しのプロフェッショナル。二つ名通りまるで原型を留めない炎のようなワイヤー捌きを駆使する。
久賀舘要との対戦にて敗北、かつ自害を阻止され憤慨するも、ディエゴに「敗者は勝者に従え」との言葉を受けて項垂れた。
J隊員
「ブラックフォース」チームの先鋒。タフネスで怒りで痛みを忘れるタイプ。ボクシングが得意。
水沼と対戦するが、実力差があるにもかかわらず嬲りものにしたため、新白連合チームの怒りを買い、武田の「ジャイアントネコガエルパンチ」一発で沈められた。部隊の掟通りに銃による自決を図るが兼一によって阻止され、諭された。
スパルタカス
パンクラチオンチームの代表。ギリシャやローマの古代彫刻を思わせる筋骨逞しい美青年。レセプションにおいて兼一と握手を交わしただけでその実力を読み取った。大会主催者であるフォルトナの養子達の長男。フォルトナから逃れるため大会中にデスパー島脱出を画策する。
「テアゲネス・フォルトナ」という名前で関係者から呼ばれた場面があるが、こちらは本名かどうかは不明。
叶翔により全員殺害されたとされていたが、実は準決勝前に翔の手引きによりボートで島から脱出していた。
オクタヴィア
パンクラチオンチームの女性メンバーの一人。スタイル抜群の美女。心根は優しく、窓から落ちた兼一を助けようとした。大会主催者であるフォルトナの養子。
リーダー
カポエイラチームのリーダー。本名不明。
常に冷静沈着で、判断能力にも優れる実力者。それゆえ、アイシャの自分に対する恋心にも気付いているが本人にその気はない。勝ち負けに拘泥しないことによって逆に強さを発揮するタイプ。キサラとの対戦中、初めて勝利に対する執念を見せたが、宇喜田の不屈の粘りで外された中指の痛みで蹴りに力を乗せられず敗北。
アイシャ
カポエイラチームの紅一点。シルビオに好意を抱かれているが彼女自身は（新島によれば）リーダーに想いを寄せているらしい。1回戦で、相手チームを単独で全滅させる。
2回戦で新白連合のキサラを相手に美羽の動きをコピーした陣地を占領する押さえ込みによって敗北。
シルビオ
カポエイラチームの一員。ターバンを巻いており、影のリーダーを自称するなど若干ナルシシズムが入っている。アイシャに好意を抱いており、リーダーに対抗心を抱いていることなどを新島に暴露され激しく動揺し激昂。その結果、勝負を急ぎ実力を全く発揮出来ぬまま倒したはずの宇喜田に投げ落とされ、リングアウトとなる。

## 鳳凰武侠連盟関係者
馬 連華（ば れんか）

馬 良（ば りょう）
声 - 藤本譲
異名：白眉
中国拳法の達人。剣星の父方の伯父。剣星からは「白眉伯父（はくびシューフ）」と呼ばれており、眉毛のみが白い。
横浜一の物知りであり、横浜中華街で逆麟飯店という中華料理店を経営している。剣星が情報を入手するのによく訪ねる人でもある。戦闘シーンは無いが、武術の実力は達人級であり、蓮華が失踪した時には悲しみのあまりに中華街に潜むマフィアに八つ当たりして片っ端から倒していった。「その辺の達人の一匹や二匹なら面倒を見られる」と豪語する程の腕前。風林寺隼人とは顔見知り。頭が禿げていることから剣星と共に兼一にハゲ仲間と呼ばれたことがある。
馬剣星同様、アニメ版では上記3人の「馬」の読みは「ま」になっている。
劉 玄孫（りゅう げんそん）
声 - 檜山修之
白眉の門弟。七星蟷螂拳の使い手。長髪でサングラスを掛けている。ケンカっぱやい性格をしており言葉使いが少々悪い。諸葛孔暗と共に失踪した馬蓮華を捜索していた所、ひょんなことから兼一とプールで戦うことになり、互角の勝負を見せるが水中でちまちま戦い、憤然とした隼人によって中断される。再登場時は兼一と同じく高校2年生に進級しており、毎日武術漬けということもあり3人がかりとはいえ、準達人級を一撃で仕留めた。蓮華の先輩に当たるらしいが蓮華より実力は下。武術の腕は若年ながら高かったらしく、黒虎白龍門会の代表にさえ知れ渡っている。バイクを乗りこなす。
本編では特に言及は無いか連華が引き取って飼っている九官鳥のピースケ君によると、連華に恋愛感情を抱いているらしい。
諸葛 孔暗（しょかつ こうあん）
声 - 浪川大輔
白眉の門弟。戳脚の使い手。劉とは違い穏やかな性格。テンプル部分がギザギザになっておるデザイン眼鏡を掛けている。前述の劉玄孫と共に失踪した馬蓮華を捜索していた所、ひょんなことから兼一とプールで戦うことになり、脚力勝負で敗北。再登場時は兼一と同じく高校2年生に進級しており、3人がかりとはいえ、準達人級を一撃で仕留めた。蓮華の先輩らしいが実力は蓮華より下。バイクを乗りこなす。劉と同じく連華に恋愛感情を抱いているとのこと。
阿琴（アーチン）
逆麟飯店に住み込みで働いている若い中国人女性。武術の心得は特にない模様。
郭 誠天（かく しんてん）
元黒虎白龍門会に所属していた太極拳の使い手で、かつて馬剣星が弟子にとろうとした男。非情な冷血漢で、自分の勝利のためにチームメイトを捨て石として扱い、武術は友情や仲間を排除してこそ高みに立てると豪語しているが、実際は仲間想いで、全ては勝たねば3人とも組織に抹殺されてしまうという理由やリーダーとして勝利を優先させるためといった心情からきているからであり、またその心根を見抜かれていたのか、仲間からは慕われていた。また、逃亡生活を送っていた時には自身が怪我人だと軽々と言い張ったり、「中華は飽きたからイタリアンが食べたい」と言うなどの我が儘な一面も見せている。DオブDで梁山泊チームと戦い、兼一のあらゆる攻撃を化勁で受け流し、太極拳の殺人技を躊躇無く攻撃に使用することで兼一を終始圧倒するが、闘い終盤において腕が全く上がらなくなった状態の兼一から「流水頭撃」と兼一の放った言葉に逆上して繰り出した最強の必殺技「雷声」に対するカウンターである退歩掌破の2発のカウンターを受けて自滅する形で倒される。敗北後は帳や楊と共に組織に抹殺されるための覚悟を固めていたが、剣星の手助けによって逃亡生活を送ることとなる。しばらくしてから再登場を果たし、兼一と再会した後は自身らを始末するために送り込まれた刺客に襲われるが、辛うじて難を逃れた。その後、帳や楊と共に馬良に引き取られ、彼が経営する中華料理店で働くこととなる。
帳 射林（ちょう いんりん）
元黒虎白龍門会に所属していた八卦掌の使い手。冷静だが、郭に利用されてもなお、楊と共に彼の身を案じるなどの優しい一面や蓮華から勝手に借りたマニキュアを塗ったり、バッグを欲しがったりと年頃の女性らしいところもある。DオブDで梁山泊チームと戦うが、「三頭竜六合陣」を破られた後は美羽の実力を量るために郭によって捨て駒にされ、最終的には美羽に倒された。DオブD後は逃亡生活を送っていたが、最終的には馬良に引き取られて彼が経営する中華料理店で働くこととなる。
楊 鉄魁（よう てっかい）
元黒虎白龍門会に所属していた形意拳の使い手。隻眼かつ無口で、特に色恋沙汰に鈍く、また食欲旺盛の食漢であるが、実際は仲間想いの好漢で、郭の仁義に対して男泣きを見せていた。時折冗談を言うが他人には全く理解されない。DオブDで梁山泊チームと戦うが、「三頭竜六合陣」を破られ、直後に美羽の「風林寺光鵬翼」によって倒された。DオブD後は逃亡生活を送っていたが、最終的には馬良に引き取られて彼が経営する中華料理店で働くこととなる。

## 黒虎白龍門会
王（わん）
黒虎白龍門会上海支部の大老。
恰幅の良い肥満体型だが梁山泊に引けを取らない実力を持つと言われている。歯がボロボロに欠けている。耳たぶが大きく多量の口髭と顎鬚を蓄えており、一見すると怪物のような風貌をしている。「敵に情けを受けるような者は我が一門には必要ない」と説き、兵共々無傷で戻った郭に死刑を下すも剣星に阻まれる。
彼の依頼する仕事には常に強敵が付き纏うらしい。剣星との口約に従って郭に自害を禁じた。
慧 烈民（けい れつみん）
異名：人間災害
黒虎白龍門会の始末屋にして翻子拳の達人。ターゲットが村に匿われたときなどは村ごと虐殺することから疫病より多く殺す男と言われる。
アパチャイ同等の手腕を持ち、爆発と間違われる程の猛烈な連打を放つ。手技主体の翻子拳に対して、足技も補うため戳脚も修得している。ピースケ君という名の九官鳥を鳥籠に入れて連れ歩いており、ピースケ君に向かっていつも話しかけている。鳥籠を持っているために片手が常に塞がっているが、腕一本でも大抵の相手は倒せる程の実力者なので本人にとっては問題は無い。腕一本では倒せずに両手を使う必要がある者と戦う場合は、頭上に鳥籠を乗せて戦う。鳥籠とピースケ君は実は健康のバロメーター代わりに持ち歩いているものであるが、鳥が死ぬほどの激しい動きをするとGのかかりすぎで自分の健康に悪いということで動きを抑える目安にすぎず、本気を出す時は結局鳥籠を潰して鳥を殺しているので、今のピースケ君は既に17代目である。
組織から抜けた郭達三人を始末するために来日した。馬良の中華料理店に身を隠した郭達を始末しようとしたところ、兼一の護衛として来ていたアパチャイと激突。五人を守るために全力で攻めあぐねる上にピースケ君を気遣って無意識に手加減してしまうアパチャイを苦戦させるが、兼一によって鳥籠を奪われたため手加減抜きとなったアパチャイにこちらも本気となって挑むも、自身の猛打をアパチャイのさらなる猛打で叩き潰されて敗北。
陳 大力（ちん たいり）
肥満体型の黒虎白龍門会の殺し屋。郭達を始末するために来日。通行人を装って兼一に近付き殺そうとするも、アパチャイに殺気を感づかれ強烈な蹴りを喰らい気絶する。

## 裏ムエタイ界関係者
アパチャイ・ホパチャイ

アーガード・ジャム・サイ

ハンタック・チャッタラダ
異名：毒蛇
ムエタイの使い手。
それなりの実力はあるが、人間的には器の小さい小物。裏ムエタイ界の当時のチャンピオンであるアーガードとのチャンピオン戦で彼のジムに所属するアパチャイを利用し、「意図的に負けなければアパチャイを他所のジムへ移す」という姑息な脅迫手段を用いて、アーガードに勝利する。実力的にはアーガードの足下にも及ばず、アーガードの手によって試合中に集積されたダメージが原因で御立ち台で死亡するという劇的な死亡劇を演じさせられる。
メーオ
アパチャイの飼い虎。アパチャイが少年だった頃に拾われた。アパチャイ本人は猫だと思っており、周囲から虎と間違われるのを気にして猫（メーオ）という名前をつけた。アパチャイの旅立ちの際にロムタイフンジムに預けられる。
ソムバット
アーガード・ジャム・サイの師。故人。古式ムエタイ（ムエボーラン）と育成の達人。
ロムタイフンジムの元会長。「とりあえずぶっ殺してから考えろ」、「脳みそは人を殴るためにある」などの過激な発言が目立つ釣り目の男。裏ムエタイ界でも上位の権力者であり、彼の死に伴い、ロムタイフンジムは酷な試合を強いられることになる。アパチャイの潜在能力を見抜き、自身のジムへ引き取った。アパチャイとアーガードにムエボーランの秘技を伝授した。

## ティダード王国
ラデン・ティダード・ロナ
ティダード王国正当王位継承者。ジェイハンの妹。シラット使いで、カランビットナイフとクリスダガーの使い手。ガジャ大佐に「軍事政権の脅威になる」と言われるほどの美少女。若年で政治的能力に欠け、同じ国民同士が争う現状を嘆き、戦乱の原因であるティダード王国の邪神ジュナザード打倒を目指している。
ジュナザードに対する共同戦線に立った本郷晶に惚れていたが、その想いを伝える事はなかった。
シャーム
声 - 池澤春菜
ラデン・ティダード・ジェイハンの侍女。兼一の命を狙うジェイハンの命令で、スキー客を装い兼一と美羽を絡め取った。その後、ジェイハンがジュナザードの起こした雪崩に巻き込まれる現場を目撃し、ロナ姫と共にジュナザード打倒を目指す。
武術家ではないが、ジェイハンの形見であるカランビットナイフを武器として扱う。
おまけではジェイハンから“萌え”を探してくるように秋葉原へ派遣されるもいまいちよく分からなかった模様。
バトゥアン
ロナに仕える家臣で、達人級の武器使い。長刀とクリスダガーを使う。師匠はジュナザードと肩を並べた武器組だったが、ジュナザードの凶行を止めようとして殺されてしまった。
逆鬼を味方に引き入れてからは逆鬼の思想にあわせて活人を貫く。
ジョン・カーペンター
ロナ姫に雇われている中年の傭兵。日本のサブカルチャーが好きなオタク。傭兵には向いていないナード風の男性だが、電子機器に精通しており、いざという時には身を挺して立ち向かう義勇も持ち合わせる。
正体は一影こと風林寺砕牙。
ガジャ
ティダード王国正規軍大佐。ティダード国民をまとめ上げるシンボルにする為にジュナザードの遺体を奪取しようとする。しかし、ジュナザードを守ろうとする達人たちや逆鬼と本郷の抵抗にあい、さらにジェイハンの帰還により計画は頓挫した。
ロナ姫を殺そうとまでしていたが、ティダードの行く末を案じての行いだったため、ジェイハンに許された。

## 警察、および政府関係者
本巻（ほんまき）
日本警察の警部。刑事一筋25年のベテラン。"闇"排斥派の1人。
梁山泊とも面識があり、逆鬼からは「おやっさん」と呼ばれている。危険を冒してまで警察官魂を重んじる正義感の強い思想の持ち主で、"闇"を捕らえるべく職務を遂行し、それに伴い梁山泊にも協力を求める。あくまで公僕という立場を重視し、たとえ殺し屋相手でも規則を徹底するなど愚直で融通の利かない人物。梁山泊の破天荒振りを見ても驚かない。部下の岩先と共に行動していることが多い。
政府内の反"闇"勢力とも繋がりがあり、沖縄の一件で目立ちすぎた梁山泊を早急に撤退させるべく専用機をチャーターした。梁山泊の活躍により"闇"支援勢力の情報詳細の奪取に成功したが、そのディスクの搬送中に部下達が"闇"に強襲され、ディスクを強奪される。自宅付近で武器組から襲撃を受けるが、新白連合により助けられる。梁山泊を犯罪者扱いしてしまった申し訳なさに頭を下げるが、兼一の揺ぎない信念と新島がバックアップを取っていたことで光明を見出し、"闇"排斥派の石田議員が避退している山荘へと向かう。石田の策略によって絶体絶命の危機に瀕するも逆鬼に助けられ、新島と秋雨の機転により情勢の劣勢を巻き返すことに成功した。
家族に妻（よしえ）と娘（ひさみ）がいる。娘のひさみは新島とメル友であり、ファンでもある。また、警察は梁山泊が解決した事件は「Rファイル」として記録している。
岩先（いわさき）
警察官。本巻警部の部下。梁山泊の型破りな様に度々驚いている。沖縄の一件で入手した政府内の"闇"絡みの情報が入ったディスクの搬送中に"闇"から襲撃を受け、重傷を負う。無事に回復したようで、大使の護衛の際に現場に復帰する。
石田 せいじ（いしだ せいじ）
闇人。日本政府の国会議員。

ロシアの議員
本名不明。ロシアの女性政治家。ロシアでの反"闇"勢力派の一人でその関係からアレクサンドル・ガイダルから命を狙われるも梁山泊によって救出される。梁山泊にアレクサンドルの拘束を依頼し、"闇"専用の収容施設・ビッグロックを秘密裏に建設した。
ジェニファー・グレー
FBIの捜査官。アメリカ人。愛称はジェニー。
逆鬼が「親父さん」と呼び、個人的な交流があったランスロット・グレー大佐の娘で、彼女自身も大口径の拳銃による二挺拳銃で相手の銃を正確に狙い撃つ銃の達人。近接戦闘にも相当優れている。DオブD観戦に世界中から集まったA級犯罪者のオンパレードを一斉検挙する国際合同包囲作戦のためにデスパー島に潜入し警備主任の地位にいる。父親に対する愛情は深かったようで、父の仇であるフォルトナを殺す気で銃撃した。自称逆鬼のフィアンセで、彼にベタ惚れのようである。
ランスロット・グレー
逆鬼の旧友でジェニファー・グレーの父。故人。軍人で階級は大佐。「銃は友達」を信条とする銃の達人であり、彼の雷名は広く知れ渡っている。攻撃開始の暗号はエンジェル。銃を使いながらも人を誰一人殺さないことを誇りにしていた。スクールバスを人質に捕られ、武器無しでフォルトナに挑むが力及ばず殺害される。
岡本（おかもと）
政府の関係者を名乗る男だが、正体は一影こと風林寺砕牙である。達人級としての腕前を持っており、それは逆鬼を唸らせる程である。
"闇"との決戦を目前にした梁山泊の前に姿を現し、共闘の旨を伝える。その後、しばらくは兼一たちに稽古をつけたり、久遠の落日でも手を貸し続けるが、穿彗が動き出した事をきっかけに変装を解いて砕牙としての正体を現す。

## 荒涼高校関係者
兼一たちの通う学校で、物語当初はここが舞台となることが多かった。同校に通う作中登場人物は兼一、美羽、新島、水沼、松井、武田、宇喜田、谷本、キサラ、古賀。武田の英語力とキサラの発言から、偏差値はそれほど高くないどころか低いようで毎年、不良が入学してくる不良の巣窟とまで言われた学校。教師を含めて800名以上が在籍するマンモス校である。学校指定の制服はあるものの私服での通学も許可されている。
大門寺 まこと（だいもんじ まこと）
声 - 一条和矢
16歳。兼一の同級生。身長はアニメ版対比表では逆鬼（192cm）と同程度。ボディビルで培った逞しい体が自慢。中学時代から札付きの不良として有名な暴れん坊だが、格上には猫を被って媚びるなど狡賢い一面も持つ。高校では体格を買われて空手部にスカウトされた。
空手は素人同然だがその恵体に見合う腕力を有し、金属バケツの底を一撃で外し飛ばす威力のパンチを放つ。力がない相手を見下して嫌っており、たまたま同じ部活だった貧弱な少年・白浜兼一が目障りだったらしく、退部を懸けた組手勝負を行うも、ノックアウトに追い込まれるほどの完全敗北を喫する。しかし、「空手部を辞めたくない」と必死に訴える（アニメでは号泣している）姿を見た兼一に情けをかけられて、退部せずに済んだようである。…にもかかわらず園芸部を襲撃、草花を踏みにじり、激昂した兼一に倒される。この時点ではラグナレクに入隊する願望を持っていた。彼に勝利したことから兼一の格闘人生は始まった。久しぶりに登場して、コーキンに対してカツアゲ行為を行うが逆に部下もろとも手下にされてしまった。その後、コーキンが空手部でムエタイを教える際、「才能が無いから」という理由でサンドバッグ代わりにされるなど、かつて自分自身が兼一にしたのと同じ扱いを受けて、精神的に抵抗ができないいじめられっこのような存在となってしまった。コーキンの命令で、兼一を騙して空手部に誘き出す。かつて弱虫のいじめられっこだった兼一がとてつもなく強くなっていたことに思うところがあったようで、兼一がコーキンに勝てないと思い、兼一を助けるため新白連合を呼びに行き、兼一を騙して誘き出したことを悔いていた。
筑波 歳三（つくば さいぞう）
声 - 梁田清之
18歳。空手部副主将。身長はアニメ版対比表では宇喜多（180cm）と同程度。黒帯有段者で実力は部内No.1。
強い奴と戦うのが趣味で、有力そうな一年生に喧嘩を吹っかける不良でもある。大門寺に勝利した兼一に興味を持ち、一度は完全勝利を収めた。しかしその後の再戦においてスポーツ空手にない技で隙をつかれ、そのまま様々な技を身に付けた兼一に敗れる。ラグナレクの構成員であったが、武田の台詞によると兼一に敗北後、徹底的に痛めつけられ追放された模様。この一件から兼一は様々な不良から狙われるようになった。
鷹島 千尋（たかしま ちひろ）
声 - 久川綾
17歳。新体操部の2年生エースだったが美羽にその座を奪われ、日陰者となってしまった。嫌味を言ったりするが美羽を追い越すために特訓を続けている模様。レイチェルと組んで美羽をいじめようと企んでいるが、美羽にレイチェルの靴を隠そうといって呆れられたり、体育祭において恥をかかせようとして逆にレイチェルから弓矢固めを喰らってしまうなど懲りていない様子である。
新島曰く美羽に勝るのは年齢だけ。しかし、新島の学内ランキングでは美羽に及ばないまでも総じて高得点を得ており、容姿は90点以上を獲得する美形。スタイルもかなり良い。
一年間美羽の動きをにらみ続けた結果、皮肉にもそれが自分の新体操の技術に活かされる結果となった。
月刊版『戦え！梁山泊』では同級生として登場し、美羽とキサラの仲を取り持つという奇妙な役回りだった。
泉 優香（いずみ ゆうか）
声 - 大本眞基子
16歳。兼一の所属する園芸部の部長（部員は2人しかいないのだが）でクラスメイト。
大人しい性格で、不良に捕われたりしたが好意を寄せている兼一の前ではぶりっ子のようにふるまう面がある。兼一に好意を抱いており、帰りを一緒に誘おうとするがいつも美羽によって阻まれる（美羽に他意はない）。また、その美羽と同棲していると勘違いし、ショックを受けていた。薙刀部の友人である姫野真琴とよく一緒にいる。
月刊版『戦え！梁山泊』では兼一を巡る美羽の恋のライバルだったが、地味な容姿や性格に加え、美羽一筋の兼一からは友人としか思われていなかった。
姫野 真琴（ひめの まこと）
声 - 岩居由希子
16歳。兼一のクラスメイトで薙刀部所属。泉の親友を自称する程彼女と仲が良い。本編ではあまり目立つことはないが、外伝のほうでは主人公として登場している。見た目は女の子らしいが、泉とは対照的に気が強い男勝りな性格の持ち主で、当初はいじめられっ子でしかなかった兼一のことも「さえない男」としか見ていなかった（後に「さえないバカ」に格上げ？）。
島山（しまやま）と田中（たなか）
声 - 柳沢栄治、渋谷茂
16歳。兼一のクラスメート。島山は坊主頭で小柄な優男で田中は髪を逆立てた不良風の男。当初は兼一を「フヌケン」呼ばわりしていじめていたが、美羽に近づくために兼一の友達を騙る。しかしそれが仇となって武田、宇喜田に連れ去られてしまい、助けに来た兼一を置き去りにして逃げ出す。その後わずかながら罪悪感に苛まれていたところ、逆に兼一の方から巻き込んでしまったことを謝罪され、改めて友人となる。
臨海学校で唯一ボリスに真っ向から反抗したことからボリスに認められ、ボリスがいなくなった後のクラスの取りまとめを頼まれた。その後、ボリスに代わって授業中騒ぐ生徒を注意するという行動を見せ、それが他の生徒達にも少なからず影響を及ぼしている。
安永 福次郎（やすなが ふくじろう）
声 - 宝亀克寿
53歳。兼一のクラスの担任で、日本史教師。
厳格な人物だが、その実生徒たちのことを真剣に考えている。長い教師生活から人を見る目に長けており、家庭訪問を行った際に梁山泊の師匠たちが美羽の父母のふりをした芝居を見抜く。
趣味は文化財鑑賞で、秋雨のファンでもある。副担任である小野の天然っぷりに少々手こずっている模様。見事なまでの輝きを放つ禿頭。
小野 杏子（おの きょうこ）
声 - 嶋村カオル（テレビアニメ版） / 青山桐子（OVA版・テレビアニメ闇の襲撃）
28歳。兼一のクラスの副担任で、国語教師。園芸部の顧問も務めている。
生徒からも心配される程の天然さと緩さ、子供っぽさとどん臭さから安永にいつも注意されている（だがその性格があって安永自身怒るに怒れないこともある）。手が隠れるほど袖の長い服をいつも着用している。安永のことを「やっさん」と呼ぶこともある。生徒想いであり生徒から信頼は厚いのだが、上記のような人物である上にきつく注意できない性格もあって、一部の生徒からは完全になめられてクラスが荒れることも多かった。ボリスが転入してからはその助けによって授業をまともにできるようになり、それ以外でも多くの面でボリスに頼りきっていた。彼女の方もボリスがクラスに馴染めるよう色々と努力をしていた。ボリスがいなくなって落ち込み、またもクラスが荒れるようになったが、ボリスに後を任された島山と田中の注意によってクラス全体が変化し、ボリスがいなくても授業を行えるようになりつつある。殺気が無いために気配が感じ取れず、気付かないうちに近付かれるのでボリスからは少し苦手がられている。ボリスの転校後、しばらくの間ずっと落ち込んでいた。

## 天地無真流古武術関係者
田中 勤（たなか つとむ）
属性：静
御堂戒の弟子で、天地無真流古武術の正統後継者。19歳→20歳（享年）。12月31日生まれ。身長179cm。体重72kg。
弟子級の殻を破った者が辿り着く妙手の域に達しており、その中でもかなり達人寄りにいる武術家。今は亡き妻とは18歳のときにできちゃった結婚した。眼鏡を掛けたサラリーマン風の男。妻は師である御堂戒の一人娘のため、師とは親子関係にある。梁山泊とも面識があり隼人を風林寺先生と呼び、超人秘技の一つ（数え抜き手）を習得している。
あらゆる面で兼一と似通った部分があるが、兼一とは違い武の才能があった。
彼の武は緒方への復讐のためだけに洗練されたものであり、その理由を「師が殺されたから」と語っていたが、実際は師だけではなく妻子も緒方によって殺されていた。戦いの最中も含めて頻繁に携帯電話で妻と会話をしているが、その妻は精神を病んだ田中の妄想が生み出したものであり、実際には着信試験ダイヤルからかかってきた電話に向かって一人で会話をしていたことが緒方との決戦時に判明する。
DオブD1回戦で下馬評を軽々覆し、ビルダーファイブの5人を人差し指のみで下す。ジェミニチームとの対戦前、イーサンとの会話で、島に緒方一神斎がいないことを知ると試合を棄権、本気で追うレイチェルをも遥かに超える瞬発力で逃げ去った。
赤羽刀事件の後、兼一と美羽が遭遇した銀行強盗事件で再登場。銃を突きつけられても動じることなくその銃身を膂力でへし曲げ、強盗犯3人を一瞬で制圧し、さらには貫き手で防弾チョッキを貫通させるという並外れた力を発揮。その後、緒方一神斎の情報を得るために梁山泊を訪れる。だが仇討ちはつまり殺人拳である故、田中の妻子の件についても承知していた隼人の協力を得ることはできなかった。梁山泊からの帰り際、兼一との交流組手を行う。前半は「流水制空圏」などで自身の心情を読み取られ驚かされながらも後半は緒方という単語に怒りに呑まれ、兼一を圧倒するが、組手のルールを守り、寸止めを入れた兼一に勝利を譲る。隼人の言葉にも耳を貸さないほどに復讐の決意は固いが、本人は自分の中にある迷いについて「多分」と発言している。
遊園地での新白連合とYOMIとの決戦の場に現れ、緒方と因縁の死合いを開始する。その時点ですでに達人級の領域へと到達していたが、一影、兼一に教訓を残して敗死した。
彼の事情と死を知らない連華と新島は炎上する遊園地の中で田中らしき人物が妻子と三人で去る姿を目撃しており、それを聞いた兼一は田中の魂が妻子と再会できたことを悟り安堵している。
田中 真結（たなか まゆ）
天地無真流古武術の達人で、田中の妻。若くして達人へと至った天才。道場に通う田中と徐々に惹かれあい、最終的にできちゃった結婚する。しかし、父・御堂戒を殺した緒方に戦いを挑み敗北。この時、田中との子供・さとしを身籠っており、息子共々緒方に殺害されてしまう（緒方は真結が妊婦だとは気付いていなかった）。
御堂 戒（みどう かい）
天地無真流古武術を極めた古武術家。真結の父であり、勤の師で義理の親。故人。
かつて隼人から数え抜き手を教わった達人であり、己の流派をさらなる高みへ昇華させようとしていたが、病に倒れる。真結に惹かれて修行についてくる田中を認め、天地無真流の跡継ぎとして鍛え上げた。病が進行しながらも田中と真結の結婚を喜んでいた矢先に、技の探求の名の下に緒方に惨殺されてしまう。

## その他
山本 大樹（やまもと たいき）
山本流柔術を極めた達人級の古流柔術家。山本流柔術の現伝承者。息子と共に山の中で世俗から離れた暮らしをしている。秋雨の友人。妻は死去している。物静かな性格で左目を横断する真一文字の傷を持つ。
山本流柔術の伝承者は「ある一定のレベルまで強くならないと下山してはならない」というしきたりがある。山本流の修行内容は梁山泊同等に壮絶なもので重り付きの人間ぞりガケ登りや地蔵を足で持ちながら竹をよじ登ったりする修行が準備運動の域であり、息子に直接に修行をつける際は情をはさまぬようにするため天狗に変装する。
滅多に笑わないらしいが直樹との組手に勝利した兼一の努力する才能を認め、「良い弟子を持ったな」と秋雨に笑い褒め立てた。
山本 直樹（やまもと なおき）
山本大樹の一人息子で弟子でもあり、山本流柔術の使い手。12歳。師匠である父・大樹より山中にて修行を受けており、若年ながら当時の兼一と互角に渡り合うほどの使い手。人里離れた山中で父子の二人暮しをしてきたため、都会に対して間違った幻想を抱いている。友人に河童がいる。
秋雨の案で交流組手に訪れた兼一を当初は嘲笑い、実際に卓越した兵法で圧勝したが、二回目の組手では自らの兵法を努力で覆され敗北、兼一に敬意を払い再戦を誓った。
その後、大樹から辛くも一本取り、ほのかと同じ中学校に体験入学することを許され入学するが、いじめに遭ってしまう。本人はそのような風習についてまるで無知だったため気にせず日々を送るが、ある日いじめっ子達が高校生にカツアゲされている場面に遭遇、瞬く間にその高校生数人を倒す。ほのかと出会えた心境からか体験期間を終了し再び山に戻った後も「都会は最高でした」と大樹に話している。実力の程も上がっており一目見るや瞬時にその実力を見抜く眼力を持つ。
池下（いけした）
声 - 遊佐浩二
武田一基の旧友のプロボクサー。武田の試合前日、不良の集団に囲まれたところで彼に助けを求め、共闘し不良を撃退するも、その際に武田の負った怪我と医者の誤った治療により、彼がボクシングを引退せざるをえない原因となる。武田は当初、池下を助けに行き、友のために左ストレートを振るったことを後悔していなかった。しかしその後、彼が引退した武田と出会っても罪の意識からか素っ気ない態度をとったり、順調にプロとしての道を進んでいったりしたことにより、武田が友情不信に陥る原因ともなった。
熊鳥 権瑞（くまとり ごんずい）
声 - 長嶝高士
死拳己流空手師範。歌舞伎役者のような化粧と蟹のような髪型が特徴。梁山泊へ道場破りに訪れるが、師匠らが全員不在だったため兼一と対峙。当時の兼一より上の実力を持っていたが、慢心により腹部に一撃を食らう。逆上して反撃に出るも、逆鬼に阻止され道場生共々蹴散らされた。後に"闇"との対立を前に梁山泊に与する旨を宣言する。全身を鋼のように硬くする体術を得意とし、「自分に気合でござる」と言いながらバットを折るパフォーマンスを披露した。
アラン須菱（アランすびし）
鬼幽会空手の館長を務める色黒の男。薔薇の花をトレードマークにする。逆鬼を崇拝するあまり梁山泊の豪傑を偽称する。「どんな手を使ってでも勝て」を心得としており、それに反発した兼一と逆鬼に（結果的に）道場破りをされたあとは方針を「力と愛」に代え、再出発を果たした。
武器使用による慢心が出ていない対戦初期は兼一をあしらっており、それなりに実力はあったようで、逆鬼の壁を粉砕する突きを顔面に喰らってもピンピンしているなど頑強。
その後、梁山泊と同盟関係を結ぶも、それが仇となったか今度はYOMIであるティーラウィット・コーキンの道場破りに遭い道場は壊滅。水沼をかばって一時は意識不明の重体となるが、現在は回復中。
谷本 楓（たにもと かえで）
声 - 桑島法子
谷本夏の実妹。病弱で兄と共に施設で育つ。花が好きで特にコスモスが気に入っている。後に兄と共に谷本という男の養女となるがある事件をきっかけに谷本が死亡、そのためろくな治療が受けられず幼くして病死してしまう。今際の際に言った言葉が現在でも兄である夏の心に生き続けておりそれが彼の根源となっている。
グスコー
声 - 乃村健次
港に根城を張り、武器や麻薬の密輸をしていた海賊くずれ集団のボス。
近隣の村から略奪の限りを尽くし、金品だけでなく子供までも強奪した悪党。一生をかけても改心は望めないと隼人が殺害を決意したほどの極悪人で、隼人曰く「死刑でも軽すぎる」程の男。アパチャイに恩に着せ、用心棒として雇っていた。財力は母船とその他に何隻もの船を有しており、大箱30個以上もの財宝と武器を所持している。彼らによって被害を被った村からの依頼で、世直しの旅中の隼人と激突。初回はアパチャイが互角に闘うも、子供を売り飛ばすグスコーの残忍性を美羽に聞かされたアパチャイの逆鱗に触れ人質を救出された後、隼人の「亡心波衝撃」によって記憶を抹消される。財産は全て取り返され真人間になった。
ジェームズ志場（ジェームズ しば）
声 - 広瀬正志
属性：動
異名：裏ボクシング界の破壊神
かつて裏ボクシング界の王座に常に君臨していた達人級のボクサー。リングネームは「破壊神シバ」。ハーフ。41歳。7月6日生まれ。身長185cm。体重91kg。
かつて王者だったころは秋雨から真の格闘家と称される腕前であり、昔に比べ現在は幾分か腕が錆びついたようである。武田と同じく左ストレートを得意としている。その外見に反して格闘に関しては知性的であり、彼の格闘理論は秋雨にも匹敵するほど。
驚異的な負けず嫌いであり、自分のことを「我が輩」と言い、語尾に「である」と付ける、いかにも偉そうな喋り方だが、どこか憎めない人物。秋雨とは「秋雨っち」「志場っち」と呼び合っているものの、なぜかは不明だが互いに互いを嫌って貶し合っており、冷戦沈着な秋雨を瞬時に激怒させることのできる唯一の人物。眼帯とエンジェルコンチネンタルの髭が特徴的でその時のテンションによって髭が上下に動く。失った右足にはエピテーゼとしてスプリング装置が補助として取り付けられており、それを利用して超人的跳躍を可能とする。動物が好きで、レアな動物を見つけてはケージに入れて飼育している。
かつて格闘を極めたと驕ったことが誘因となり"闇"の一影・風林寺砕牙（穿彗）に敗北、右目と右足が使えなくなり武術界から引退する。今ではパチンコで生計を立てている世捨て人となっているが、ボクシングへの情熱は失ってはいないようで、彼が住んでいるガード下のあばら家にはボクシングのリングがある。YOMIとの戦いに備え実力向上を目指す武田一基に教えを乞われ、当初は過去の経験から頑なに断っていたものの、遂にはその情熱に負けて彼の弟子入りを許可する。
その後、育成だけにはとどまらず、武田を地下格闘場に出させて自分の懐を温めている。秋雨の基礎重視の修行とは違い、広く浅く技を教えるため、短い勝負では真価を発揮するが長引けば不利になるという欠点がある。だが彼の弟子育成能力は本物で、短期間で武田を地獄のような修行に打ち込む兼一と互角の実力者に仕立て上げ、隼人の108の技の1つにある"静"の極みの技、「流水制空圏」を数多き口伝をもとに推測し、仮説し、ついには再現させ武田に伝授した。修行は厳しく態度も素っ気無いが弟子想いな面もあり、武田が兼一との勝負で限界を越えて戦おうとした際にはタオルを投げ入れて試合を終結させ、一度は愛想を尽かした秋雨を感嘆させた。
久遠の落日では、新島の窮地を救い、因縁の相手である風林寺砕牙（穿彗）に挑むも圧倒的な力の差で惨敗する。
白石 国郷（しらいし くにさと）
林崎夢想流に属する剣豪。好戦的だが、実力に違いがありすぎる場合はあっさりと退く冷静な性格。流暢な江戸弁で喋る。
死合い場に出入りし人も斬るが、あくまで試合の範囲であり死人は極力出さない。それなりに名が通っており、所有する刀は名工孫六兼元が打った関の孫六三本杉の名刀。父の刀を探していたしぐれに勝負を挑まれ（別物であったが）、一撃で刀身を折られる。闇人ではないものの、"闇"の武器組にもそれなりに精通している。しぐれが「たかが」なら武蔵や小次郎は「へなちょこ」と以前の経緯もあってしぐれの実力を認めている。
熊の皮を被った老人（仮称）
骨法の使い手である老人。辻の山篭りの修行中に毎日立ち木を叩く音が気に入らなかったため、早く実力を上げ山を下るように骨法を教え込んだ。暑いながらも毛皮を脱がなかったり、自らの安眠のために骨法を教えたりと性格が少し変わっている。
ウィン・ゴーシュ
声 - 佐藤正治
武器商人。クリストファーのターゲットとして命を狙われたため、同じくその道の達人である逆鬼をボディーガードとして日本を出るまでの間だけ雇った。自己中心的な金の亡者だったが、兼一の「命を懸けてでも正しいと思ったことを貫く信念」に触れた結果、廃業し全財産を慈善団体に寄付した後に「人とは…信念とは何か」を知るために旅に出て山に消えたとされる。
久賀舘 弾祁（くがたち だんき）
久賀舘流杖術を極めた杖術家。90歳を越える小柄な老人。
その姿とは裏腹に戦時下においても神武不殺を貫き、"闇"の誘いを拒み続けた伝説の杖術の達人と謳われている。さらにはアーガードからその命と引き換えに梁山泊の豪傑一人くらいは道連れにできるとまで評価されている。食欲旺盛。本性は荒々しい激情家で人殺し相手には容赦せず問答無用に痛めつける。所持する杖は自分の背丈に合わせたためか短い。久賀舘要の師であり祖父でもある他、千秋祐馬やワルキューレなどにも教授している。杖術一筋だが様々な武器に共通している点はしぐれと同じであるため他の武器の修行をつけることもでき、その指導力はワルキューレ全員の実力を上昇させた。また、祐馬との修行においては杖術と相撲という相容れぬ武術ながら様々なことを教え込み、祐馬からは指導の天才と評されている。周囲からは稽古以外は呆けていると思われているためGPS付き携帯を持たされているが、それは仮の姿で実際は"闇"との戦いに疲れ、足を洗うための演技をしているだけだった。普段は朧気な目をしているが、戦闘時には開眼し好戦的な本領を全開にする。また、携帯の扱いにも手馴れている。
要が大学に入学した頃に長い放浪生活から戻るが、"闇"に孫娘である要と共に連れ去られ、要と新白連合員を人質に闇人になることを強制させられることとなる。兼一に救出される直前に武器組側からも蛮刀使いが送り込まれ兼一共々拉致される。孫娘・要の武人としての覚悟を見極めたことと、逆境を跳ね返す兼一の真直ぐな目に突き動かされ呆けた振りから覚醒し武器組を終始圧倒、蛮刀使いを半殺しにするという桁違いの強さを見せつける。
久遠の落日に際しては、一影九拳の美雲と八煌断罪刃の羅姫、2人を相手に拮抗する実力を見せる。
鈴木 はじめ（すずき はじめ）
空手の達人。故人。逆鬼と本郷の盟友。
重度の病を患っており、命尽きる前に最強の空手家になることを目標としていた。普段は施設で子供達に空手を教えている。
天才的な資質の持ち主で挙動にまったくと言っていい程に無駄がなく、垣間見た達人の体術を短期間で習得できる。その動体視力を見込まれ、逆鬼と本郷の試合の審判を担当。二人の実力を大きく向上させる助言を行った他、彼自身も一時的に逆鬼と本郷を超える実力を身に着けていた。
逆鬼、本郷と共に腕を磨きながら切磋琢磨し、空手の達人へと躍進するが同時に病によって体を蝕まれていく。空手家を辞めれば病の進行が食い止まり、生き延びられる可能性もあったが、本人は武人として戦い武人として散ることを望む。
武術に情はいらないとし、真の武術家として生きるべく"闇"への加入を目指す。その際に"闇"から提示された本郷と逆鬼、三つ巴の死合いに生き残るという条件を呑む。逆鬼には空手を辞め、指導者としての道を歩んで欲しいと切望されていたため死合いには応じてもらえなかったが、それに対して彼の意志を思い悩みながらも汲み取った本郷に承諾される。死闘の末に本郷のねじり貫手によって致命傷を受け、戦死。